# Biserica de lemn din Brusturi

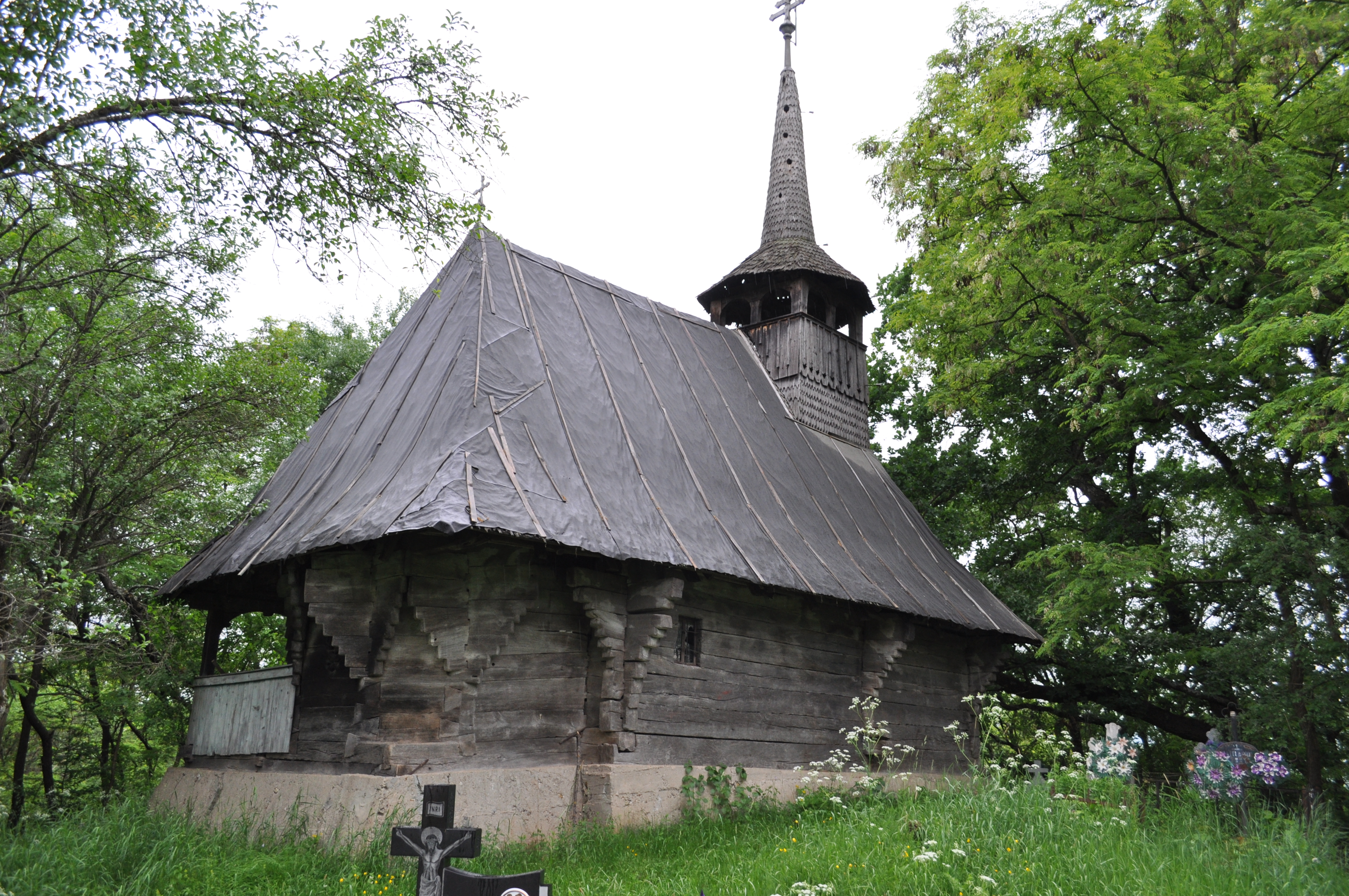
Biserica de lemn „Sfinții Arhangheli Mihail și Gavriil” din Brusturi, județul Sălaj, foto: mai 2012 (ploaie torențială).

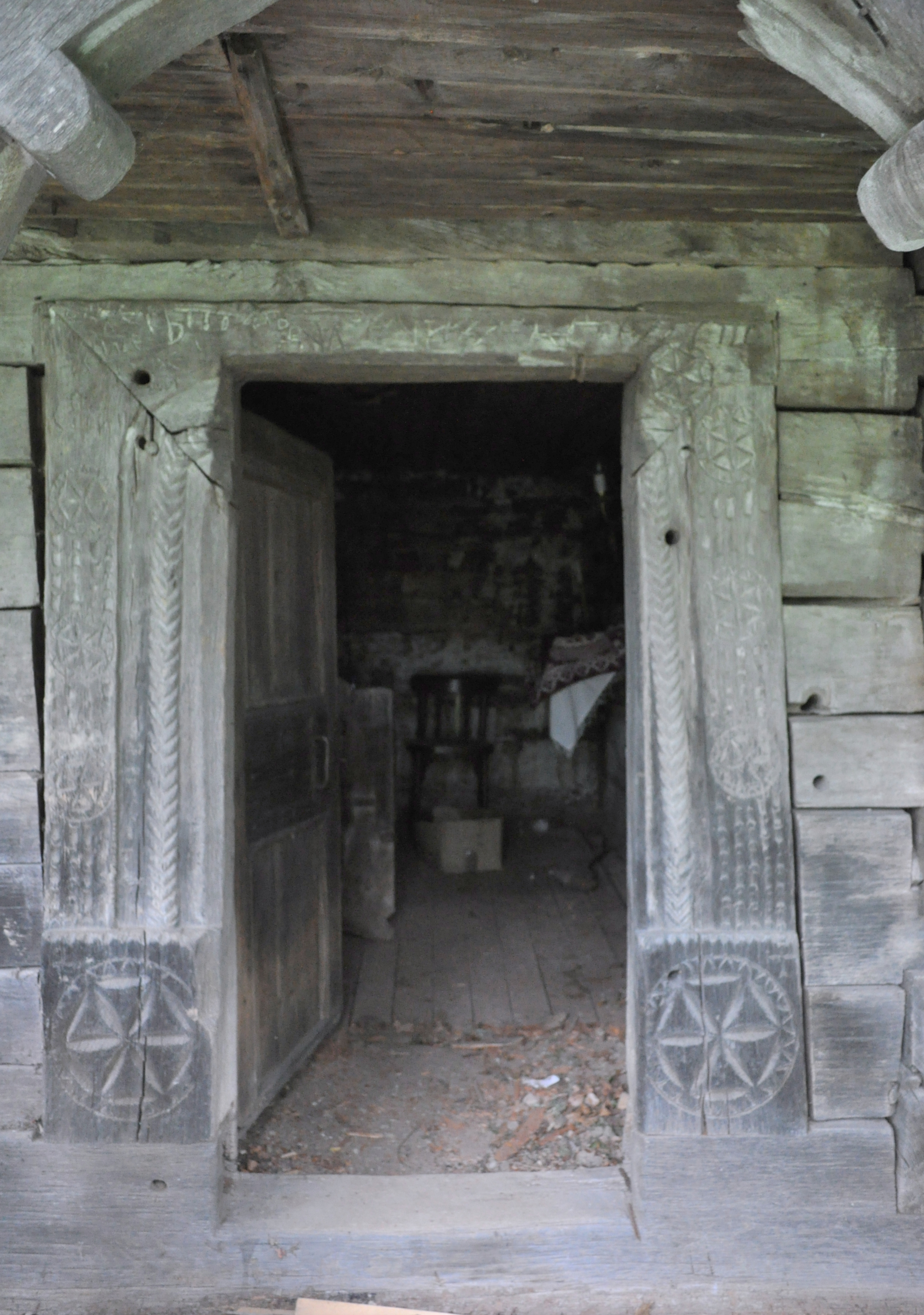
Portalul exterior

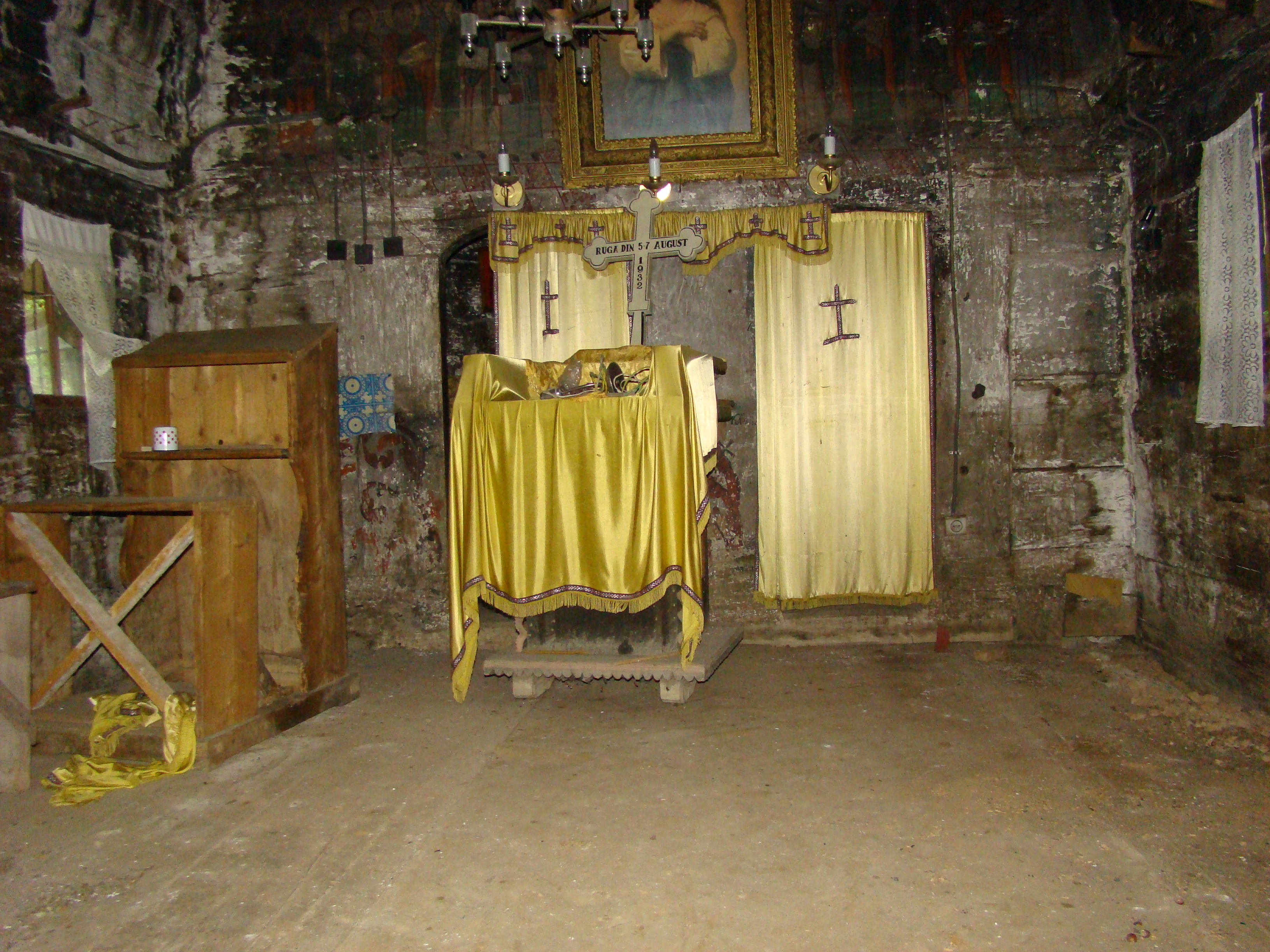
Nava spre iconostas

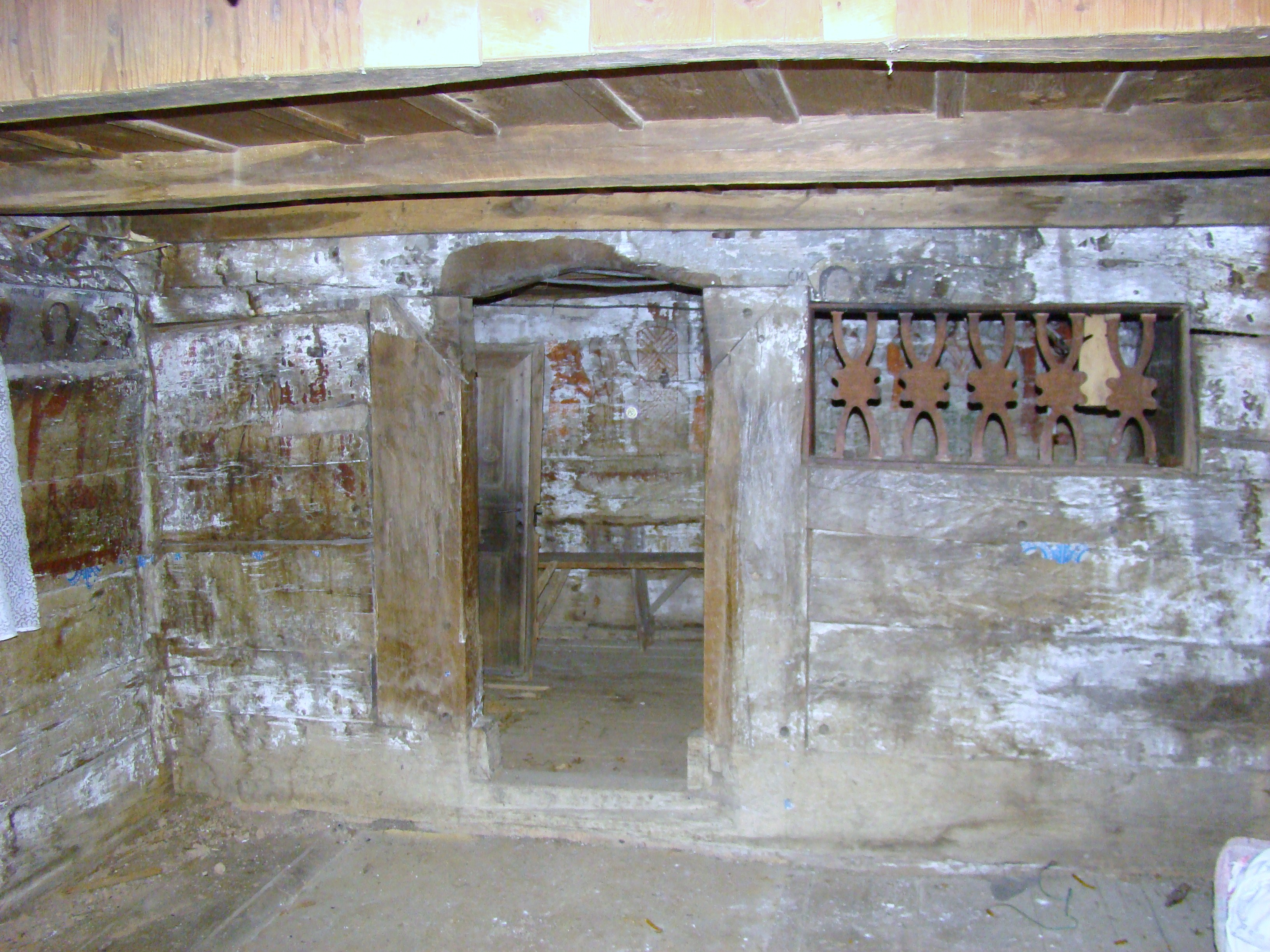
Nava spre ieșire

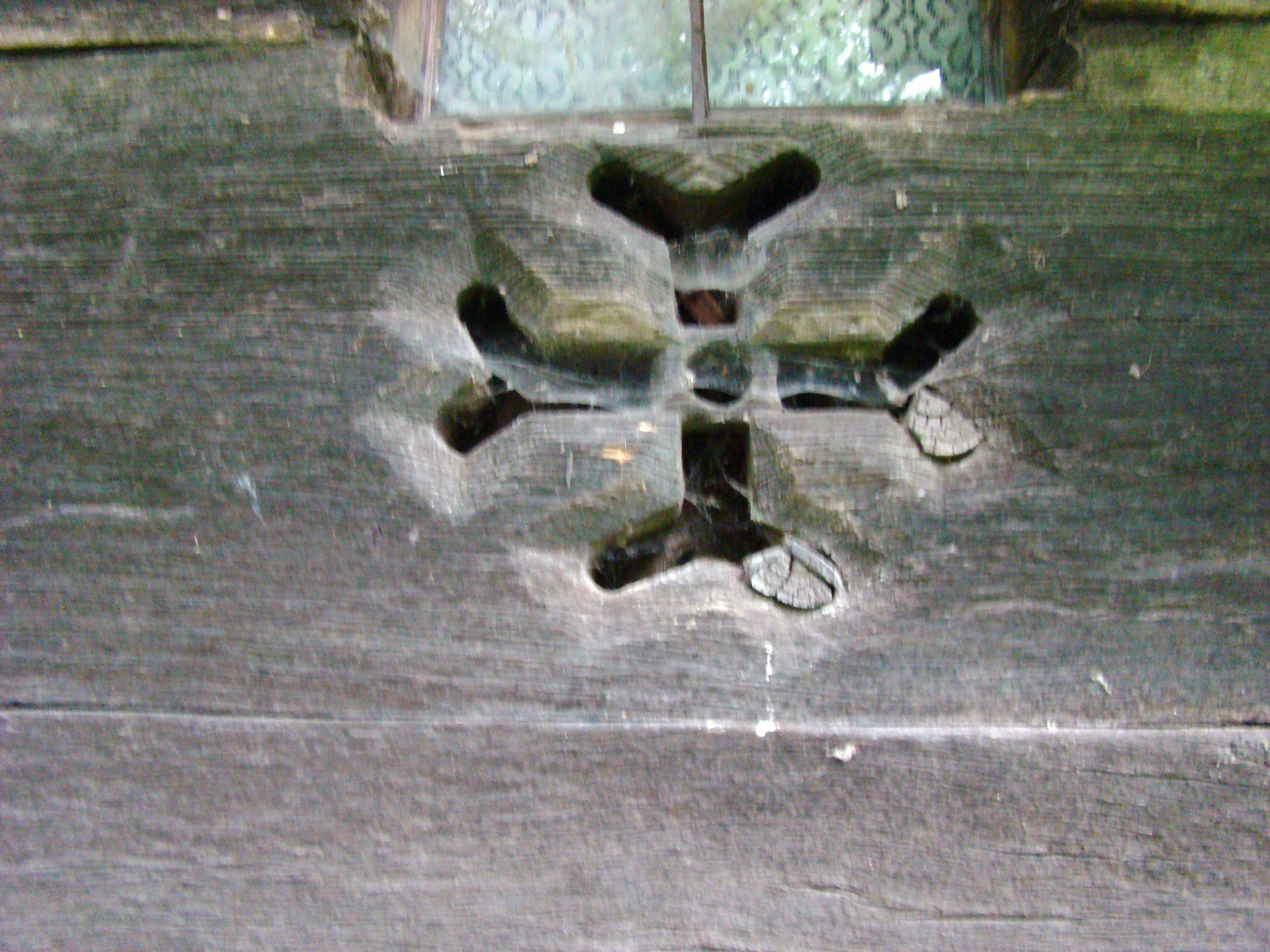
Crucea tăiată în bârna groasă, sub fereastra din axul absidei altarului

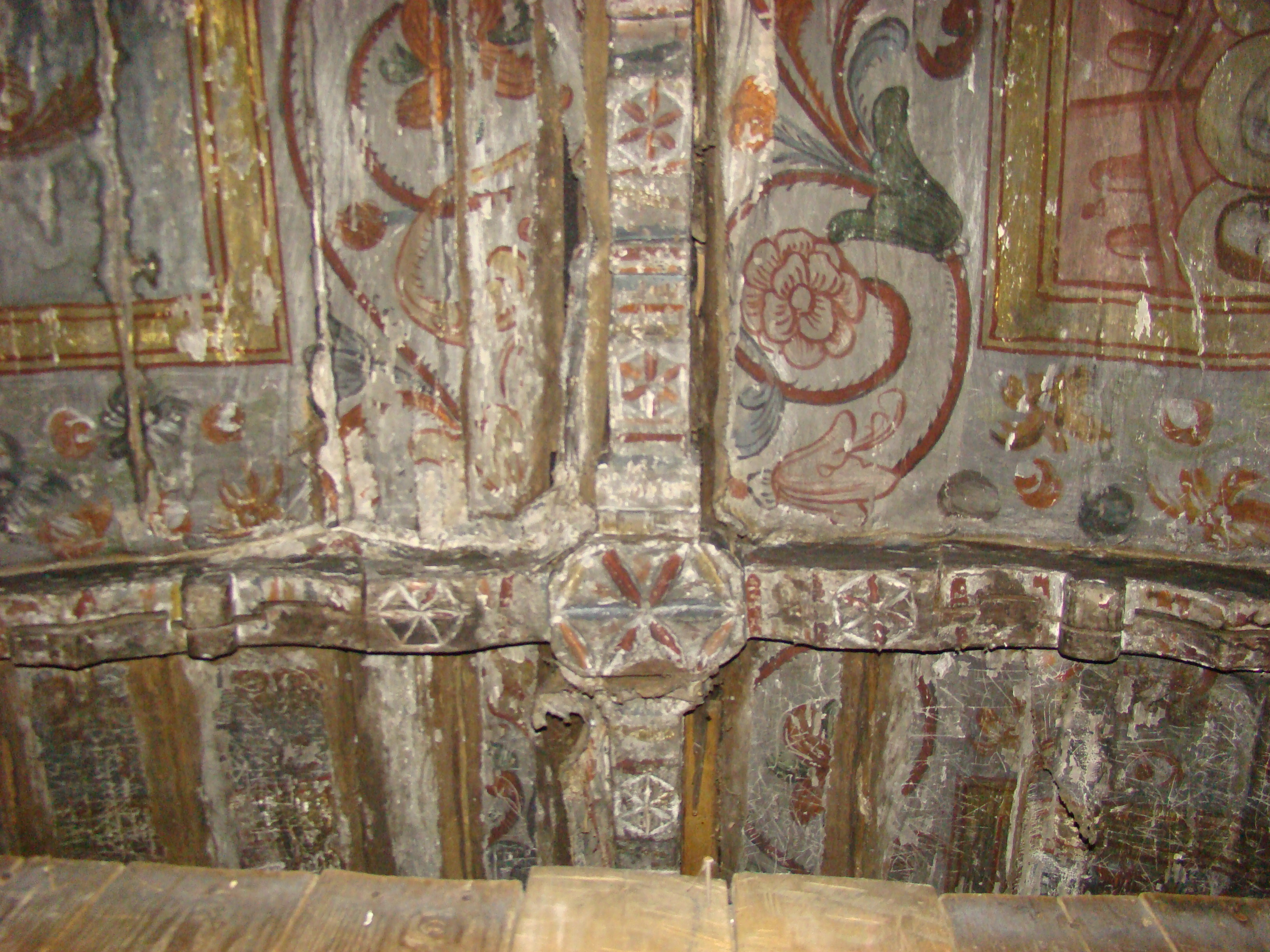
Arcul de boltă, frumos ormamentat

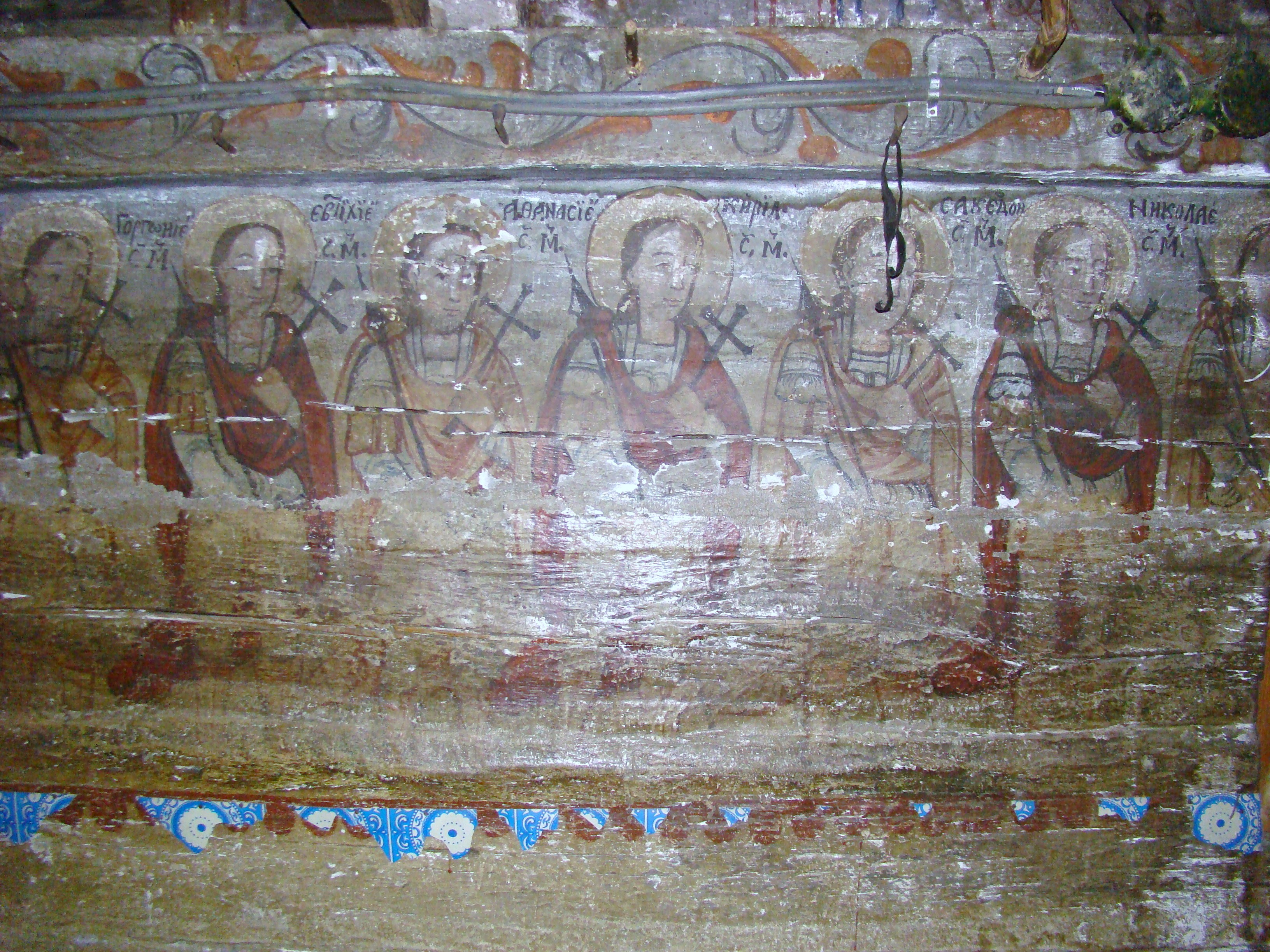
Detaliu din friza sfinților mucenici

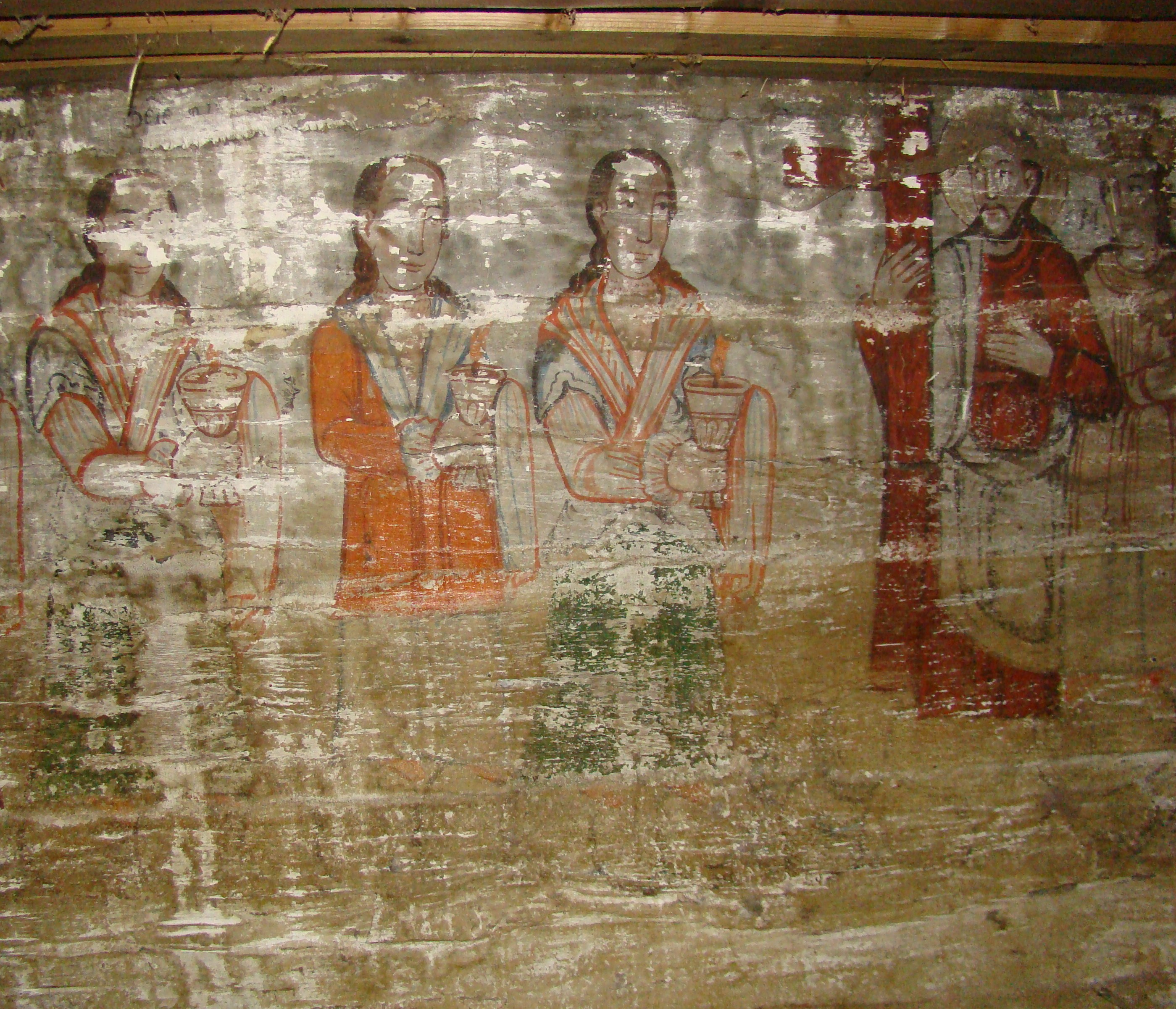
Iisus Hristos întâmpinând fecioarele înțelepte

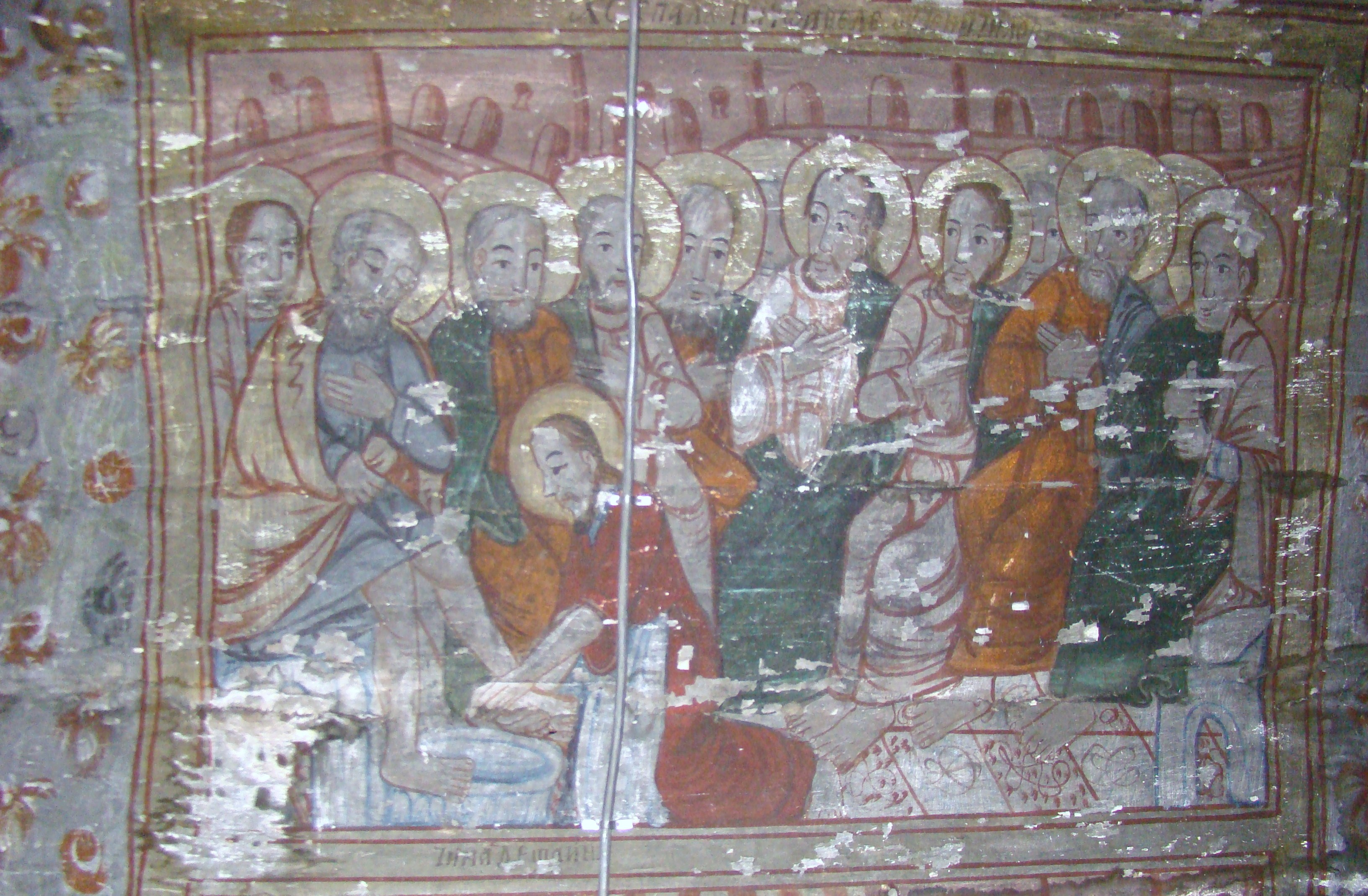
Spălarea picioarelor

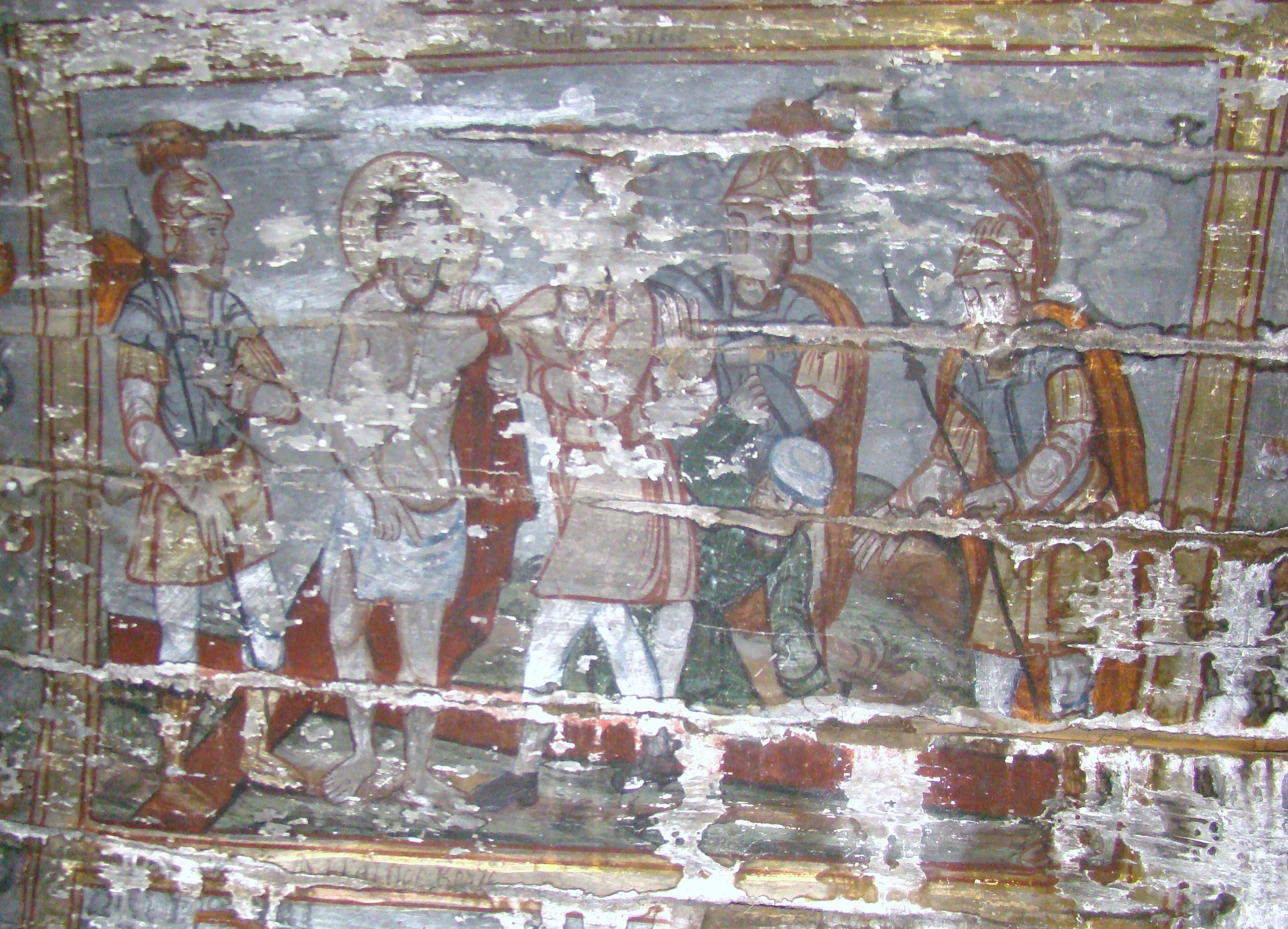
Prinderea lui Iisus

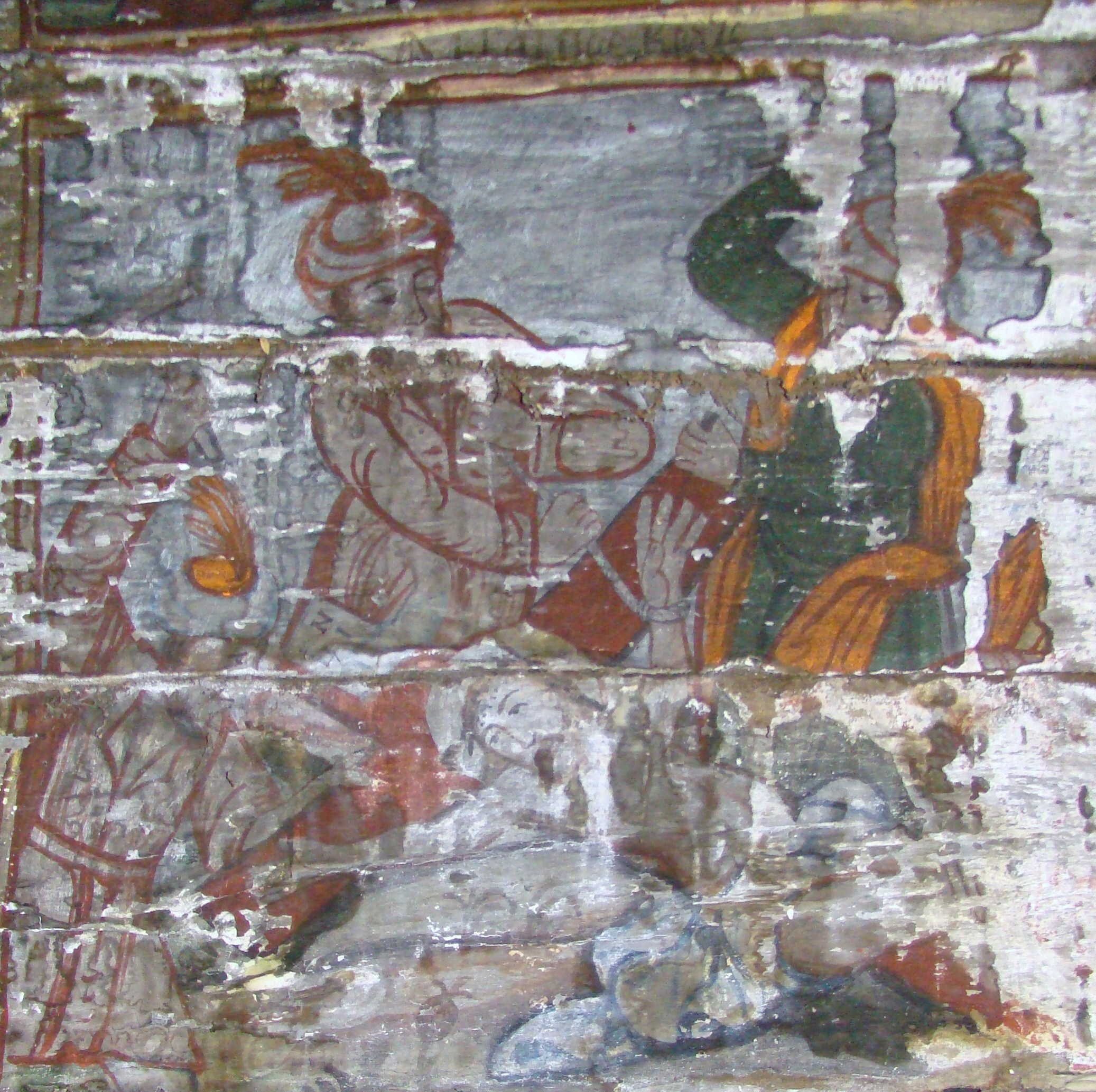
Punerea pe cruce (detaliu)

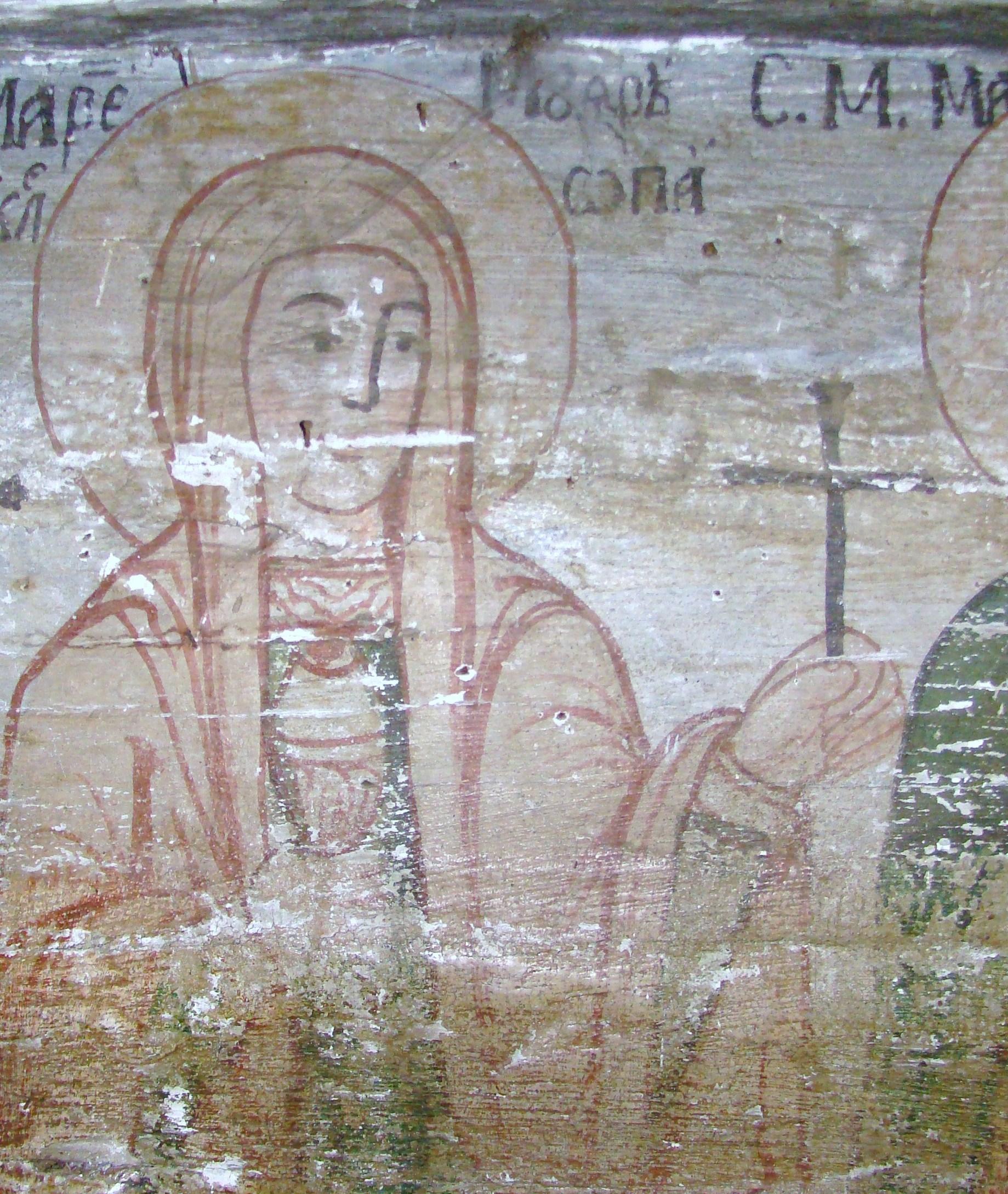
Muceniță

Biserica de lemn din Brusturi se află în localitatea omonimă din județul Sălaj. La ultima restaurare s-a constatat că biserica a fost construită între anii 1717-1721 și nu în anul 1701, așa cum se crezuse inițial, iar turnul numai la mijlocul secolului al XVIII-lea. Biserica se află pe noua listă a monumentelor istorice sub codul LMI: SJ-II-m-A-05026.

## Istoric și trăsături
Prima atestare documentară a satului Brusturi, situat între văile Agrijului și Almașului, este din 1585. Vechea biserică greco-catolică de lemn a fost ridicată la începutul secolului al XVIII-lea. În 1733, în Conscripția episcopului unit Inocențiu Micu-Klein, ale cărei date au fost publicate în 1908 de către canonicul blăjean Augustin Bunea în lucrarea sa „Din istoria românilor. Episcopul Ioan Inocențiu Klein”. La pagina 309, satul Brustur (Somonyuifalva) apare ca fiind locuit de 27 de familii, fiind, după Jac, al doilea ca mărime în acele vremuri între satele care sunt acum în comuna Creaca. O altă conscripție, cea din 1750, făcută de către ,,Archidiaconatus Szamos Udvarhedyiensis”, la capitolul „Co[mi]t[a]tus Doboka” (pagina 286), arată că în Somonyuifalva existau deja 114 locuitori de confesiune unită. Construcția de lemn se înscrie în grupul de biserici care impresionează prin amplitudinea îmbinărilor de bârne în console ce coboară descrescând ca dimensiune, în josul pereților. Pridvorul este bine închegat, completând prin tehnica de asamblare a pieselor constitutive masive și prin decor, valorile arhitectonice definitorii pentru epocă. Atenția se îndreaptă asupra câtorva detalii: stâlpul ce se repetă de-a lungul balustradei târnațului, corpul turnului clopotniță lucrat cu multă îngrijire, crucea tăiată în bârnă groasă, sub fereastră din axul absidei altarului, element întâlnit și la bisericile din Poarta Sălajului și din Sânpetru Almașului. Componentele din lemn ale interiorului, ancadramente, arcele bolții au fost decorate cu crestături și cioplituri de diferite dimensiuni și forme, acoperite de culoare. În continuare, pe bârnele din boltă și pereți sunt desenate largi frize decorative cu motive vegetale.

## Pictura
Asemănător altor vechi biserici unite din Sălaj, dimensiunile relativ mici ale interiorului nu au împiedicat realizarea unui decor mural pictat. Neîndoielnic, pictura de la Brusturi se încadrează în repertoriul dezvoltat de Ioan Pop din Unguraș, care realizează la începutul secolului al XIX-lea și icoanele împărătești. Dintr-un foarte dens ansamblu iconografic, multe scene au pierdut fizic din substanța originară; grund și culoare au fost deteriorate ireversibil și pictură de cea mai bună calitate stilistică este spălată în continuare de ploi.
Din ansamblul iconostasului se pot vedea Scena Răstignirii și Registrul Apostolilor, grupați câte doi sub aceiași arcadă. Apostolii, martori ai vieții lui Hristos, au misiunea universală de a duce mai departe mesajul celui care va învia. De aici importanța reprezentării lor pe iconostas. Pe boltă imagini disparate din viața lui Isus: spălarea picioarelor, Cina, Ciclul Patimilor alternează cu desenul decorului floral exuberant. Pe pereții naosului, șirul de mucenici, iar în pronaos figurile de mucenițe și fecioarele înțelepte și nebune, accentuează sacrificiul pentru apărarea credinței creștine și se alătură momentului Judecății de Apoi cu semnificația sa, venirea unei lumi noi. Suprafețele nu sunt plate, ci însuflețite de volume ce transpun intenții de redare a tridimensionalității. Cromatica este dominată de roșu cu nuanțe de închis-deschis. Toate calitățile limbajului plastic sunt afirmate cu talentul unei personalități puternice, exemplificată și în alte biserici, recunoscute ca realizări ale aceluiași zugrav.

## Imagini din exterior

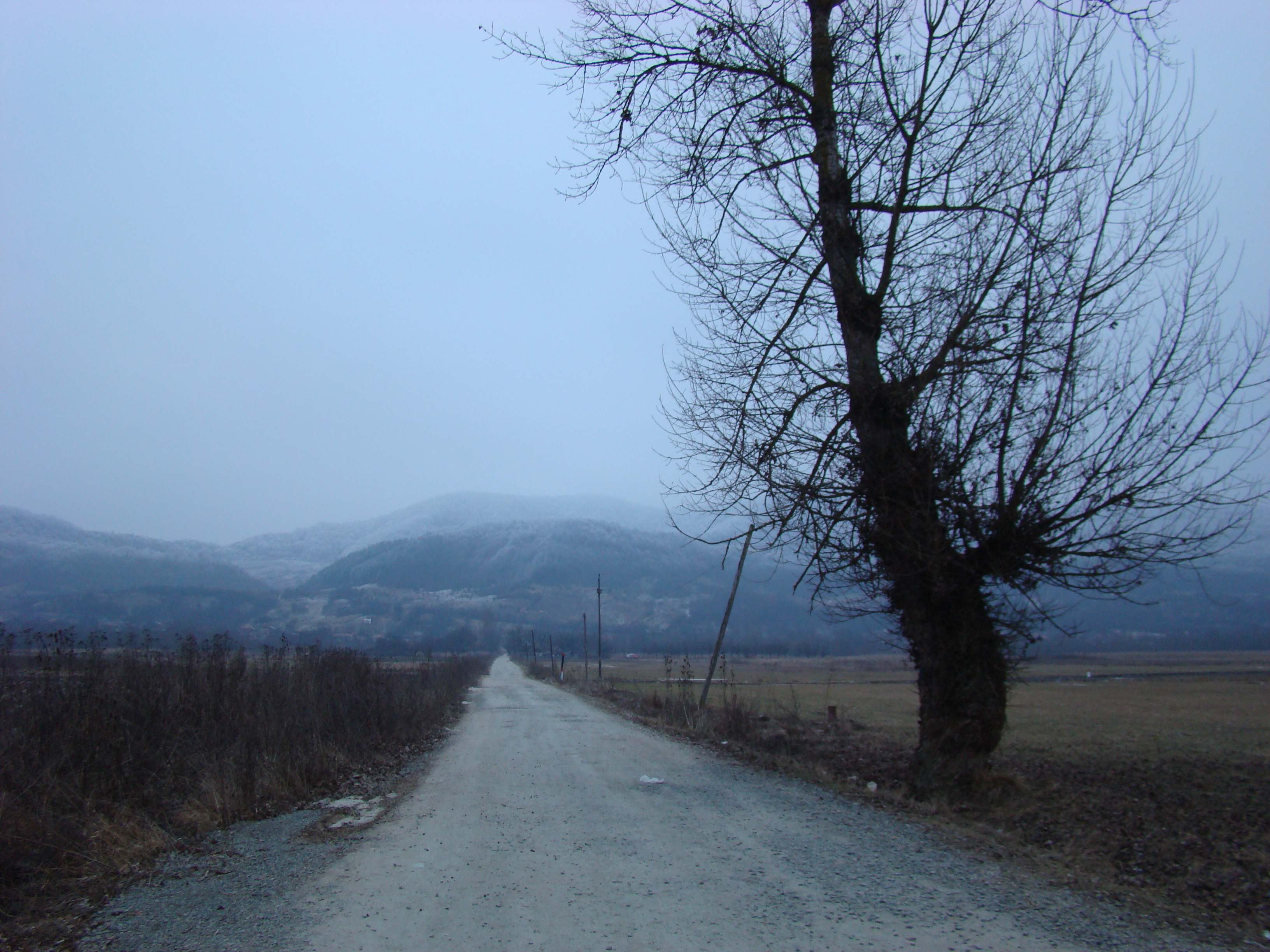
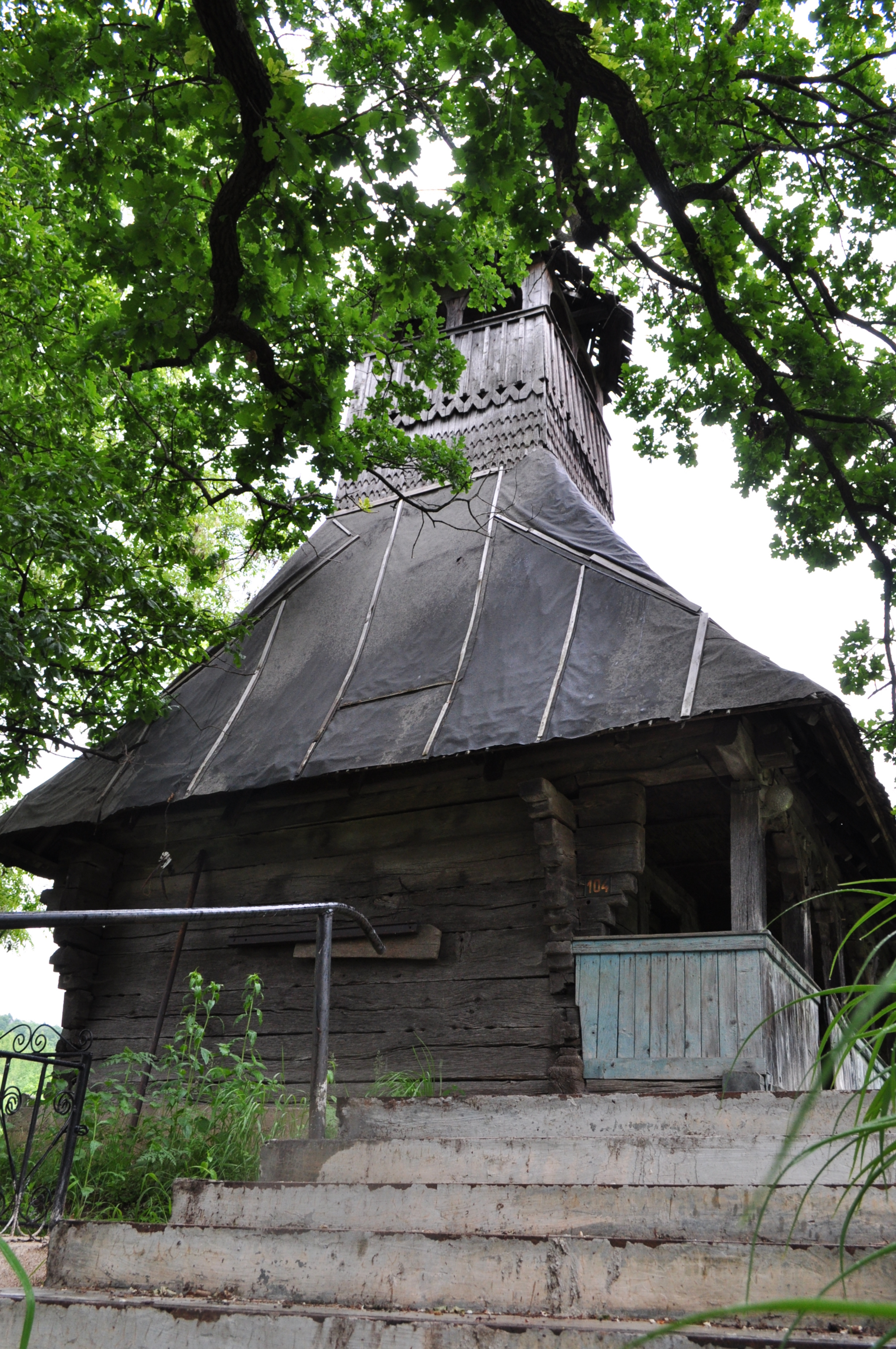
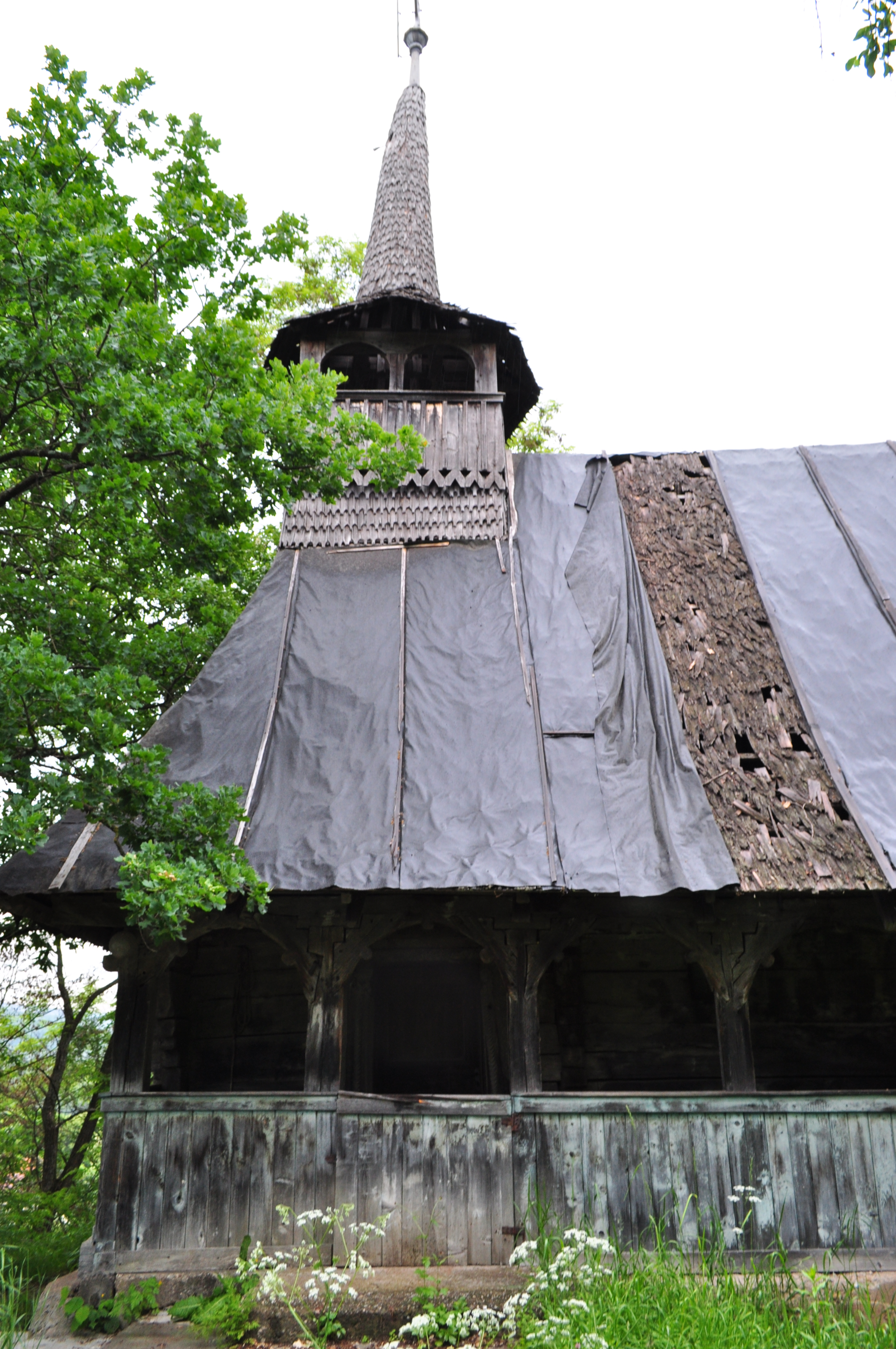
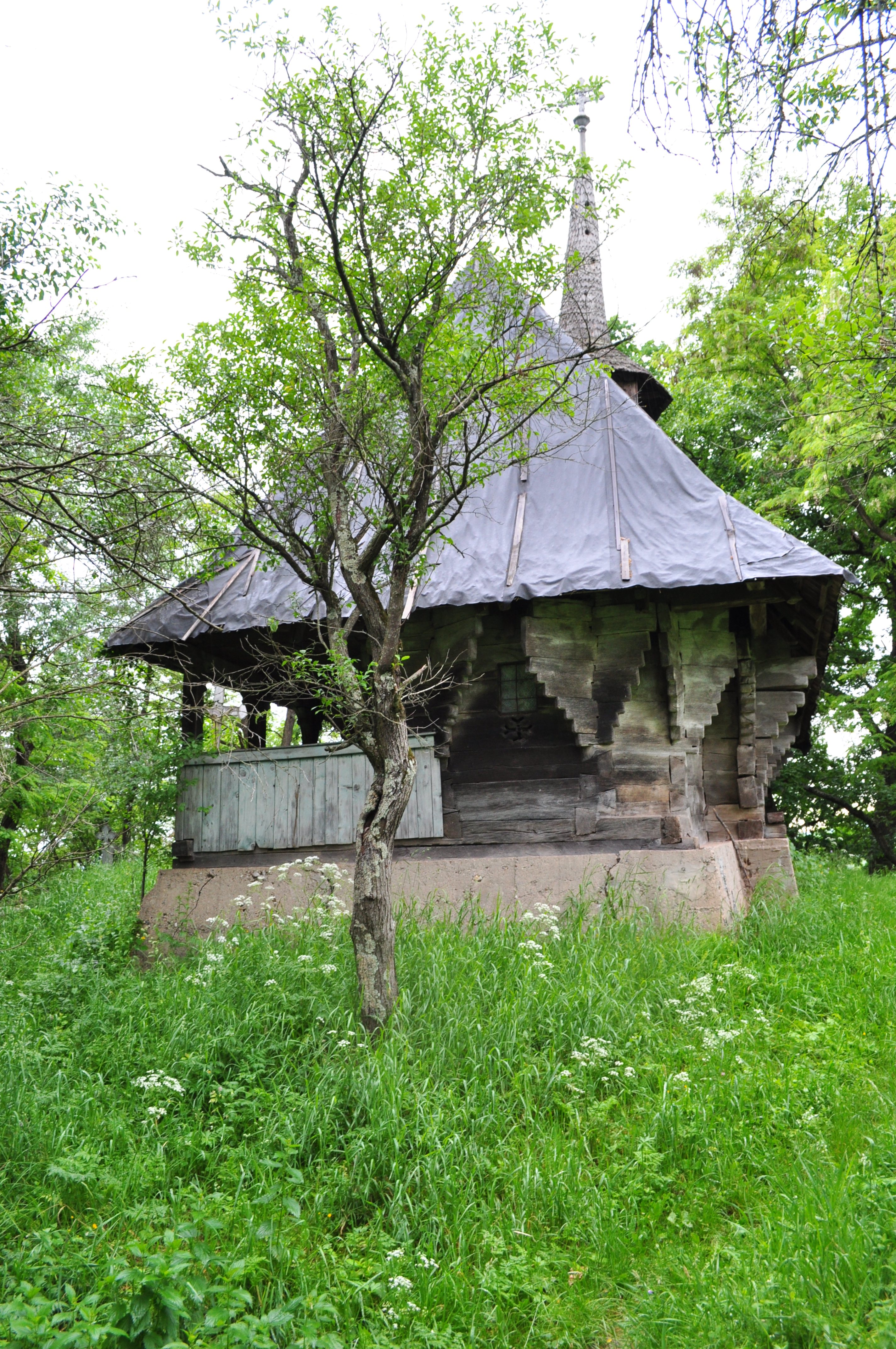
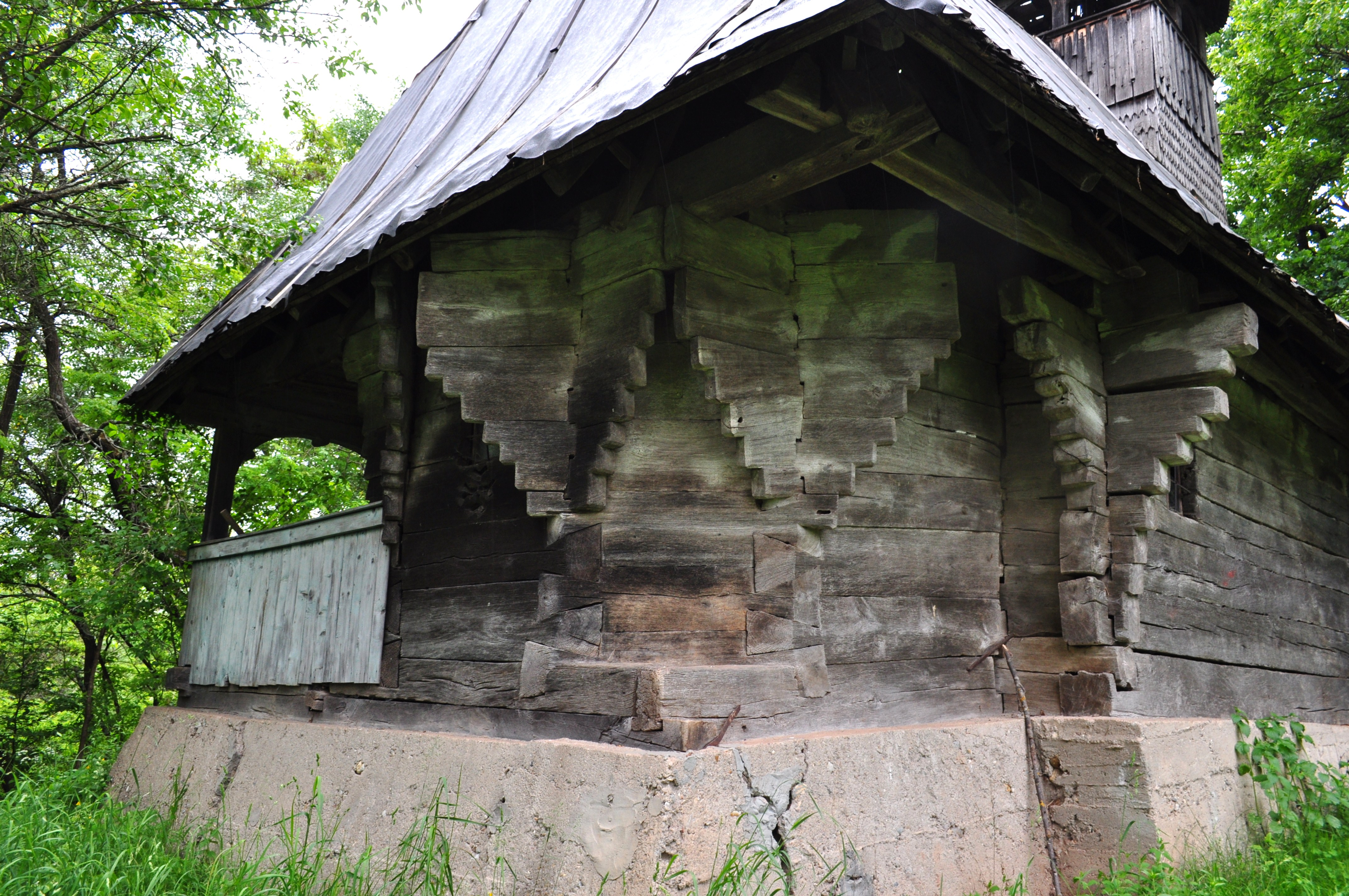
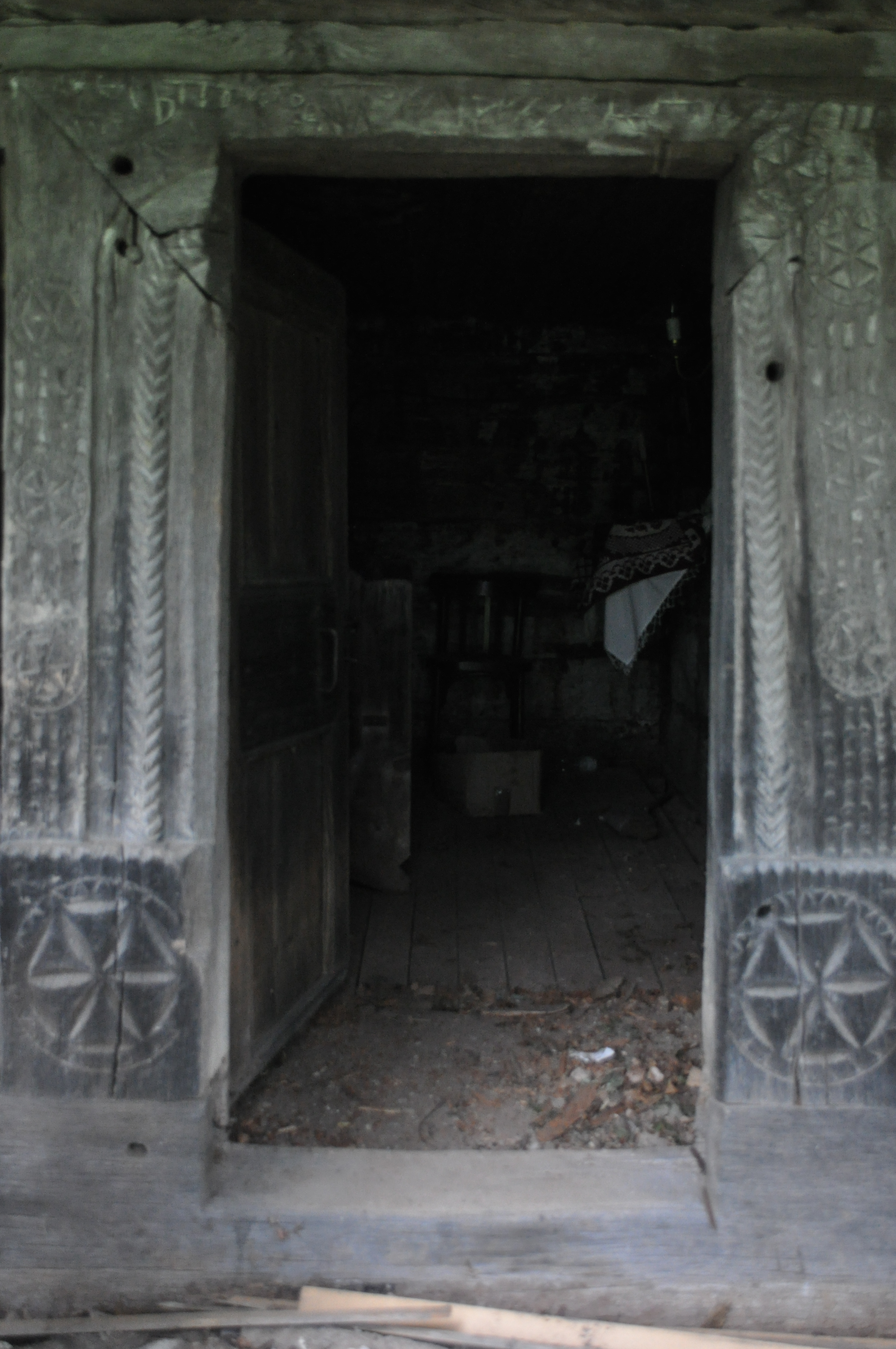
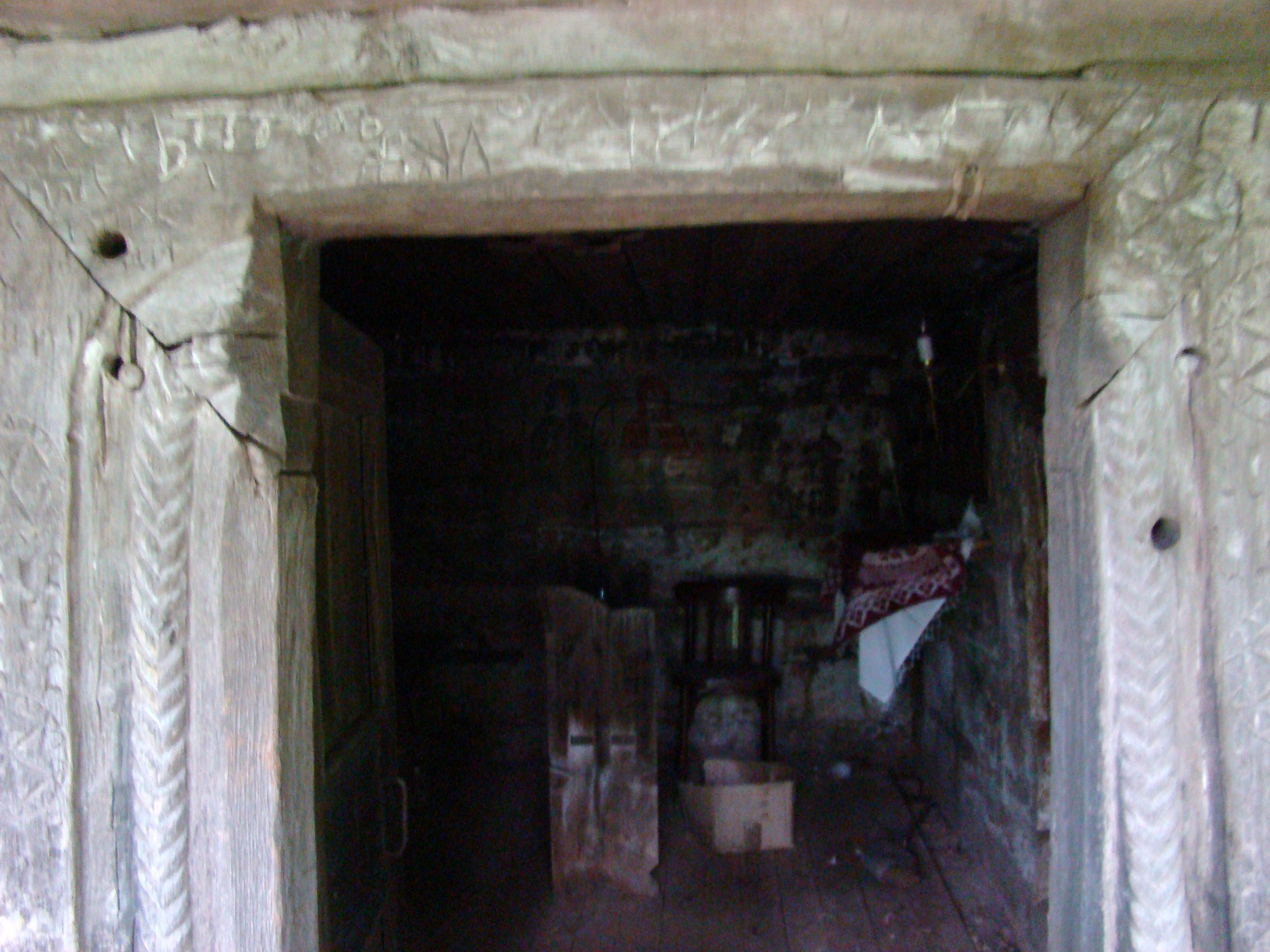
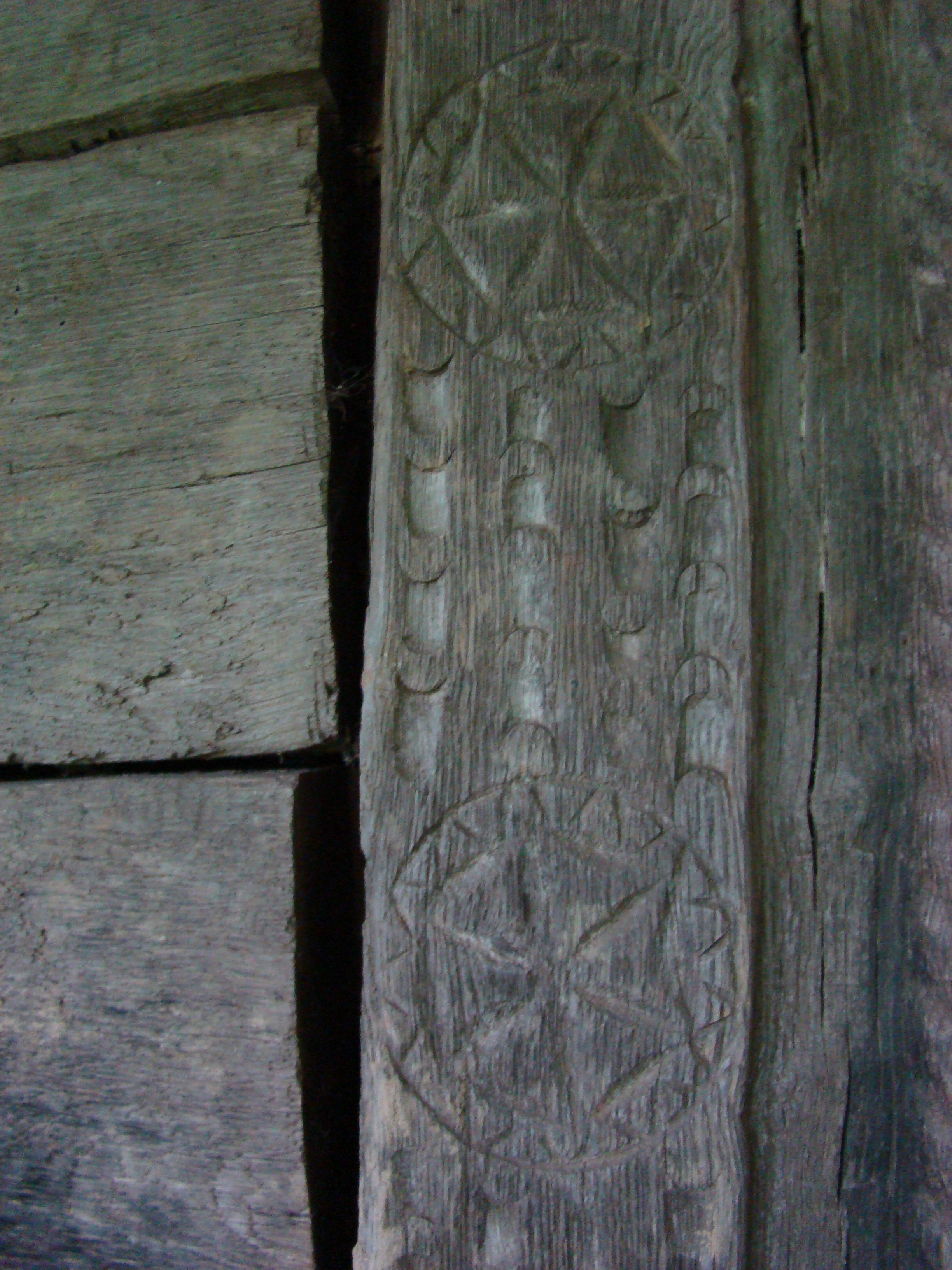
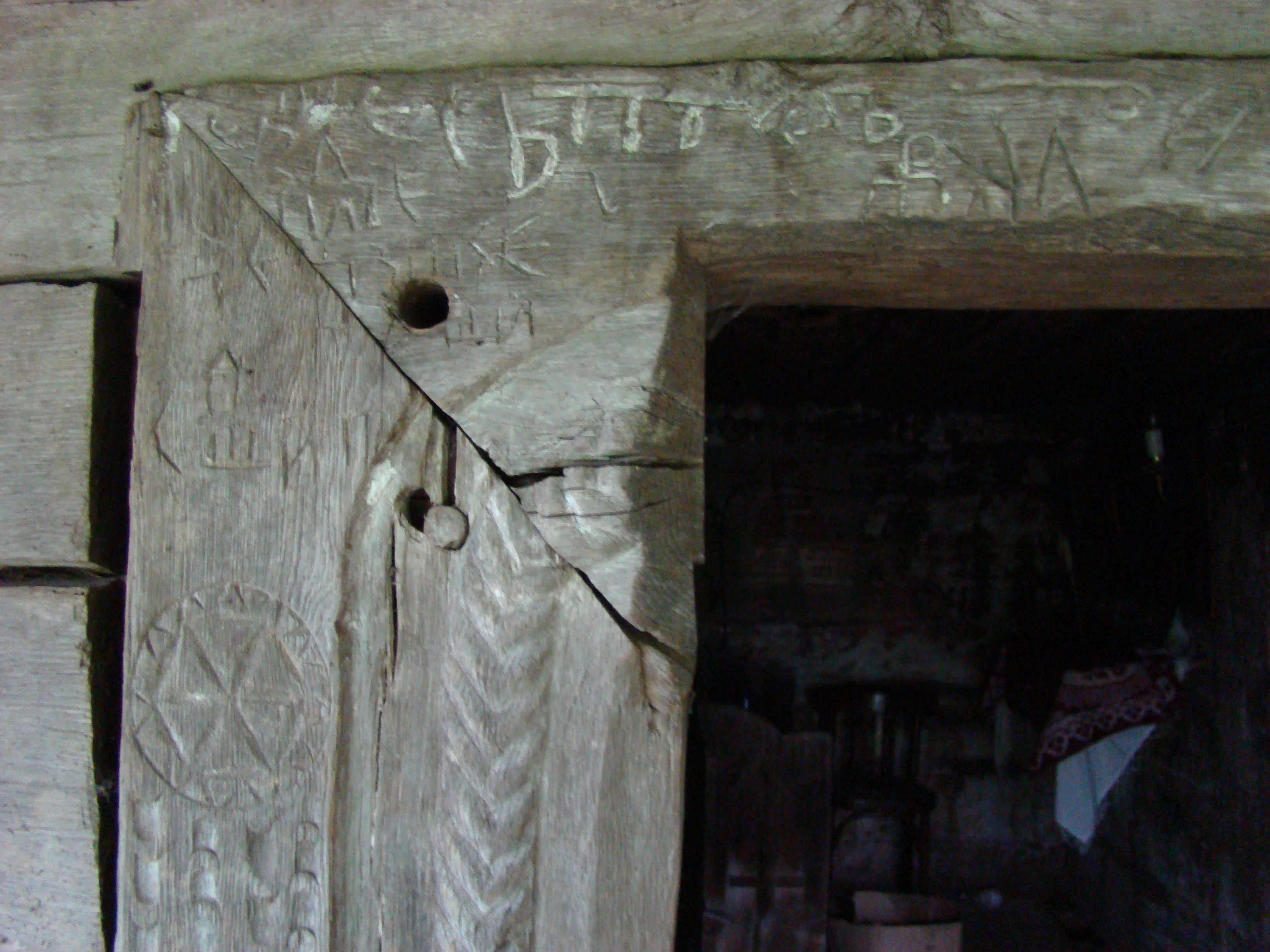
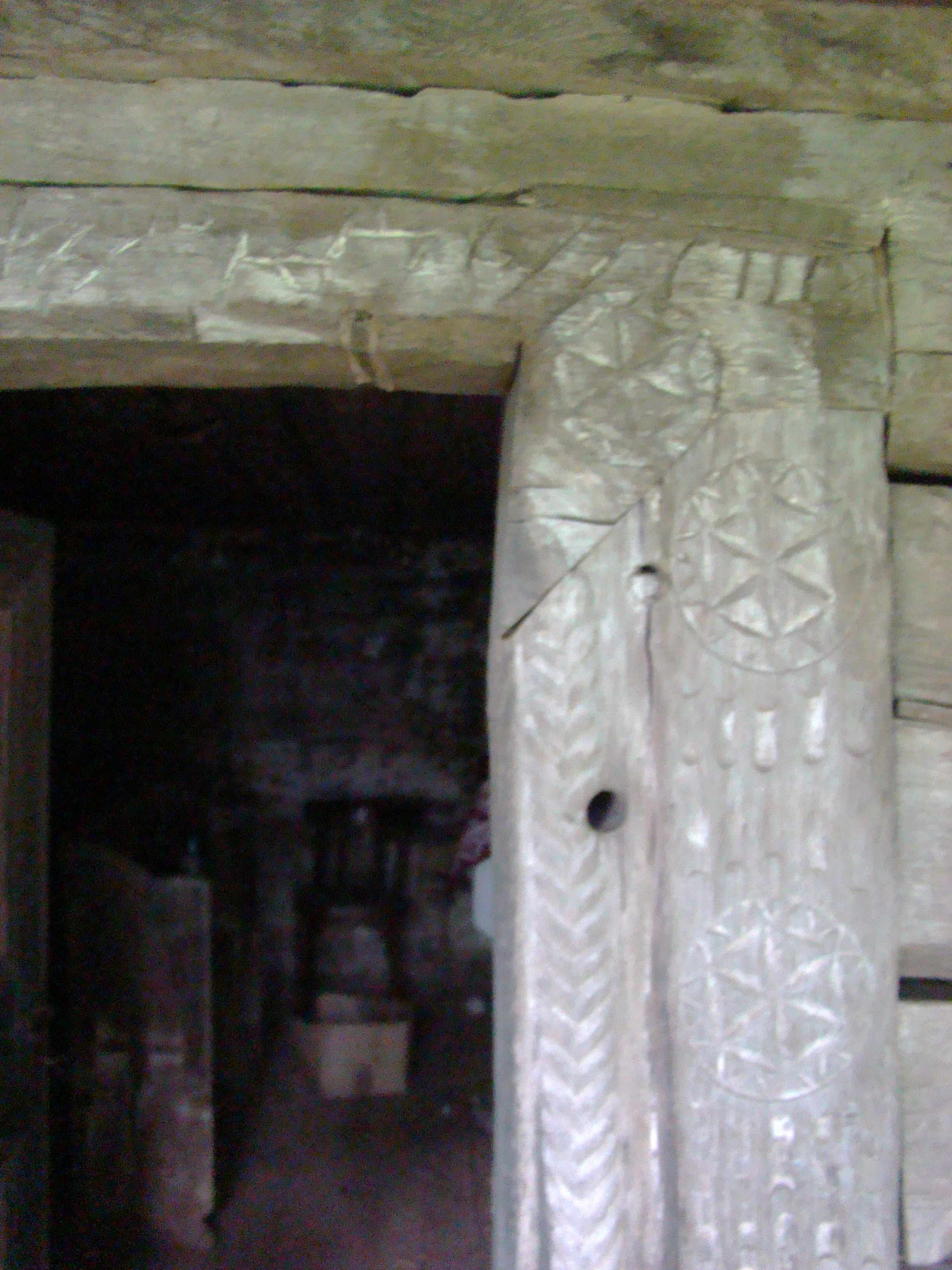
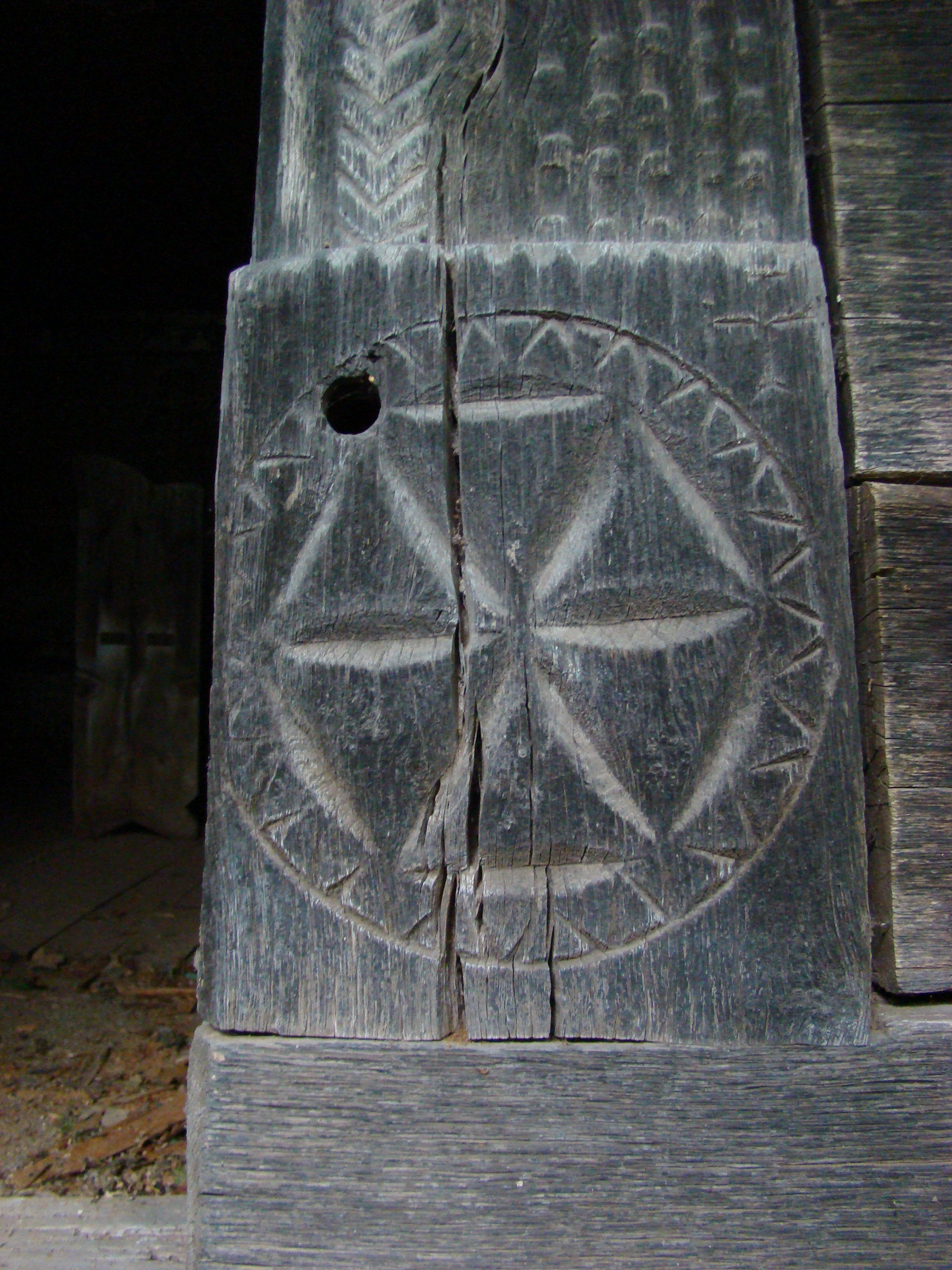
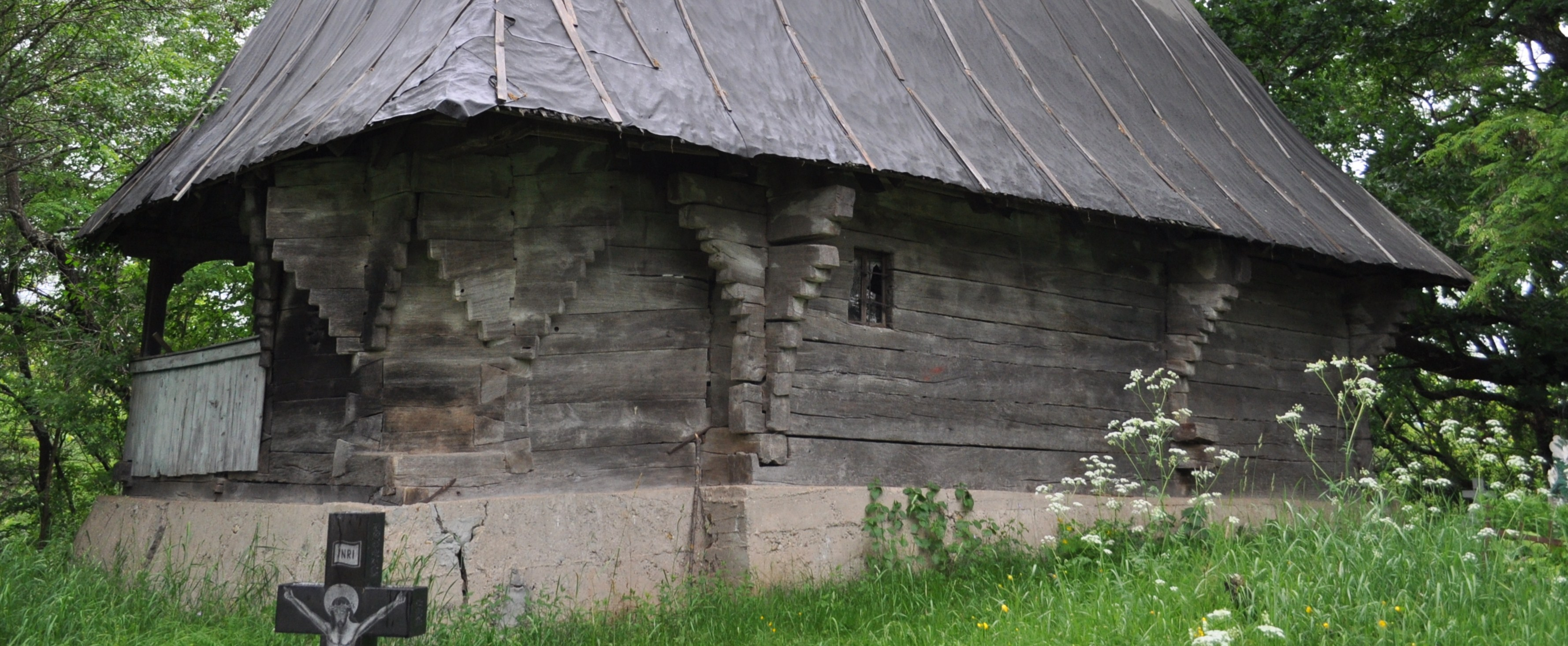
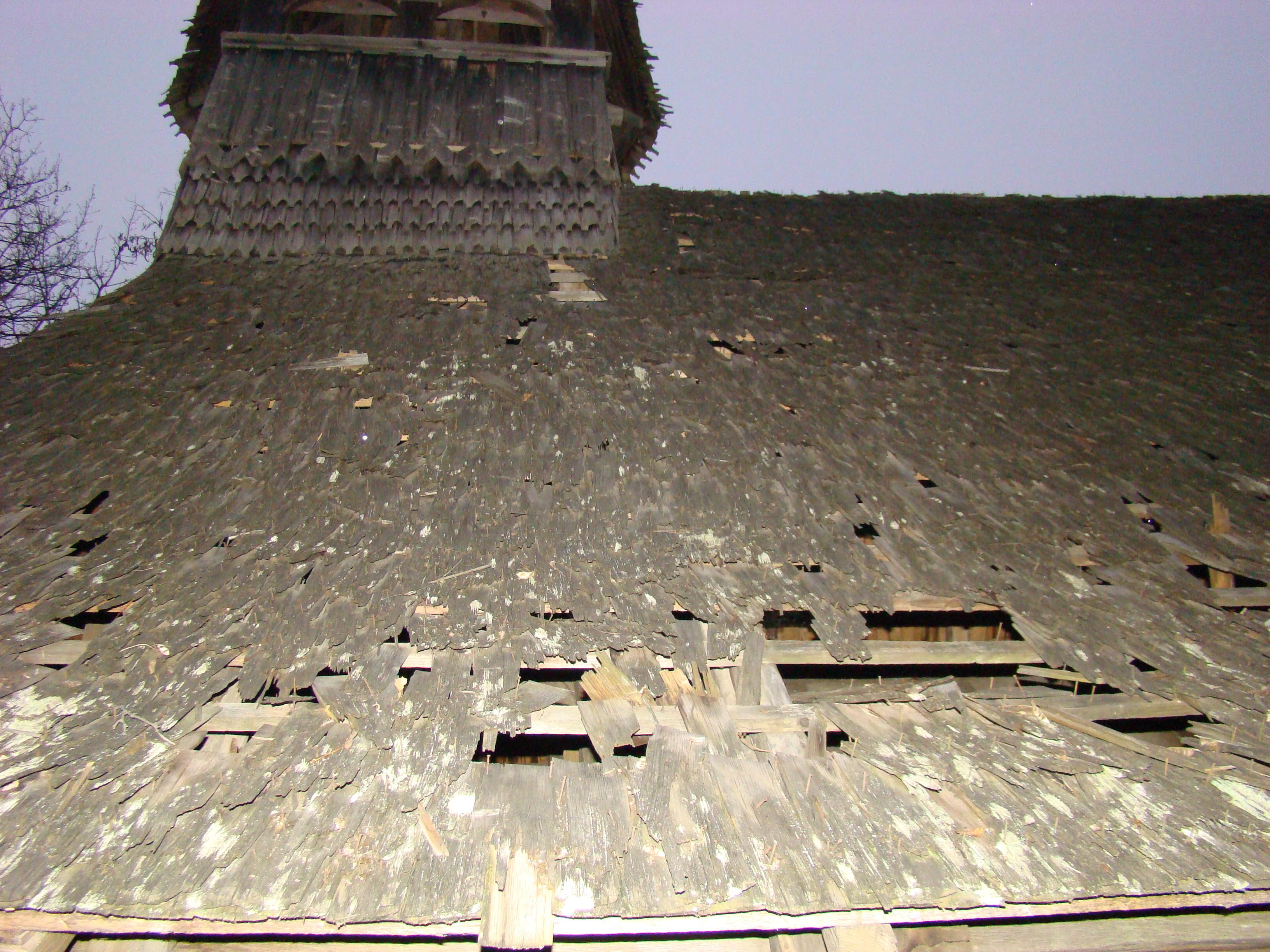
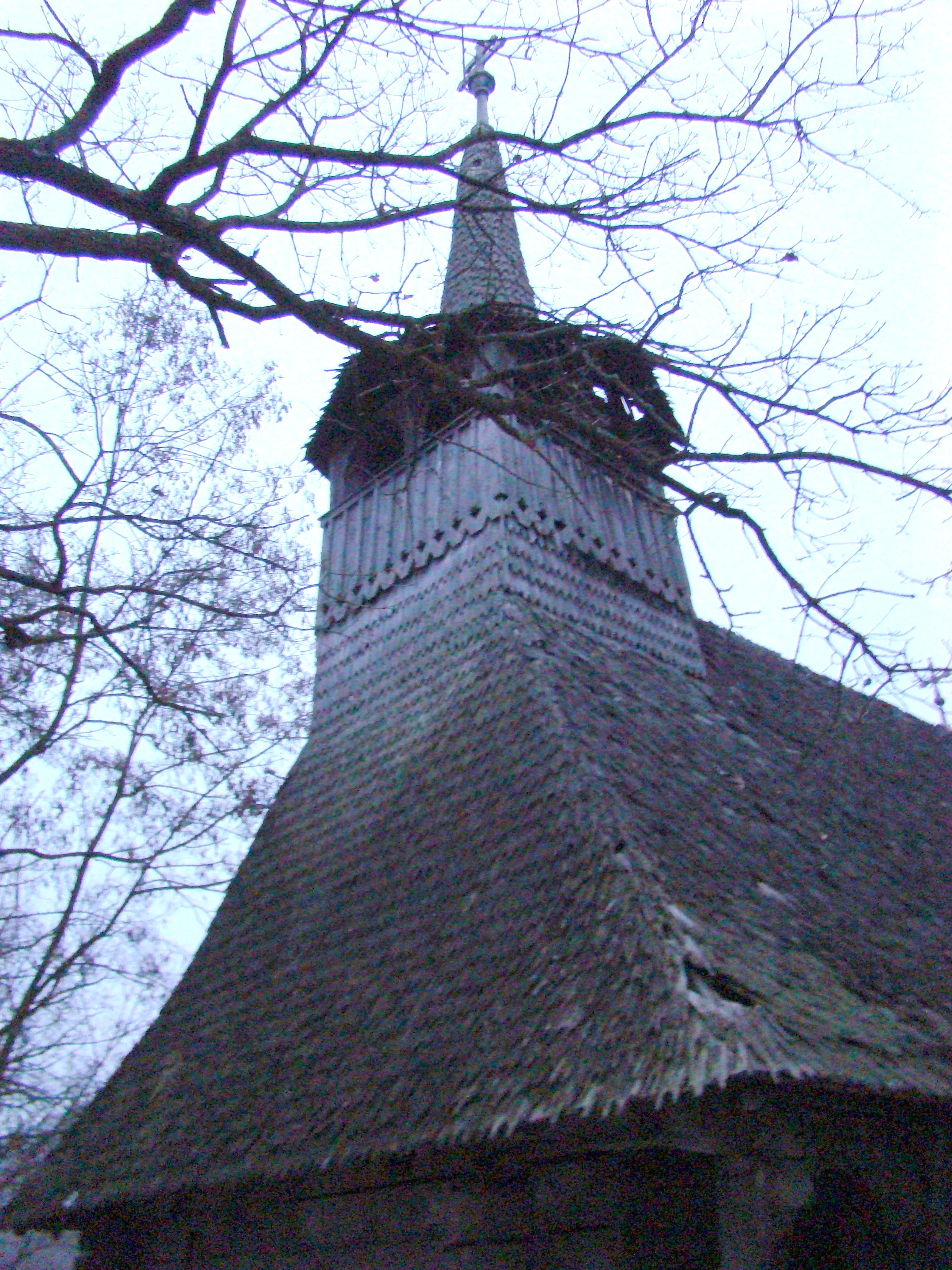
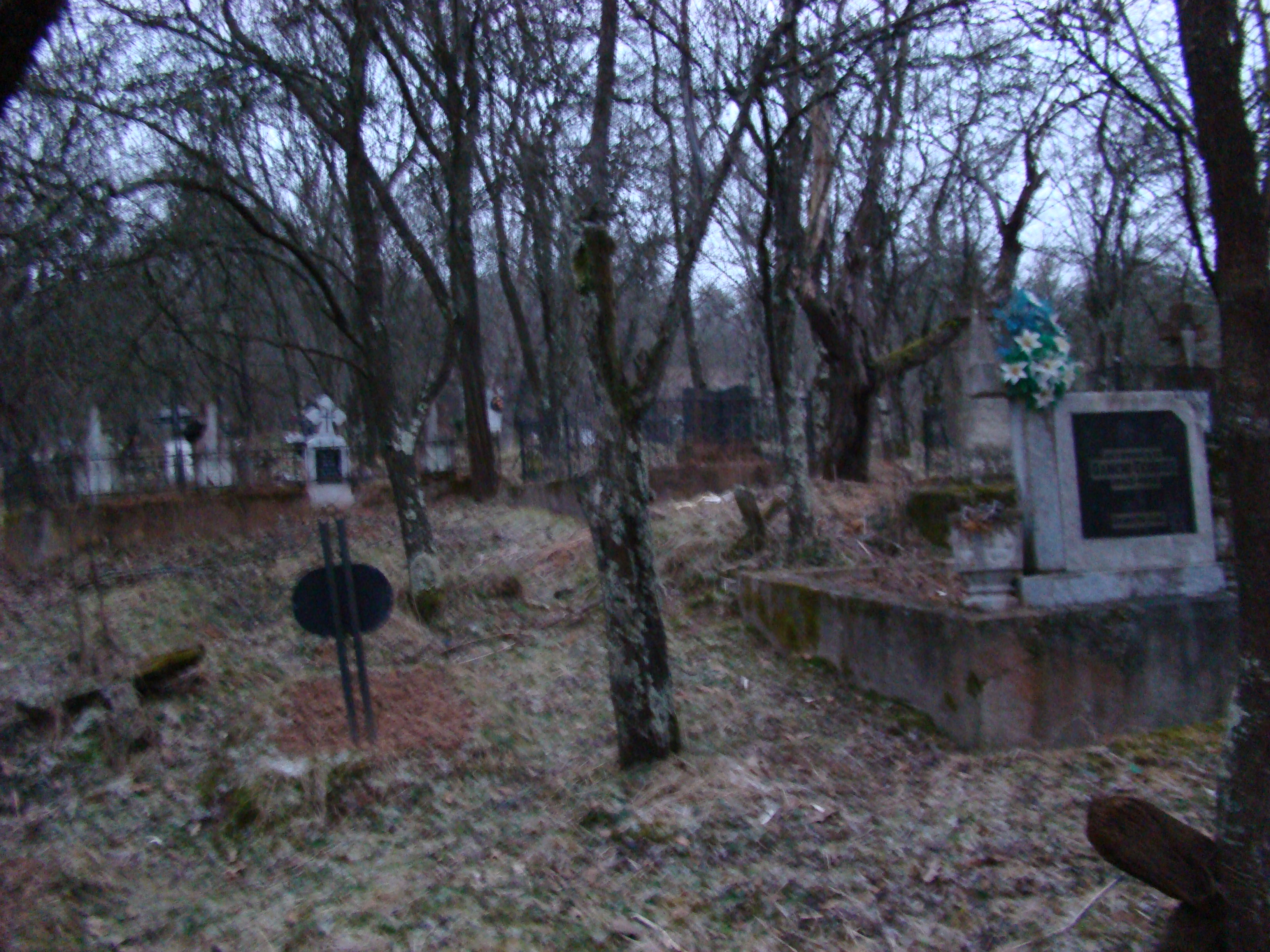
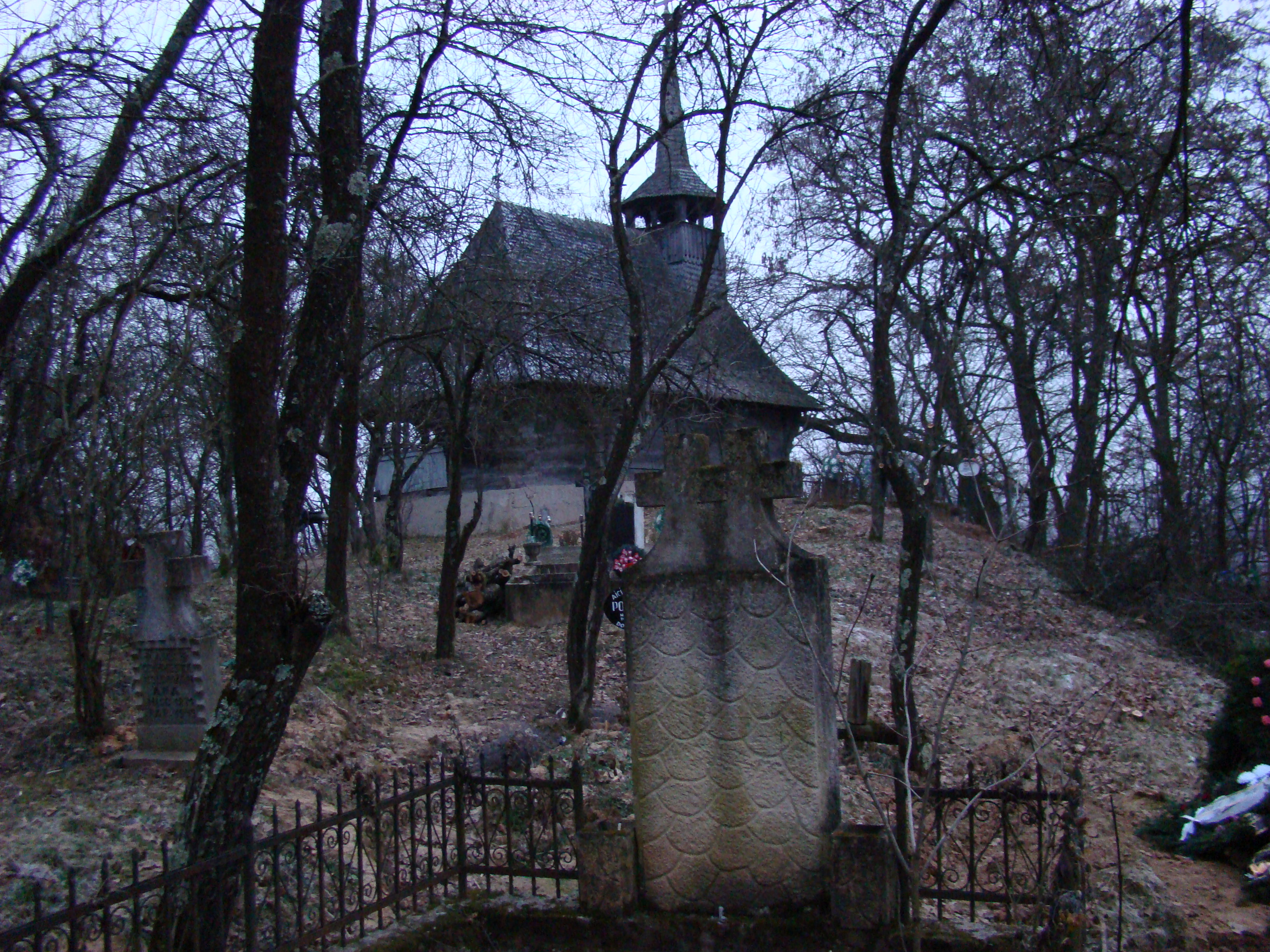
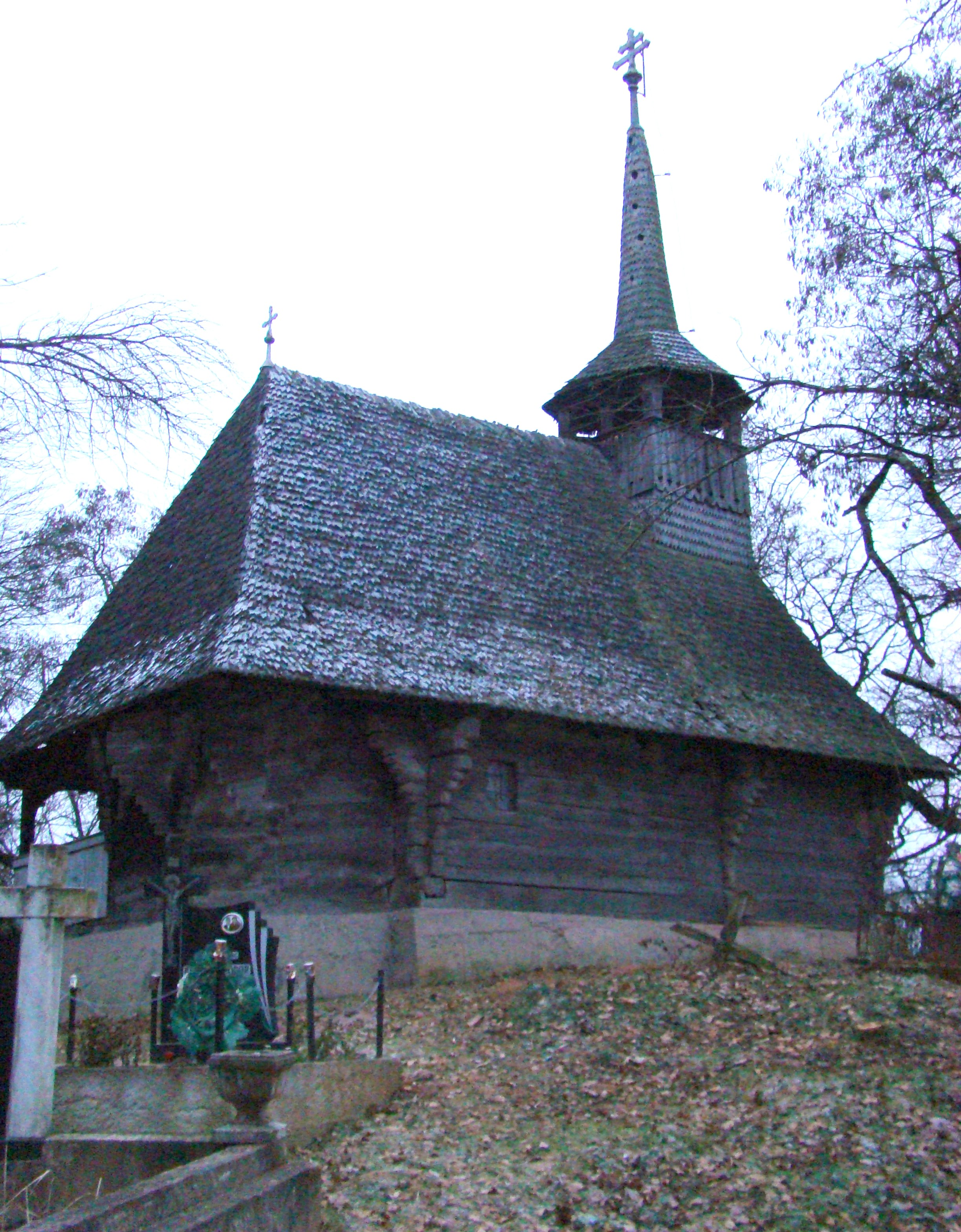
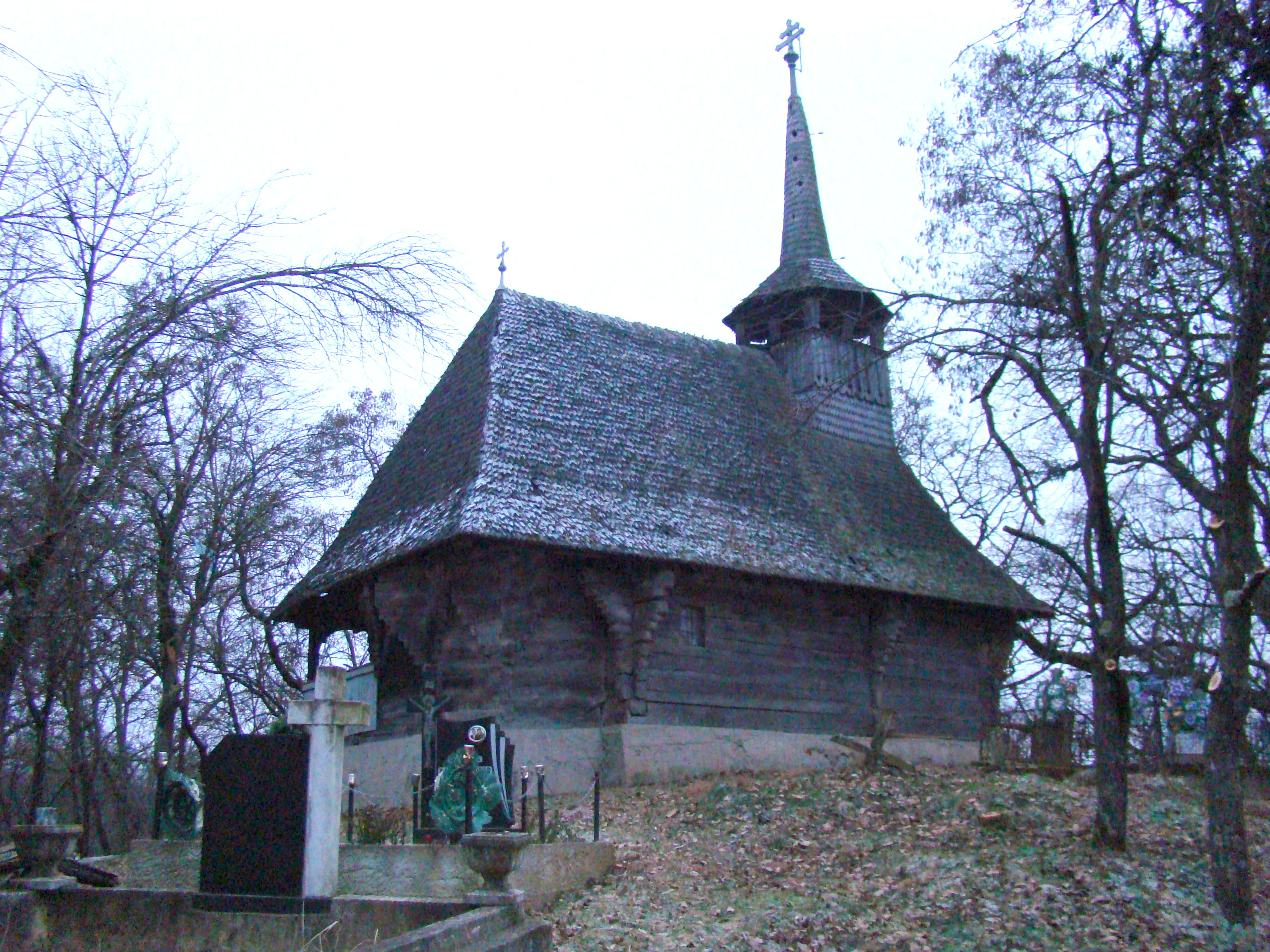
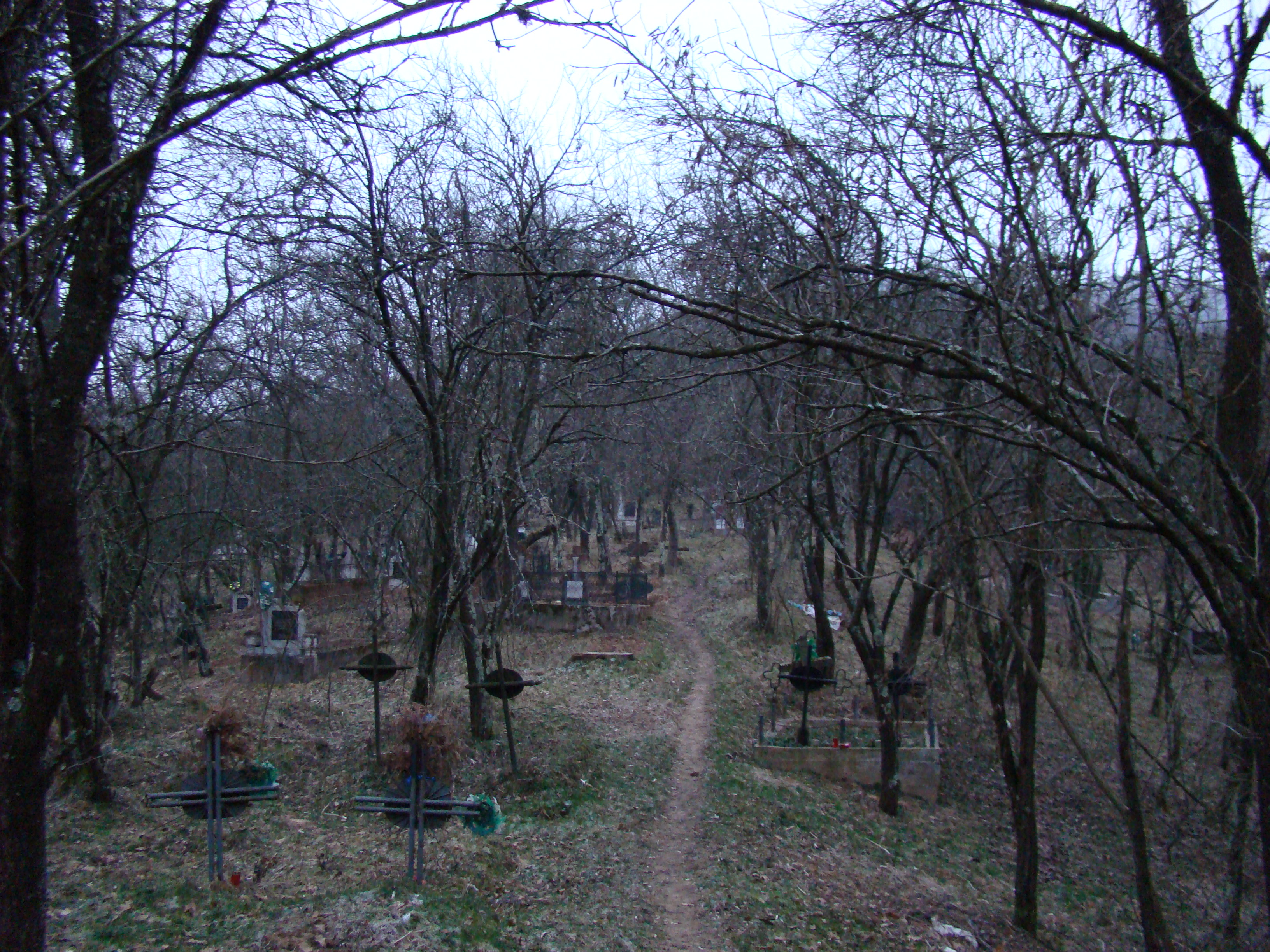
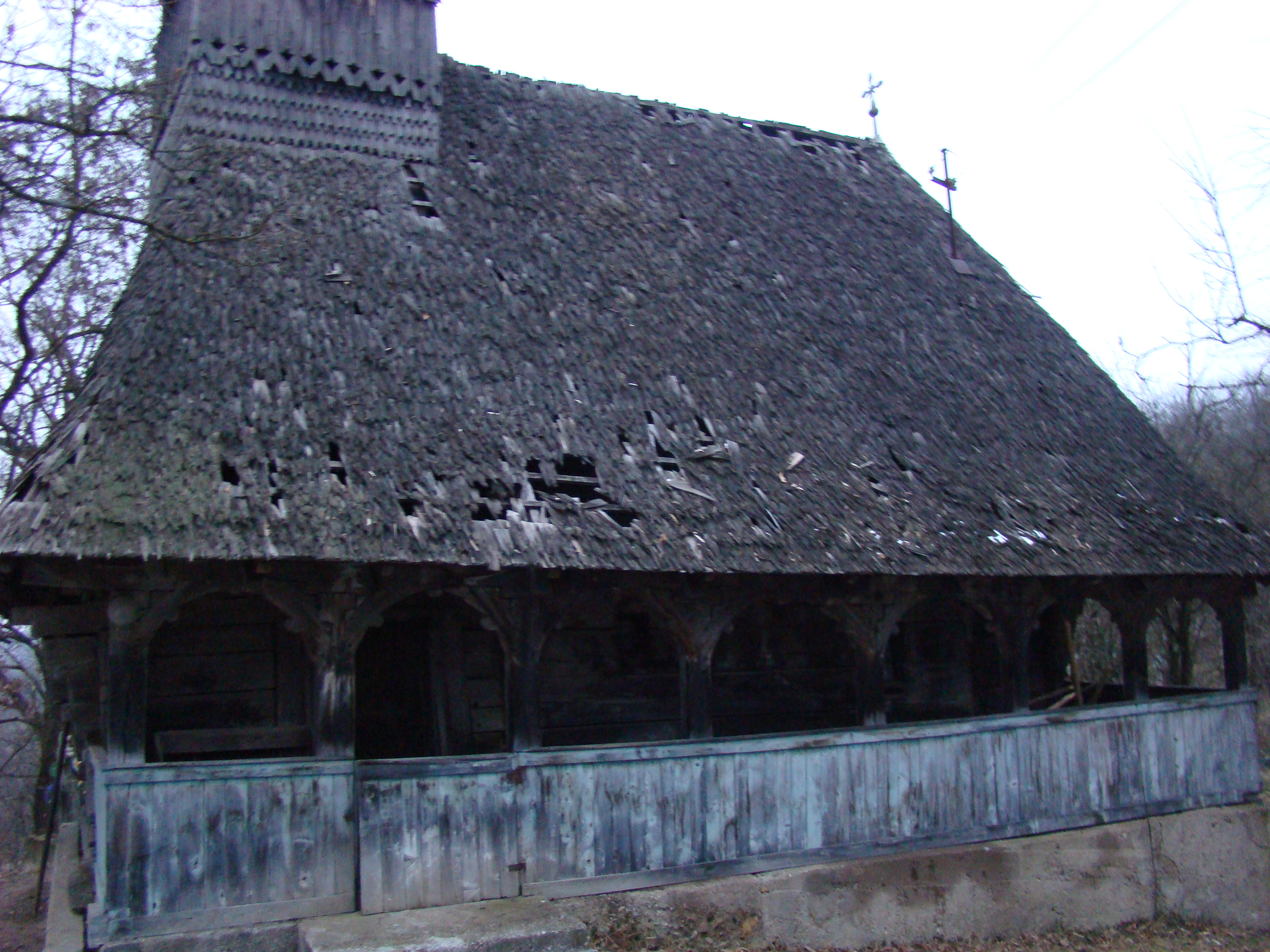
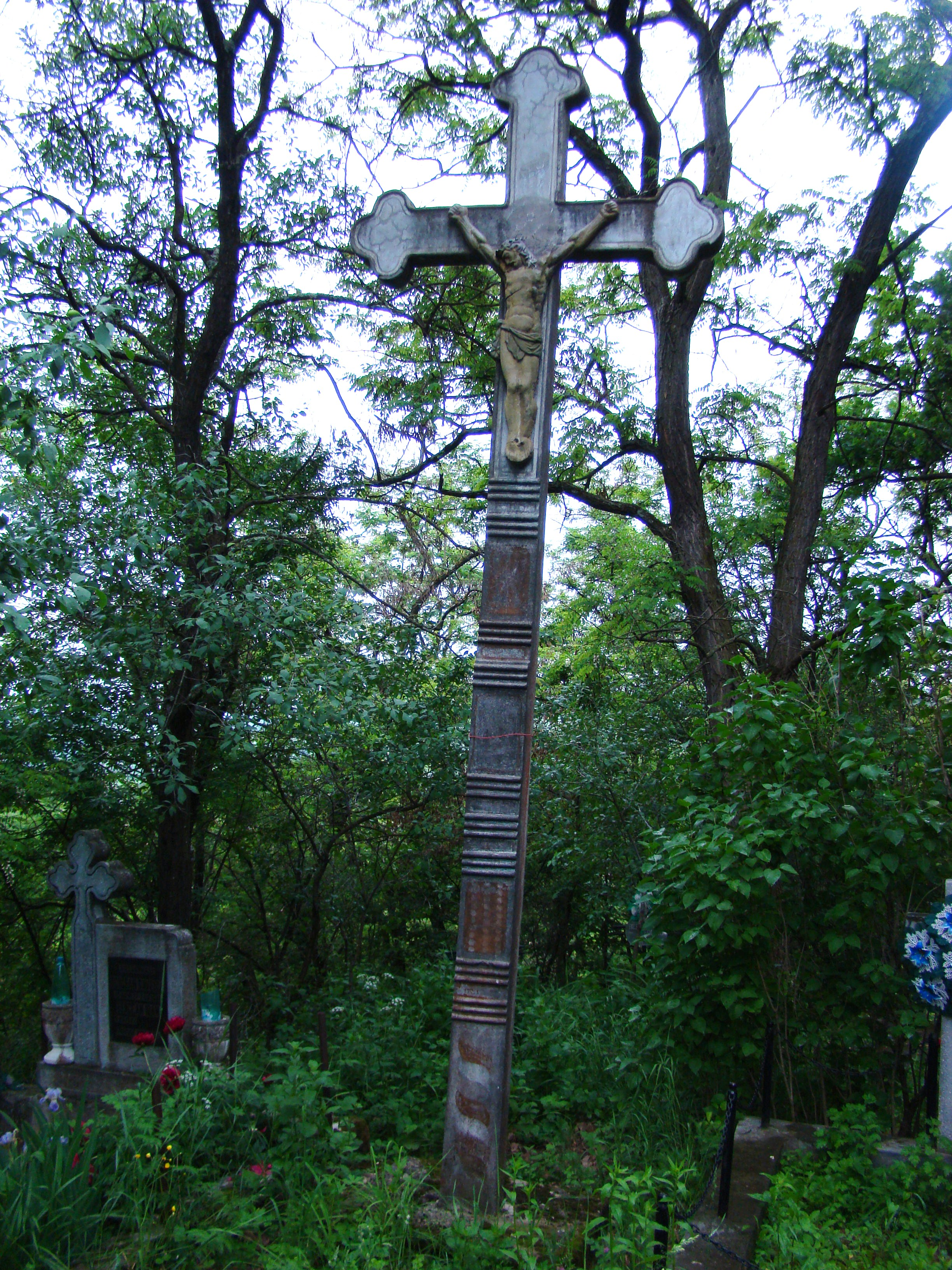
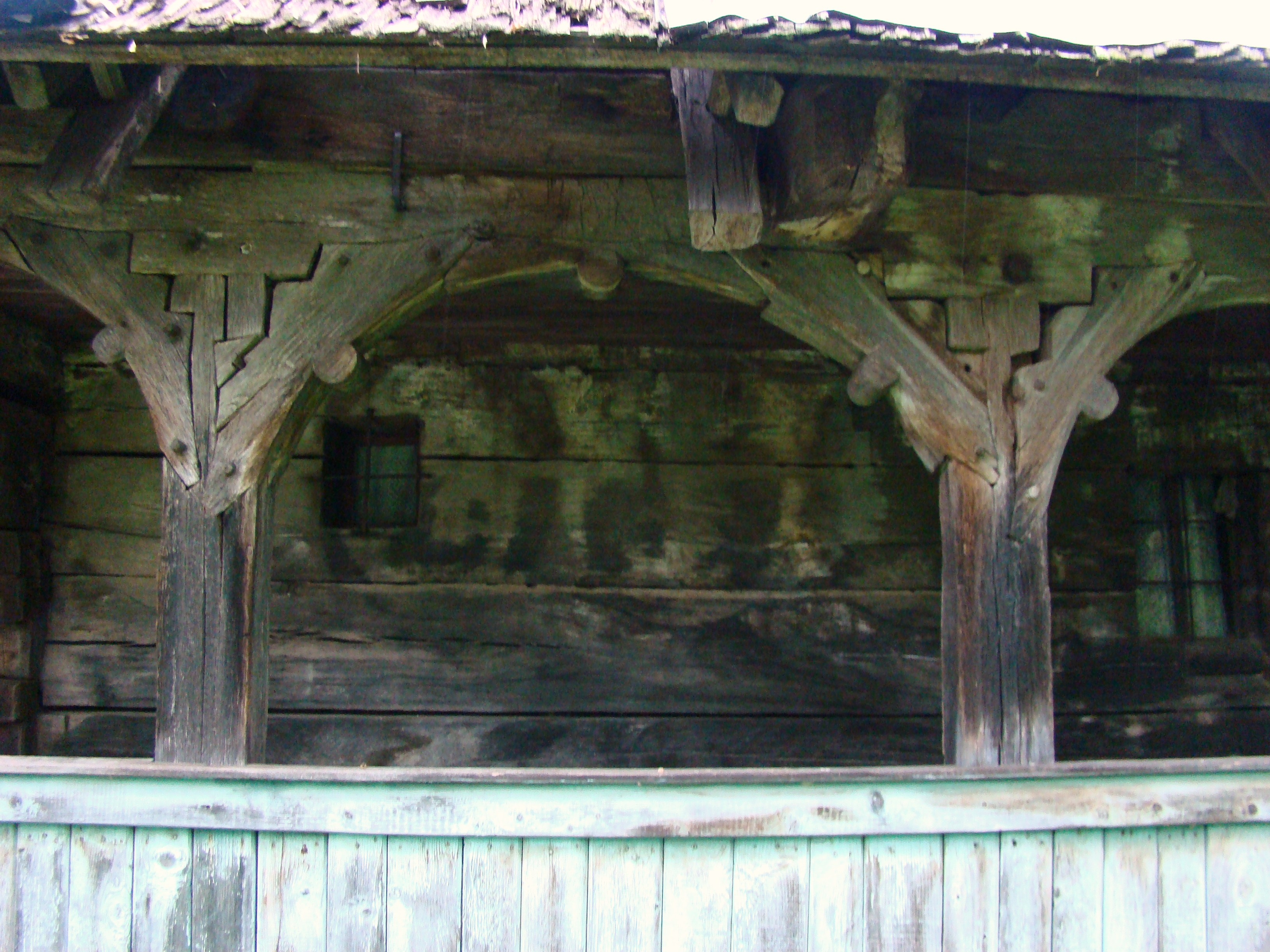
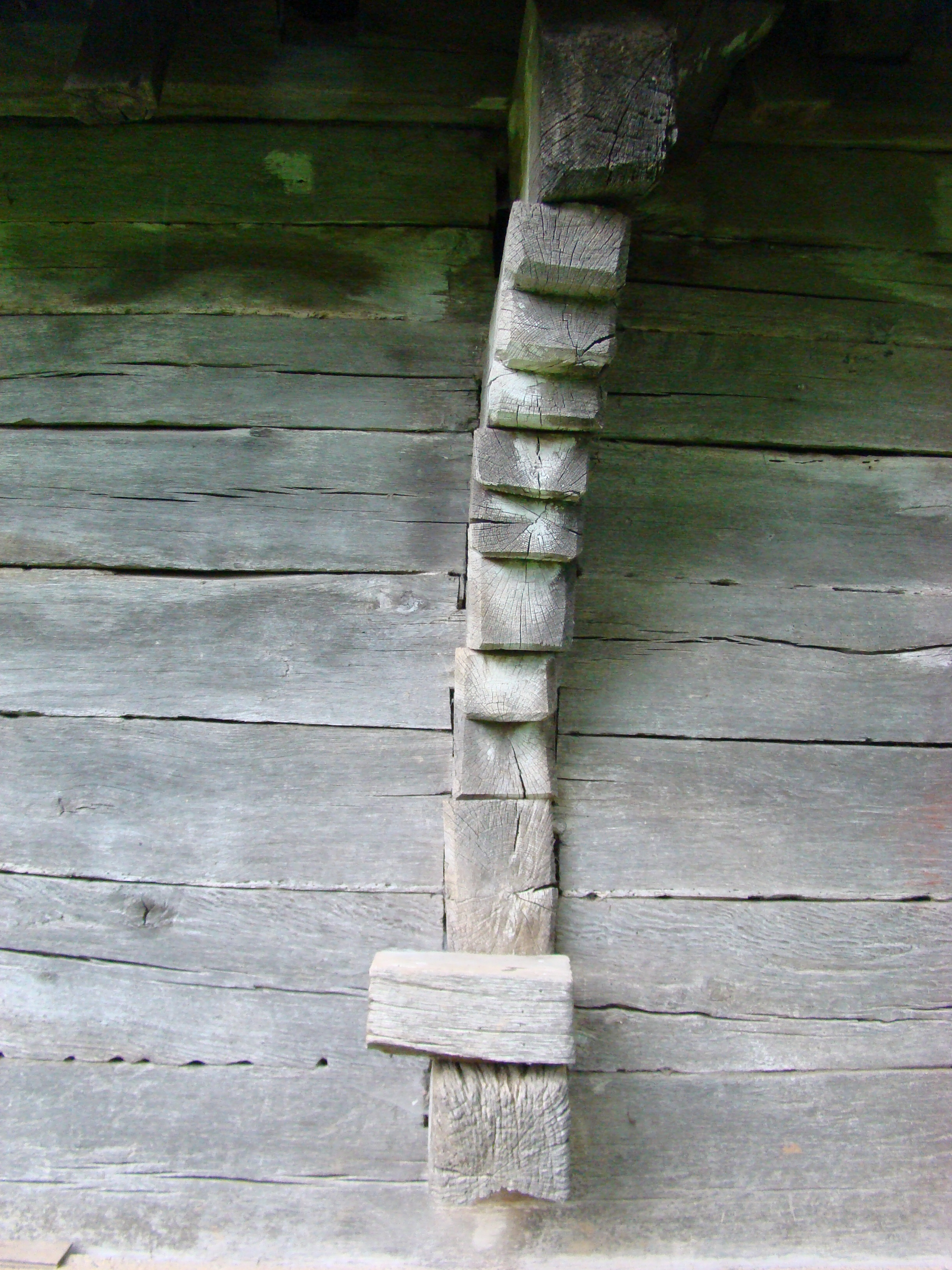
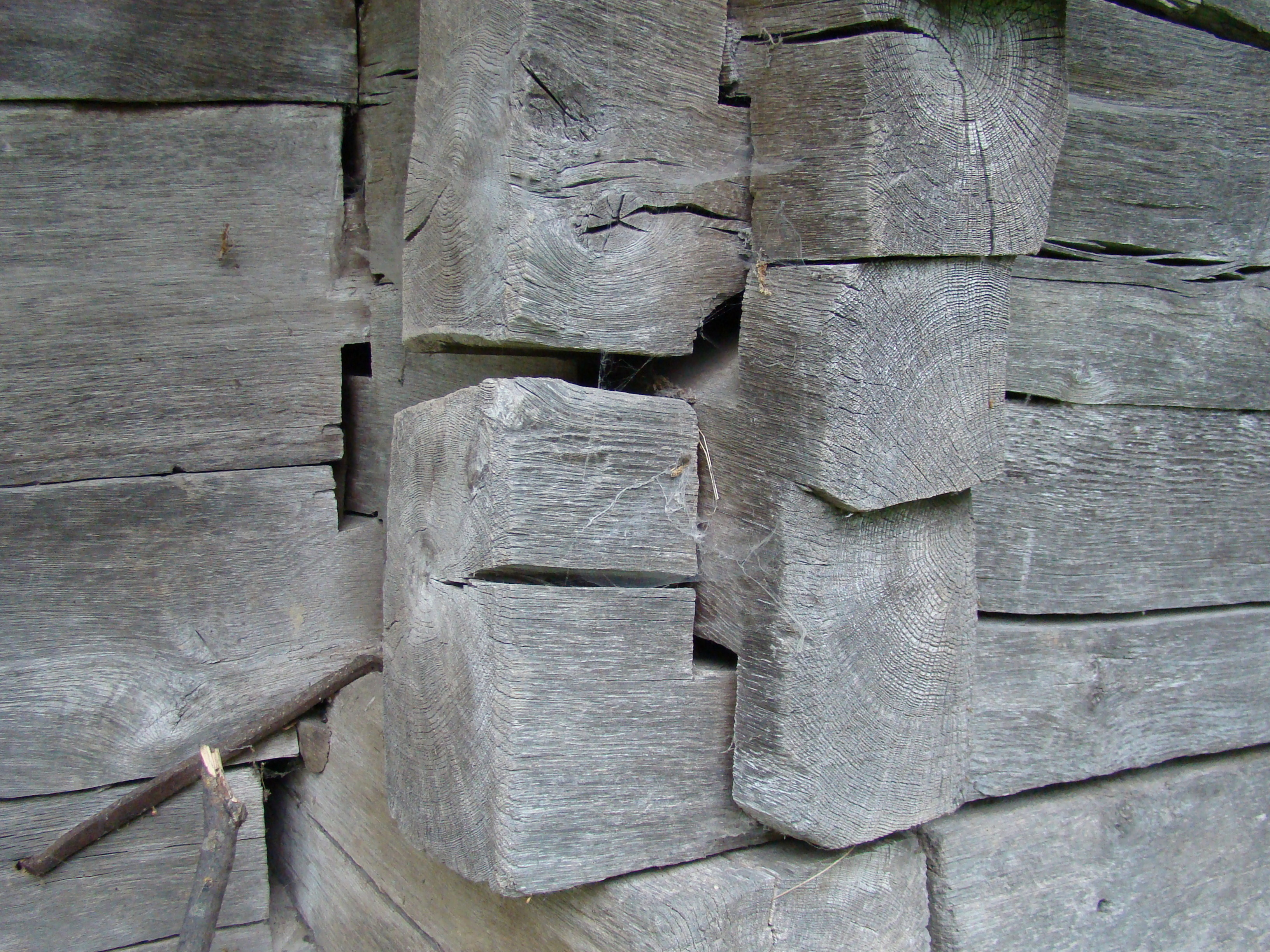
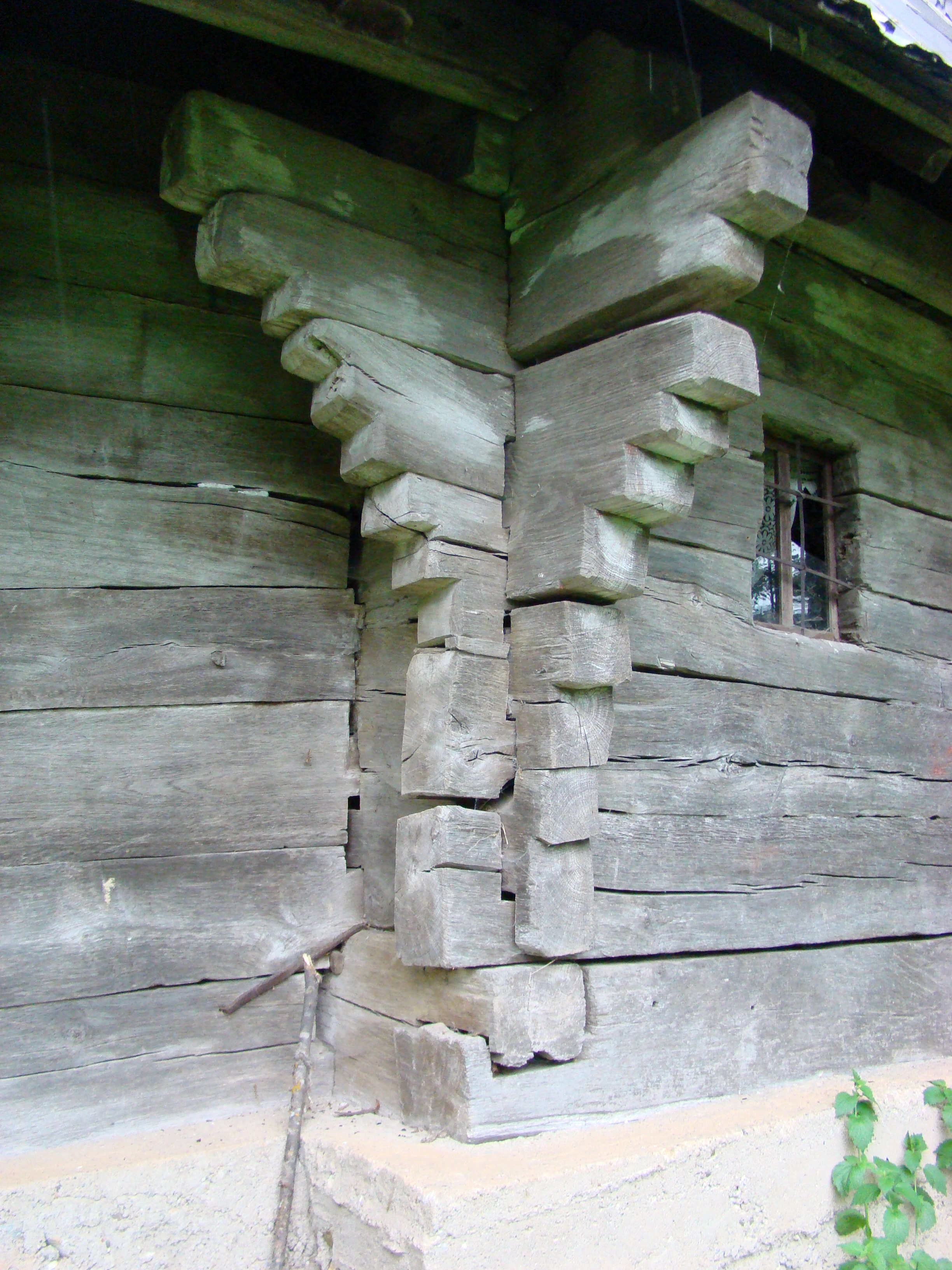
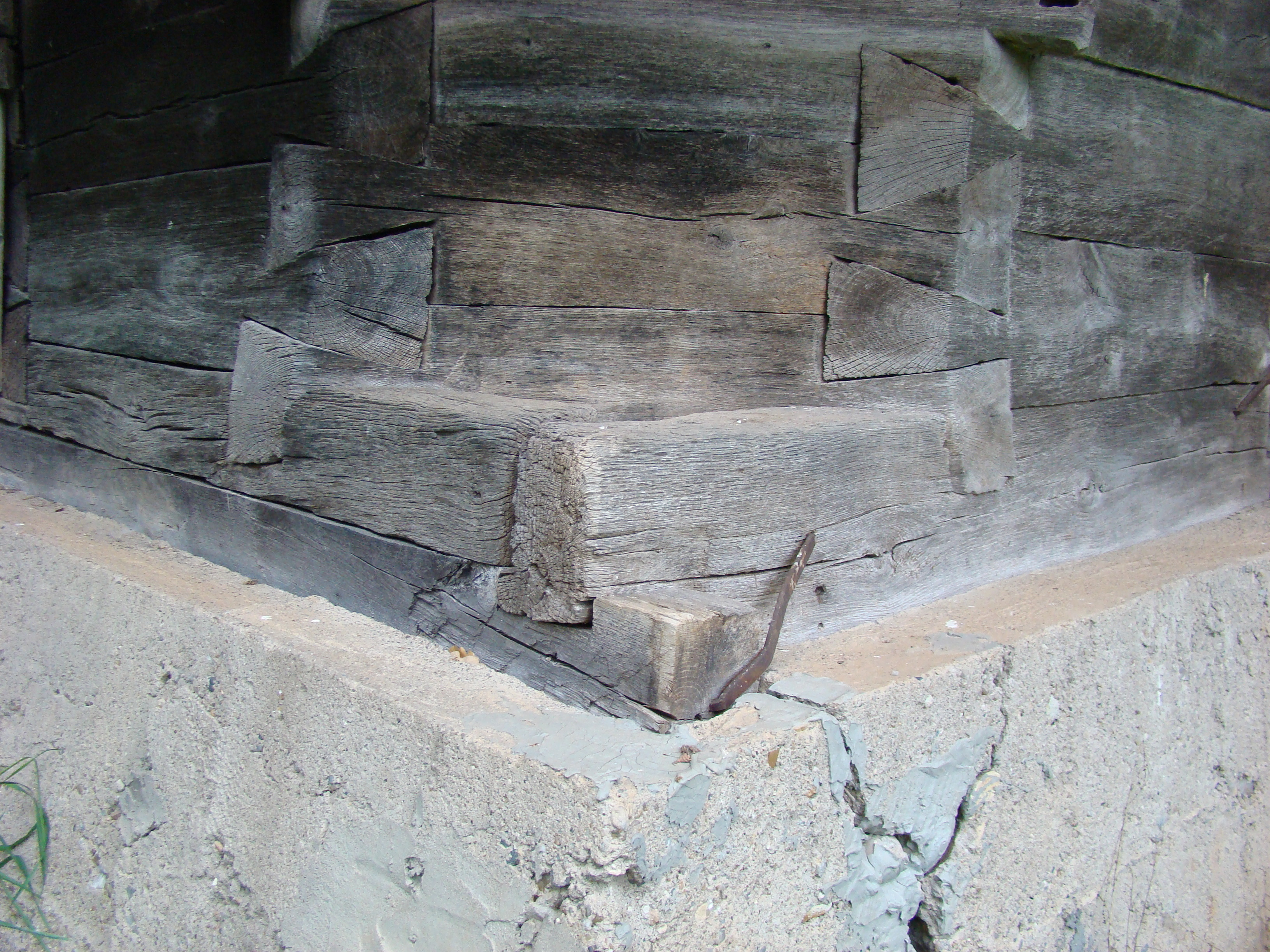
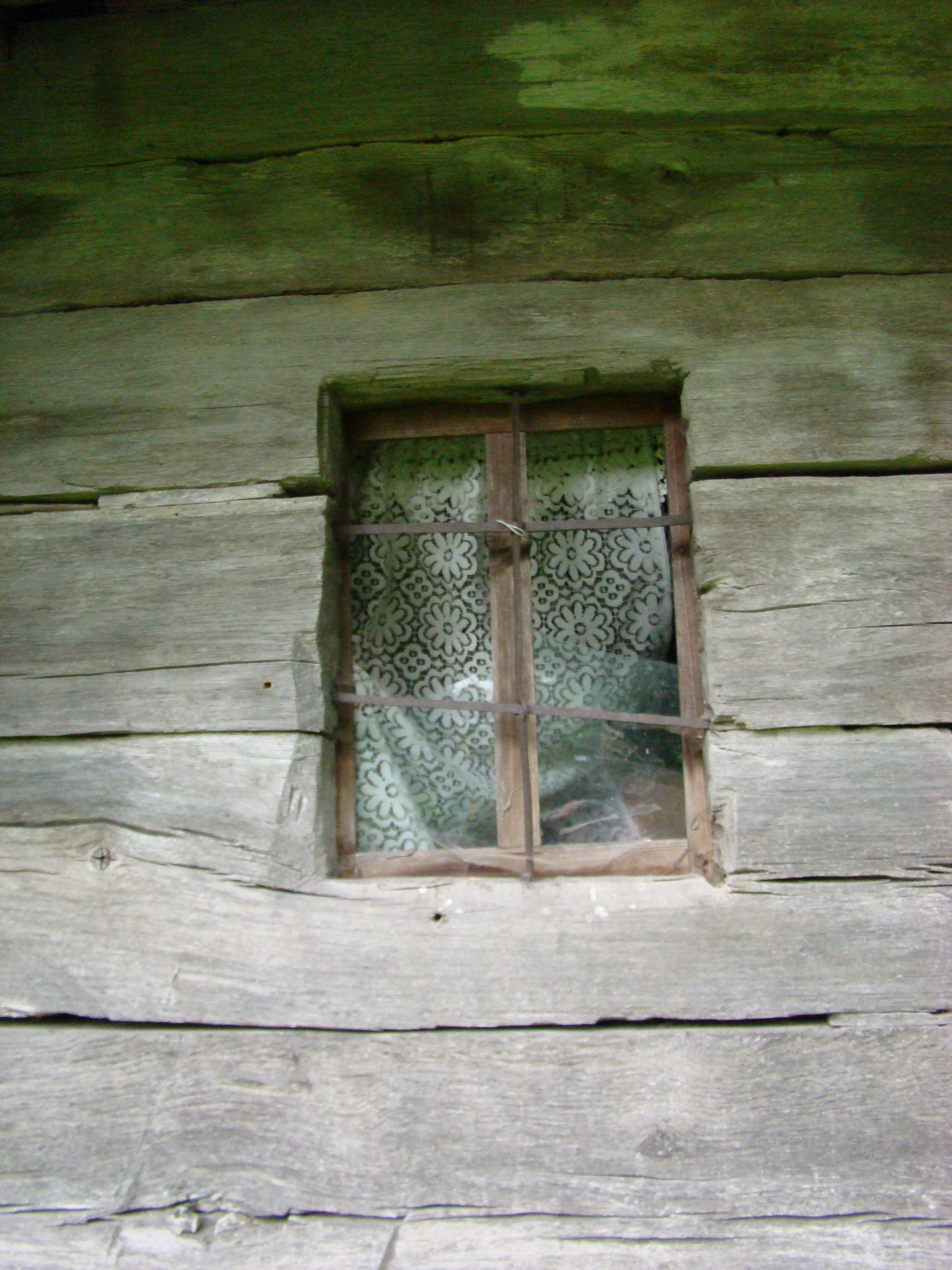
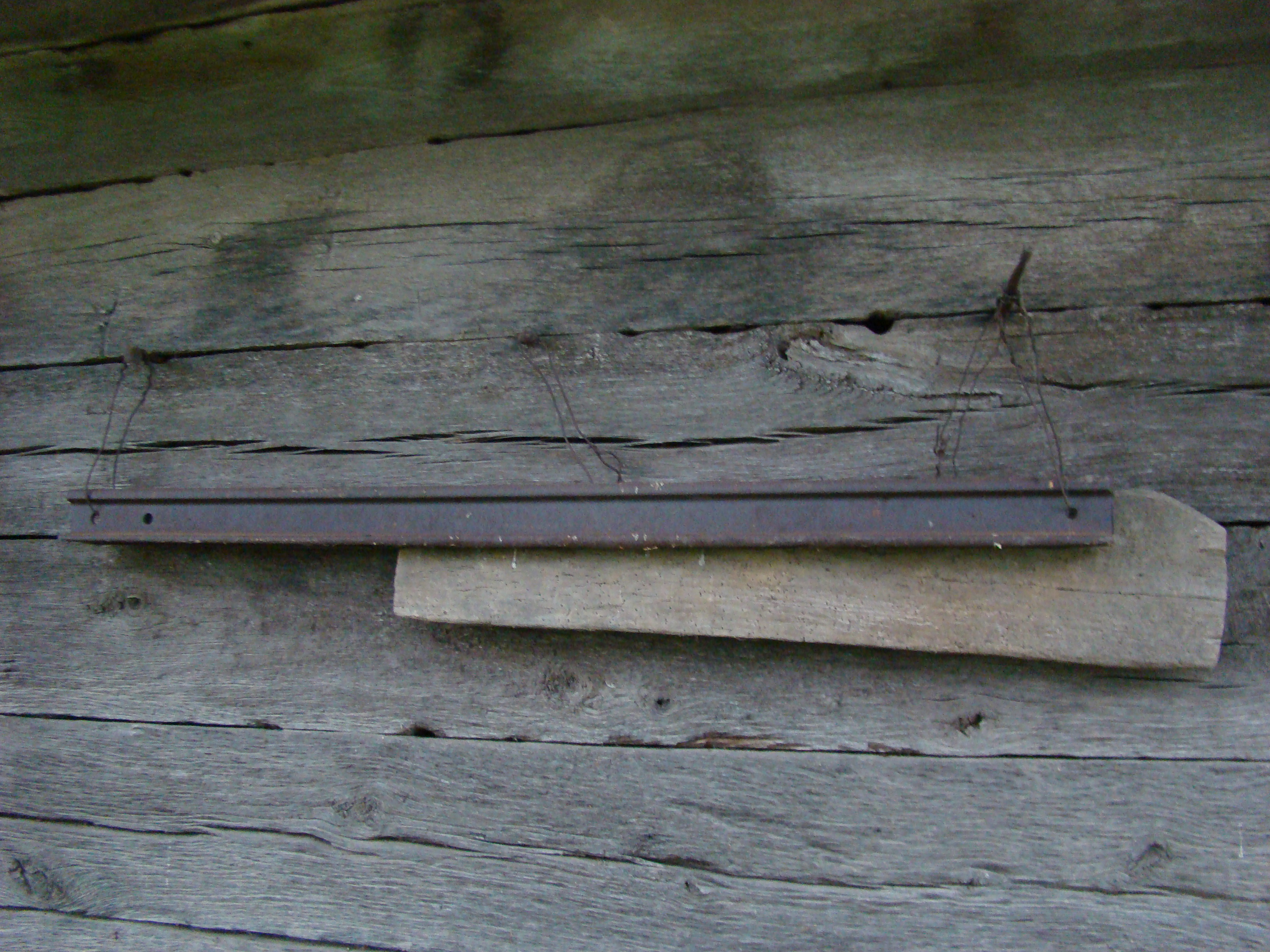
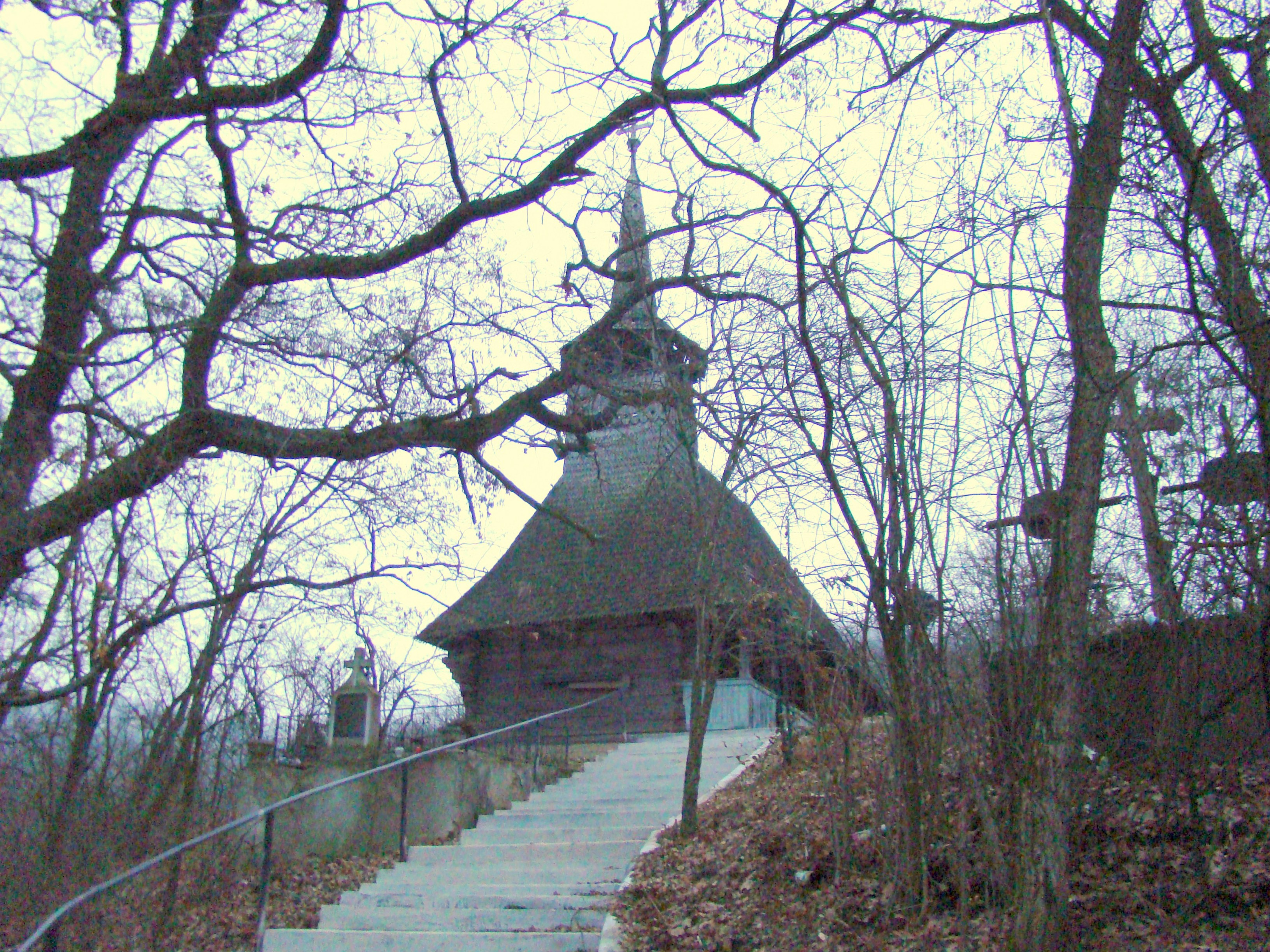

## Imagini din interior

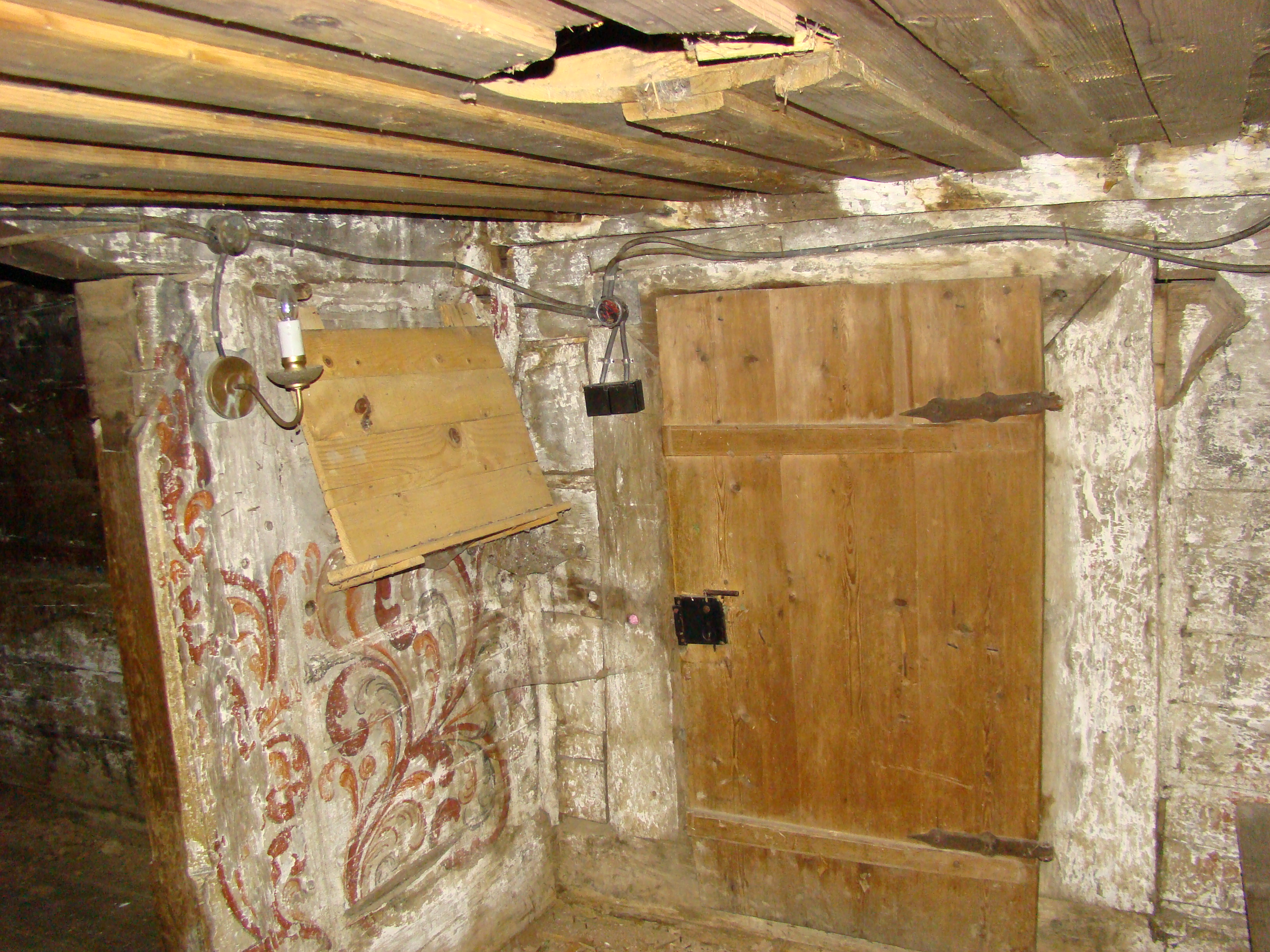
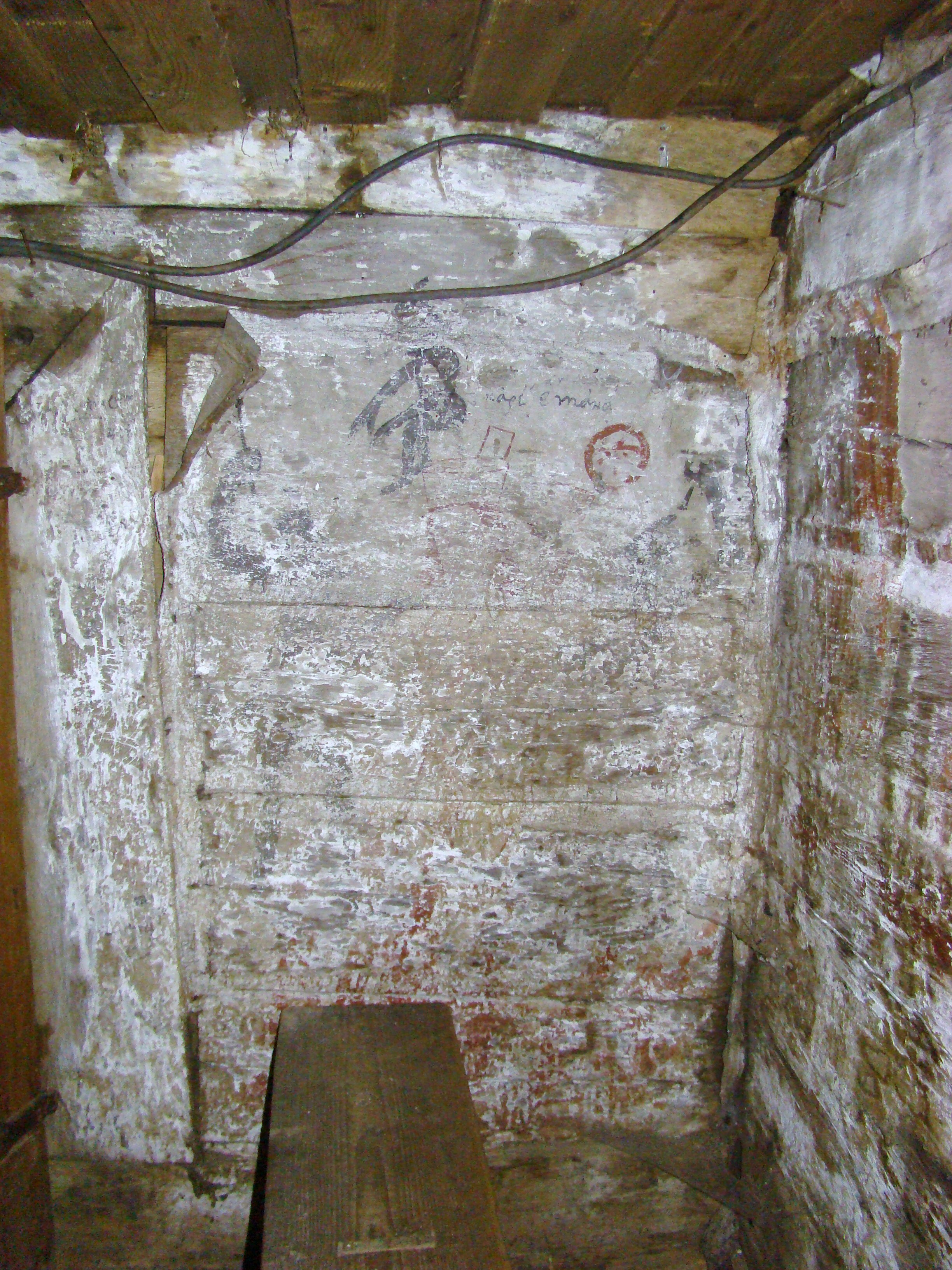
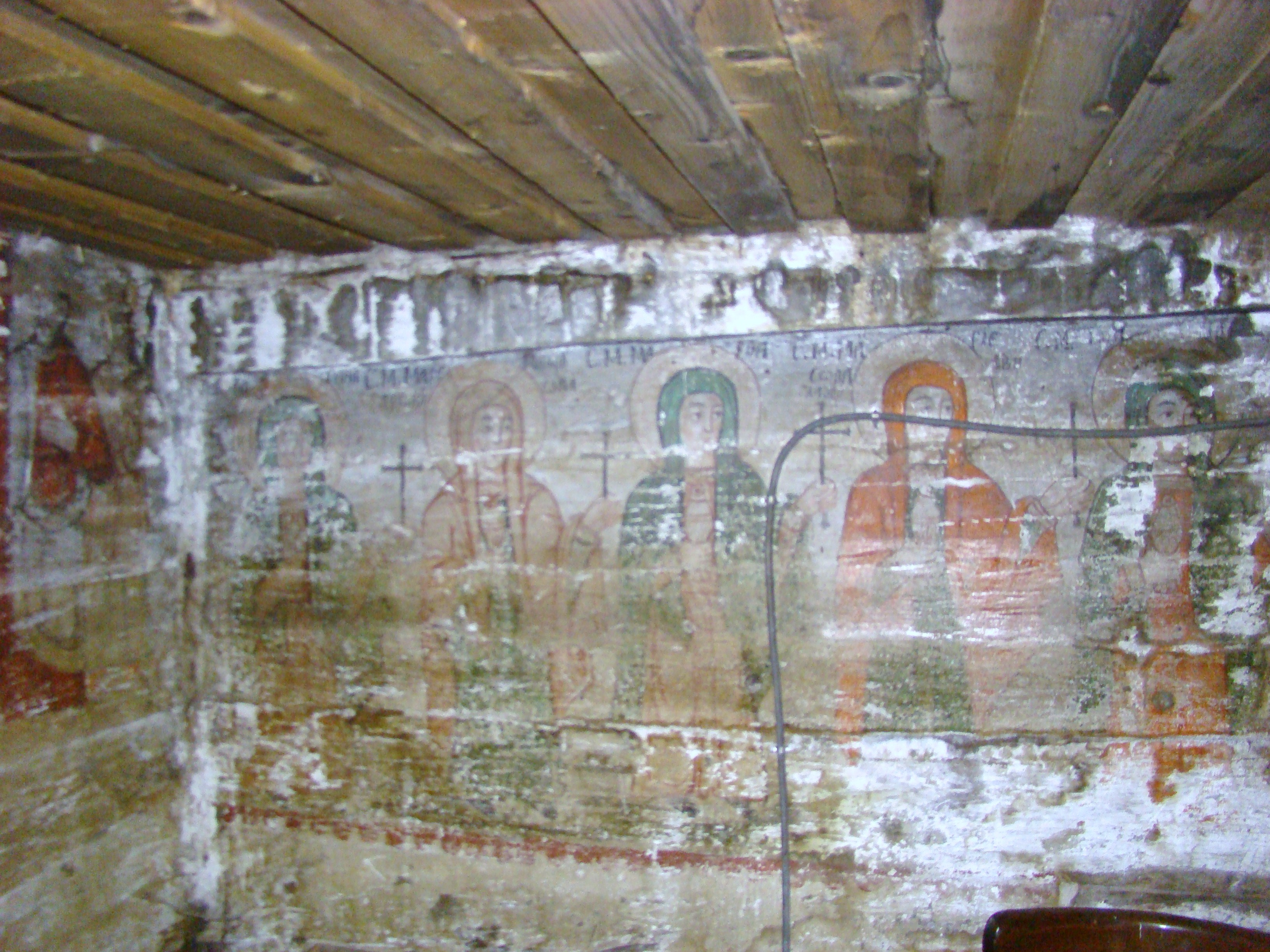
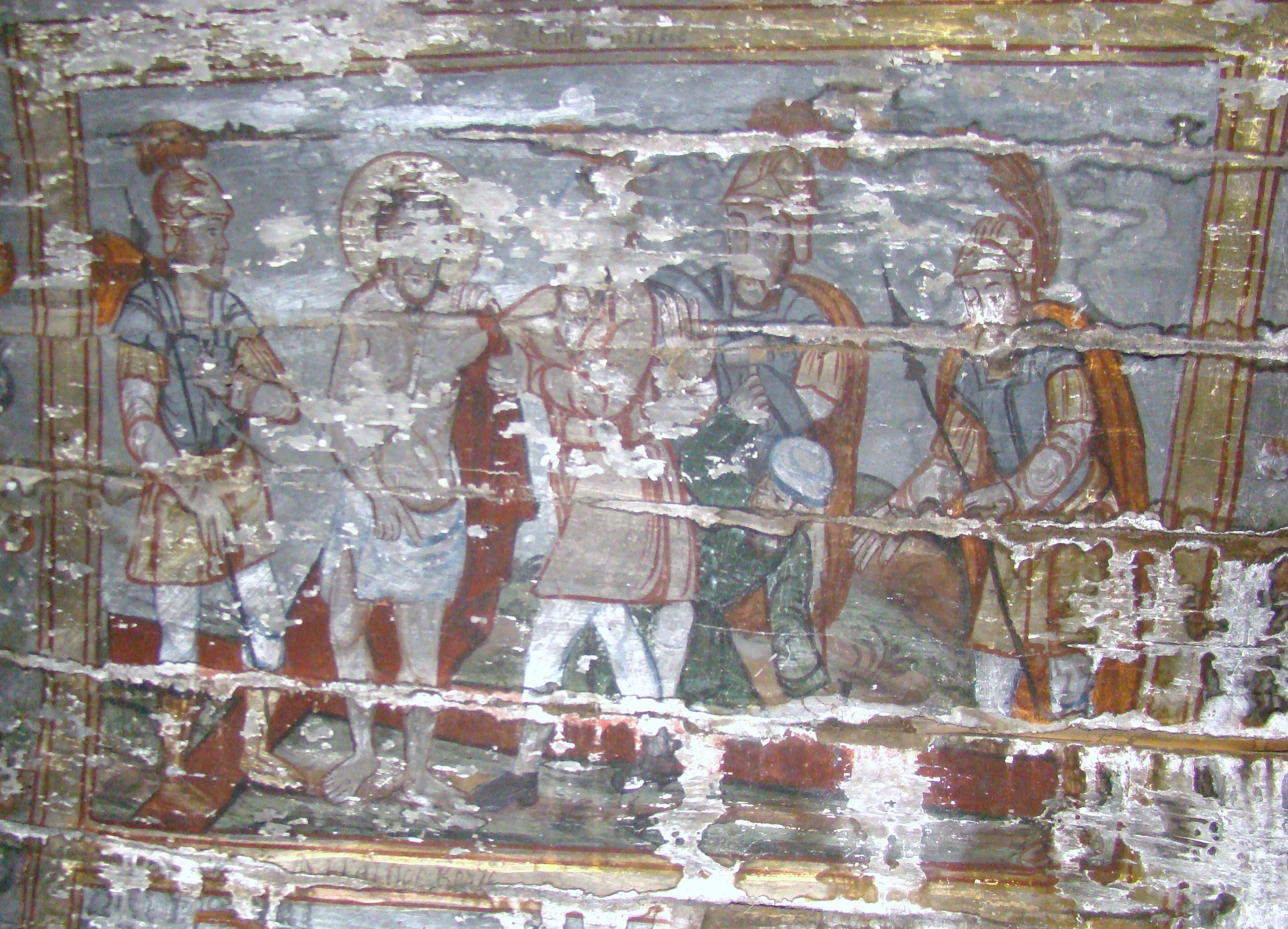
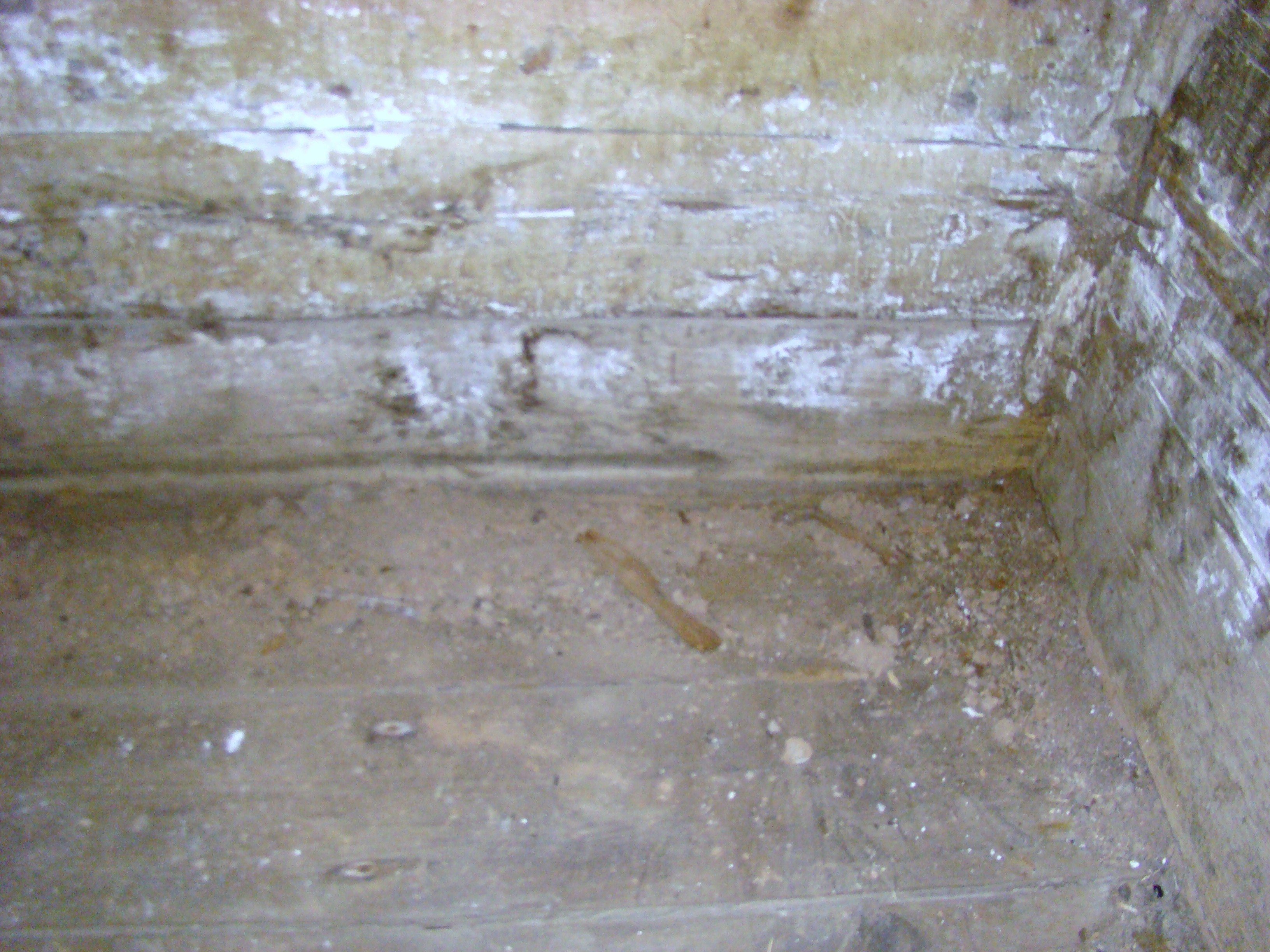
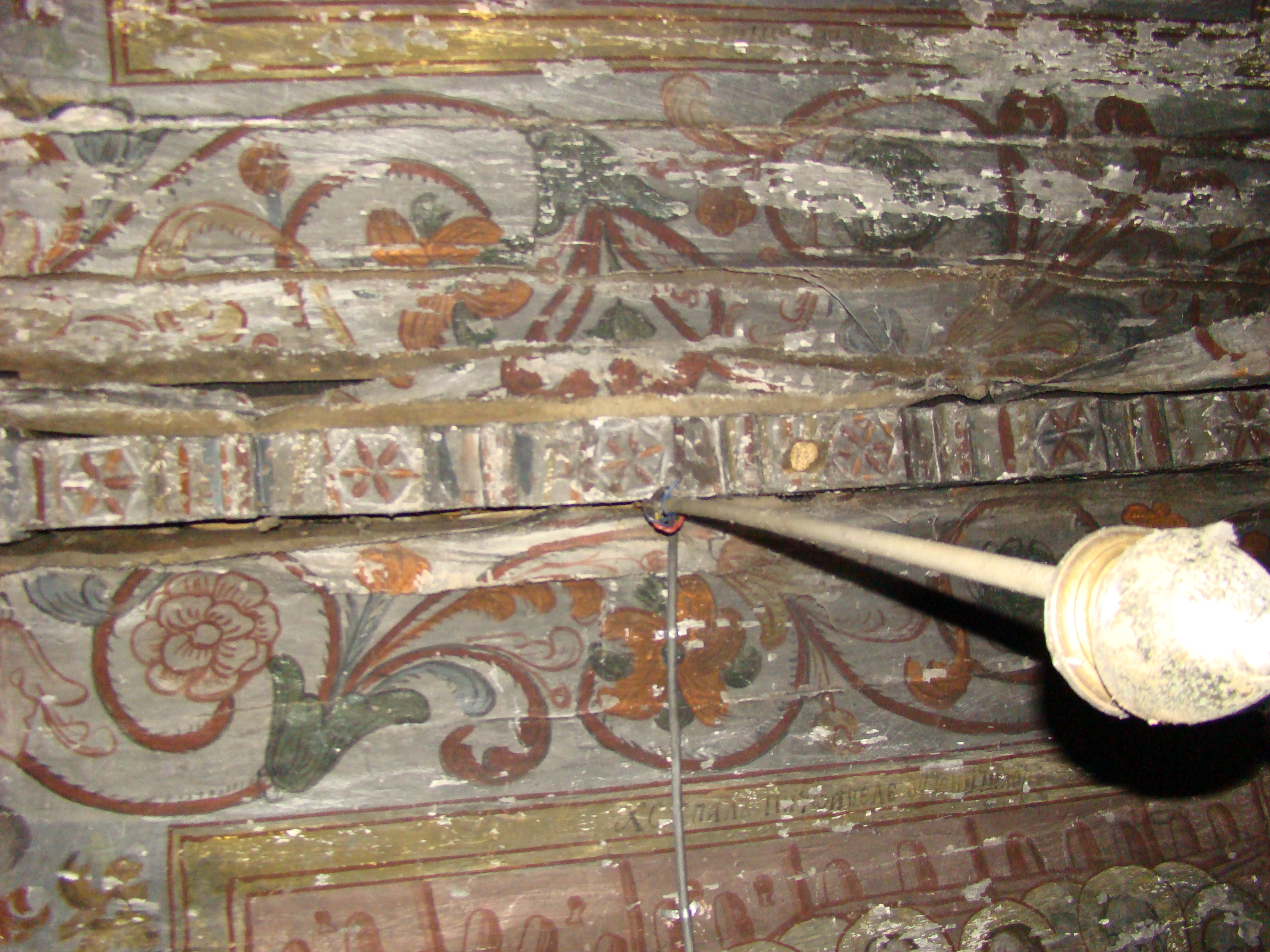
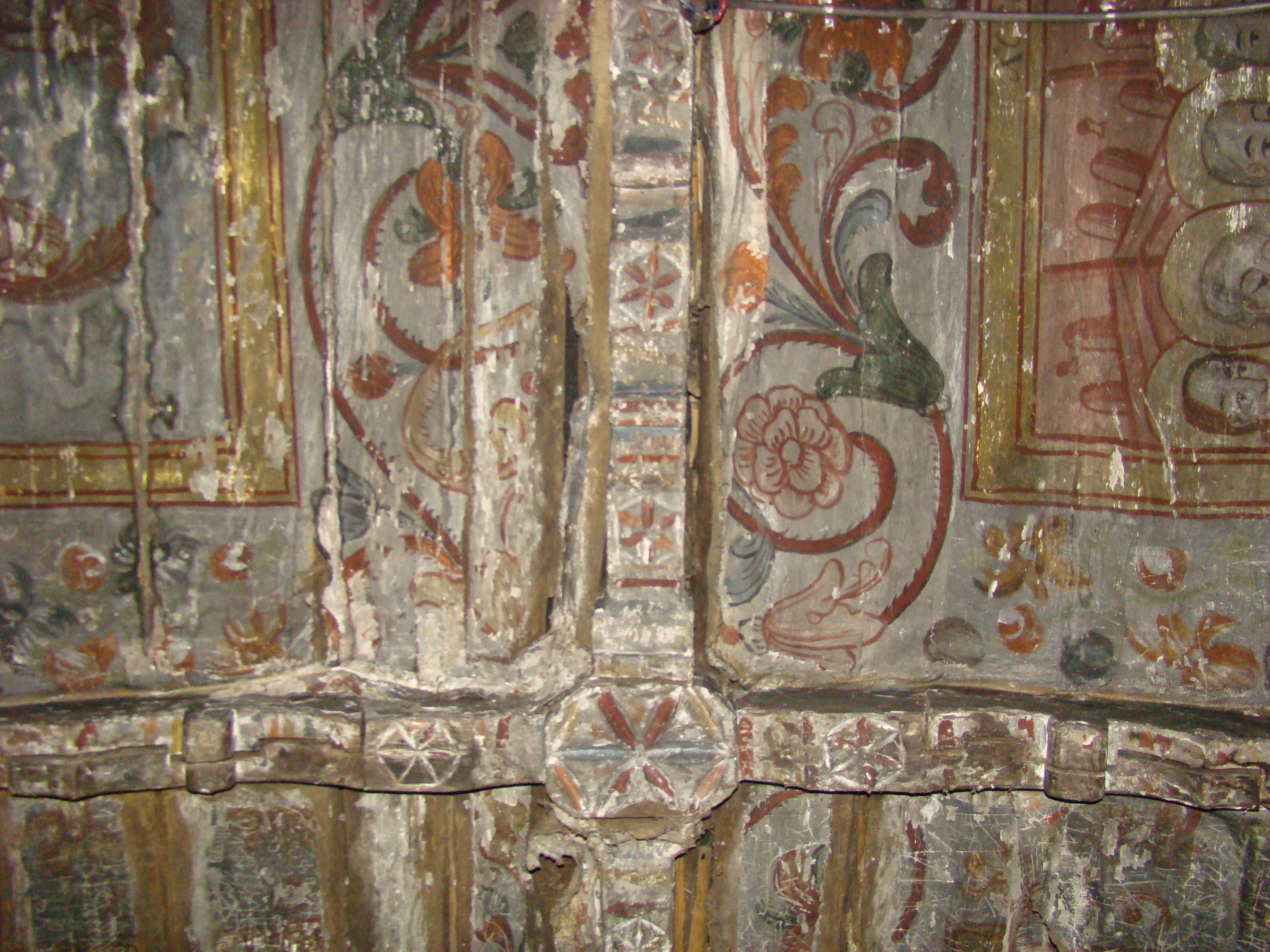
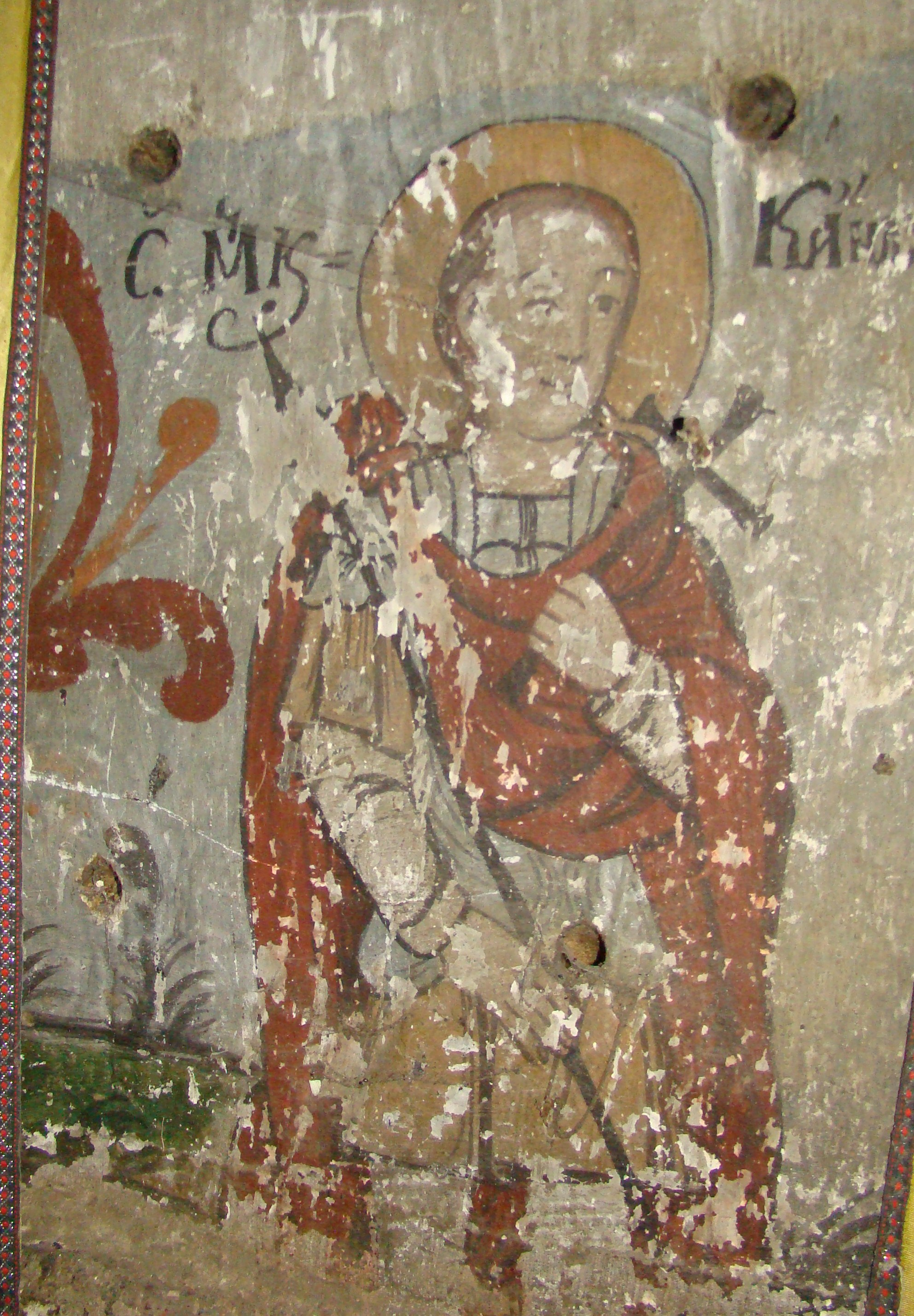
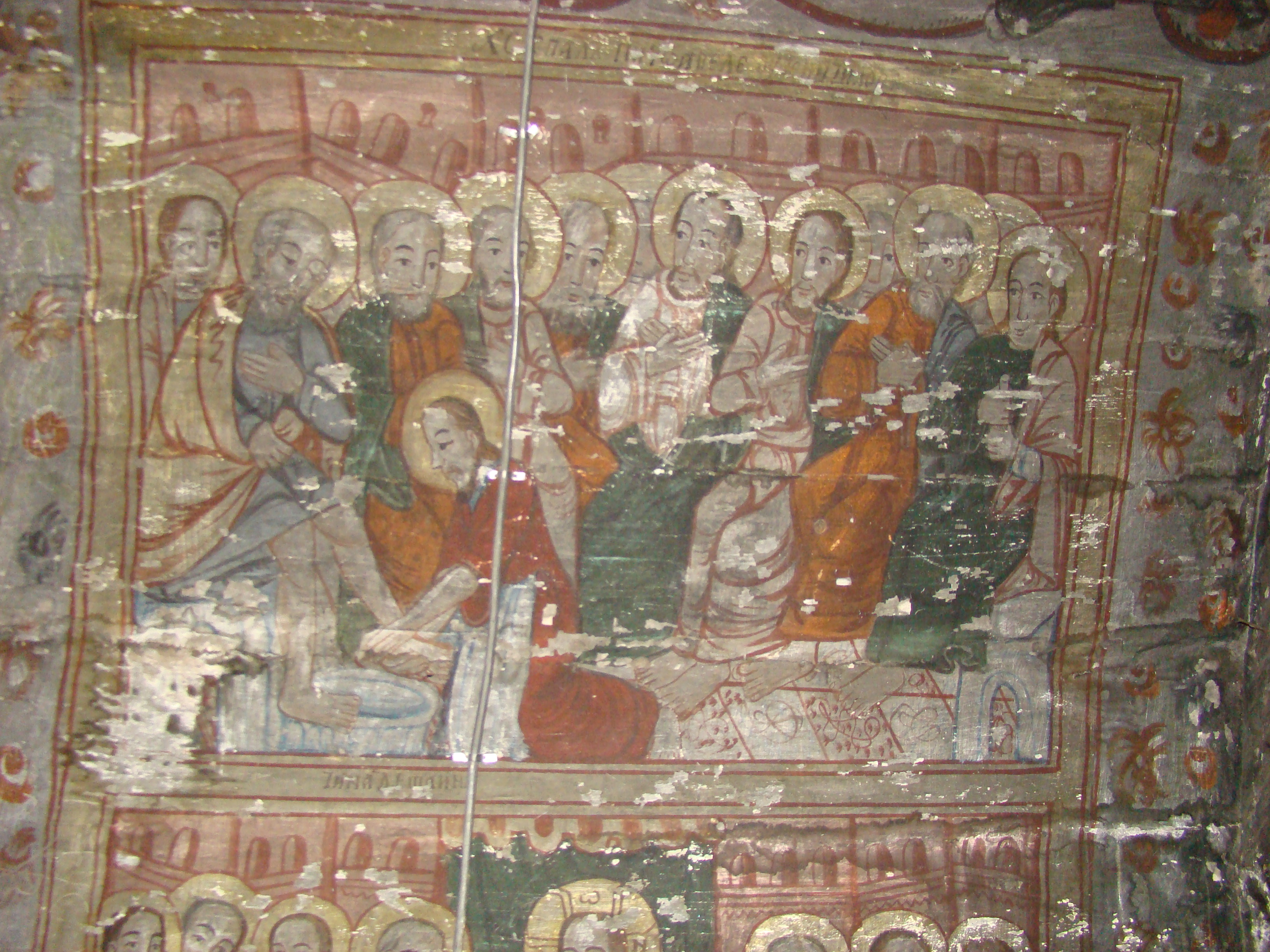
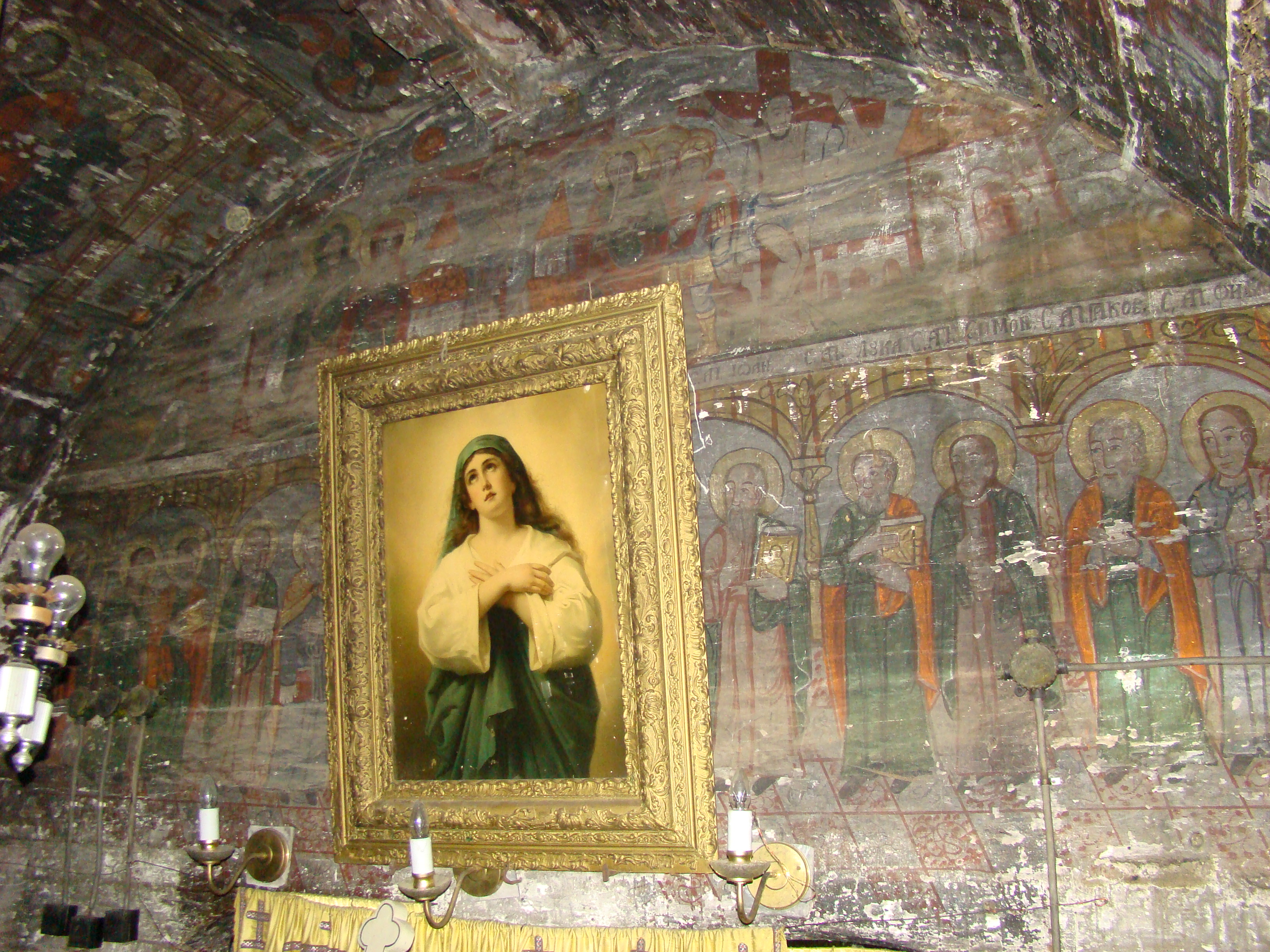
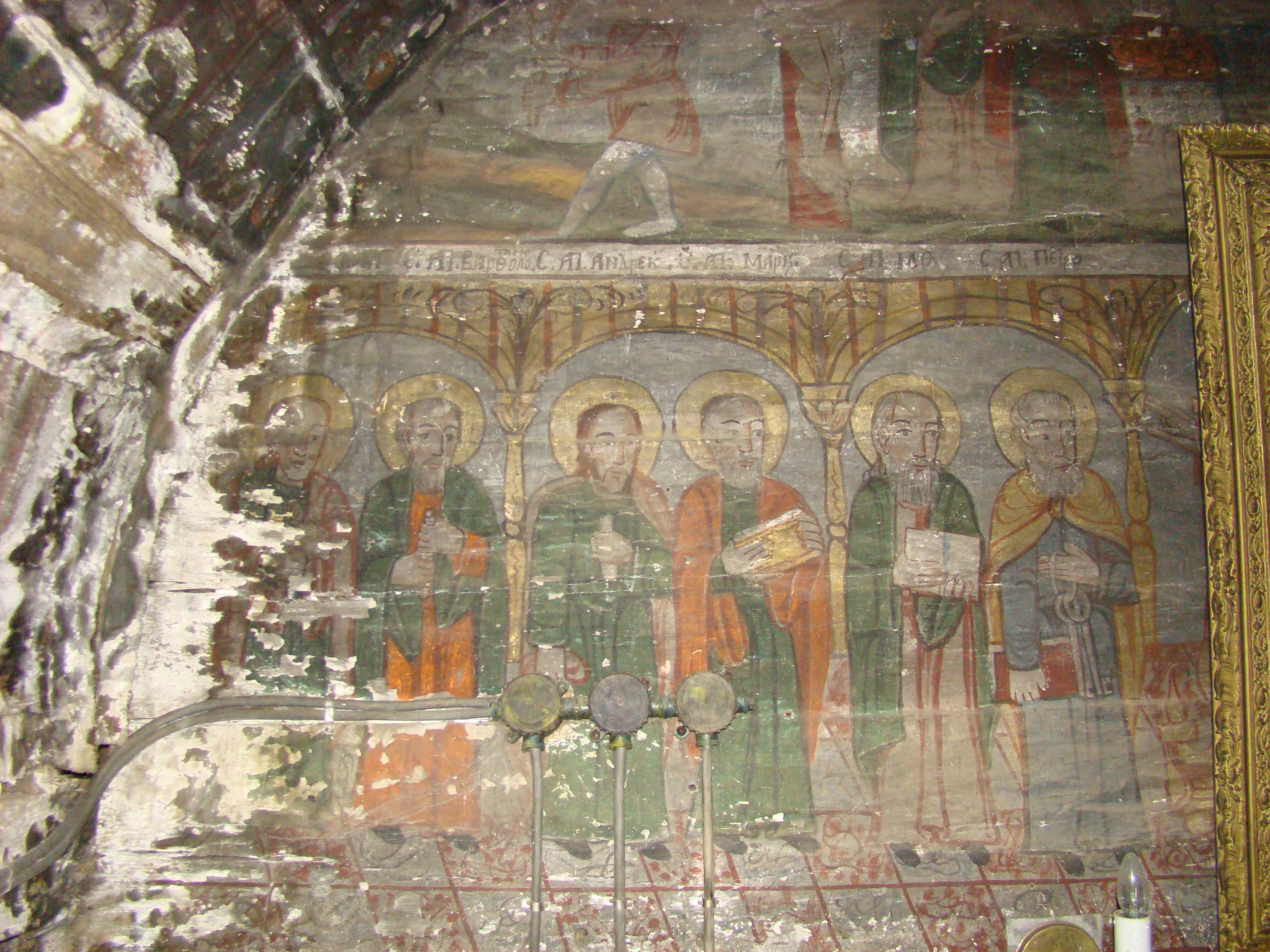
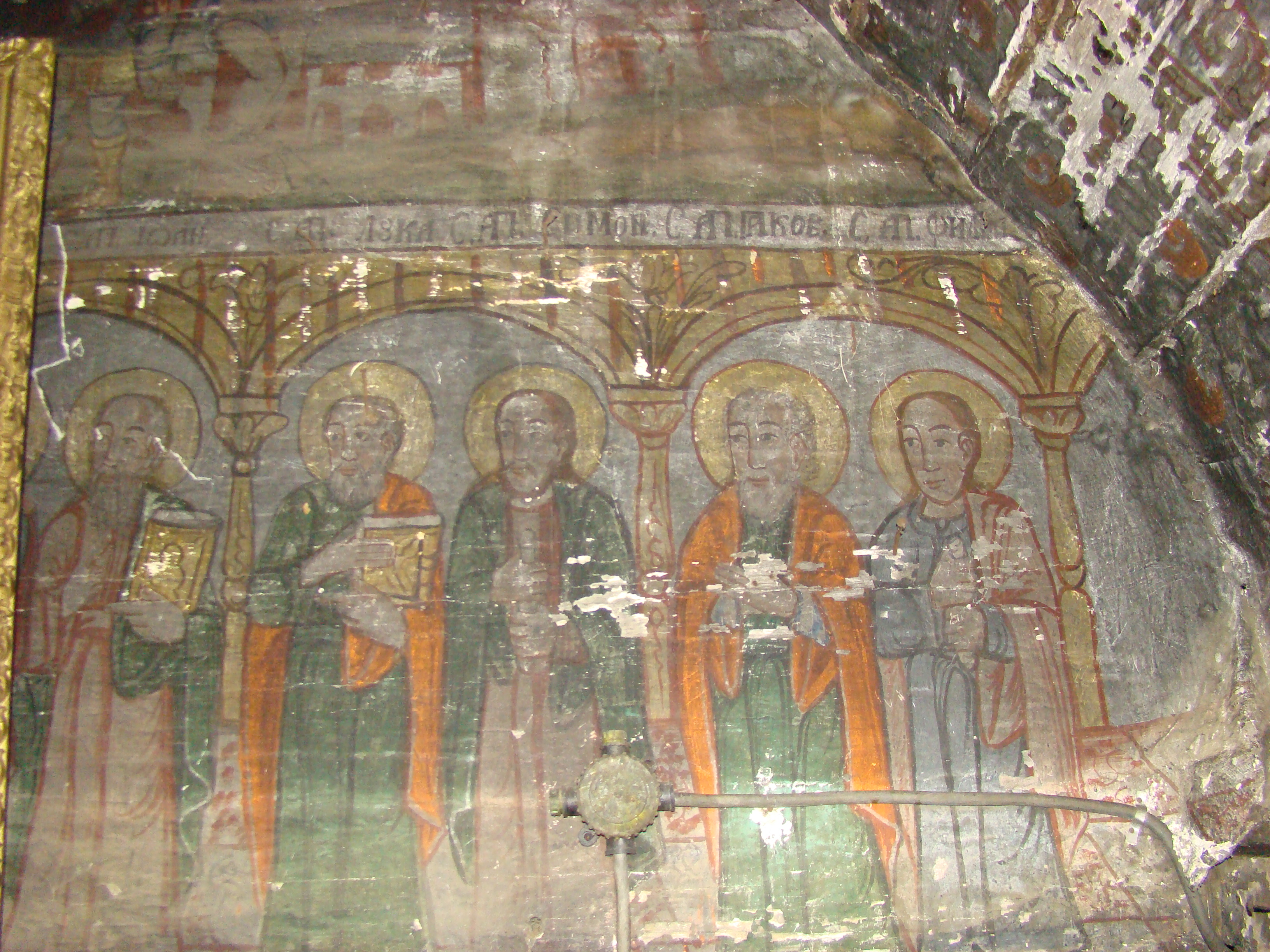
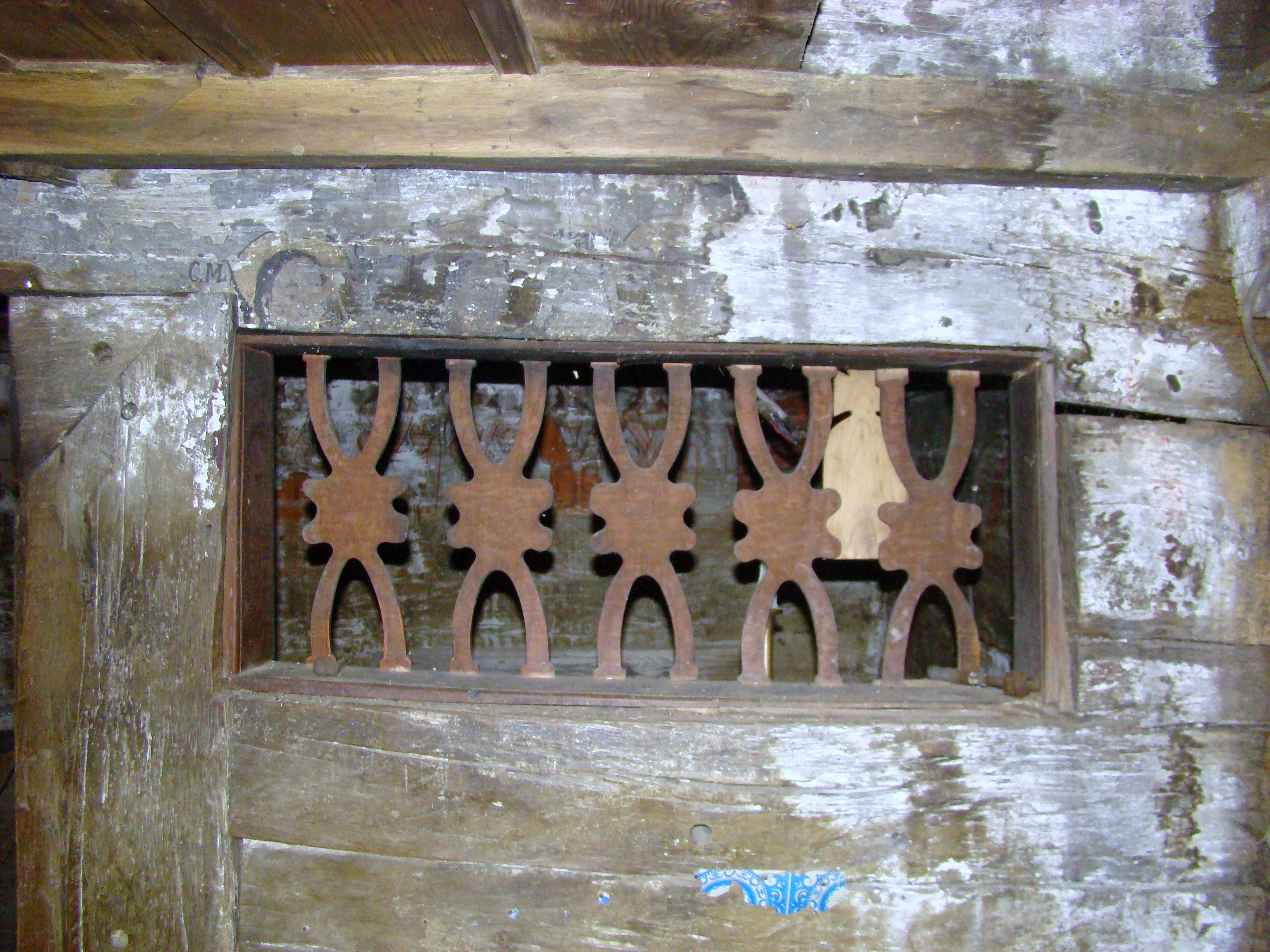
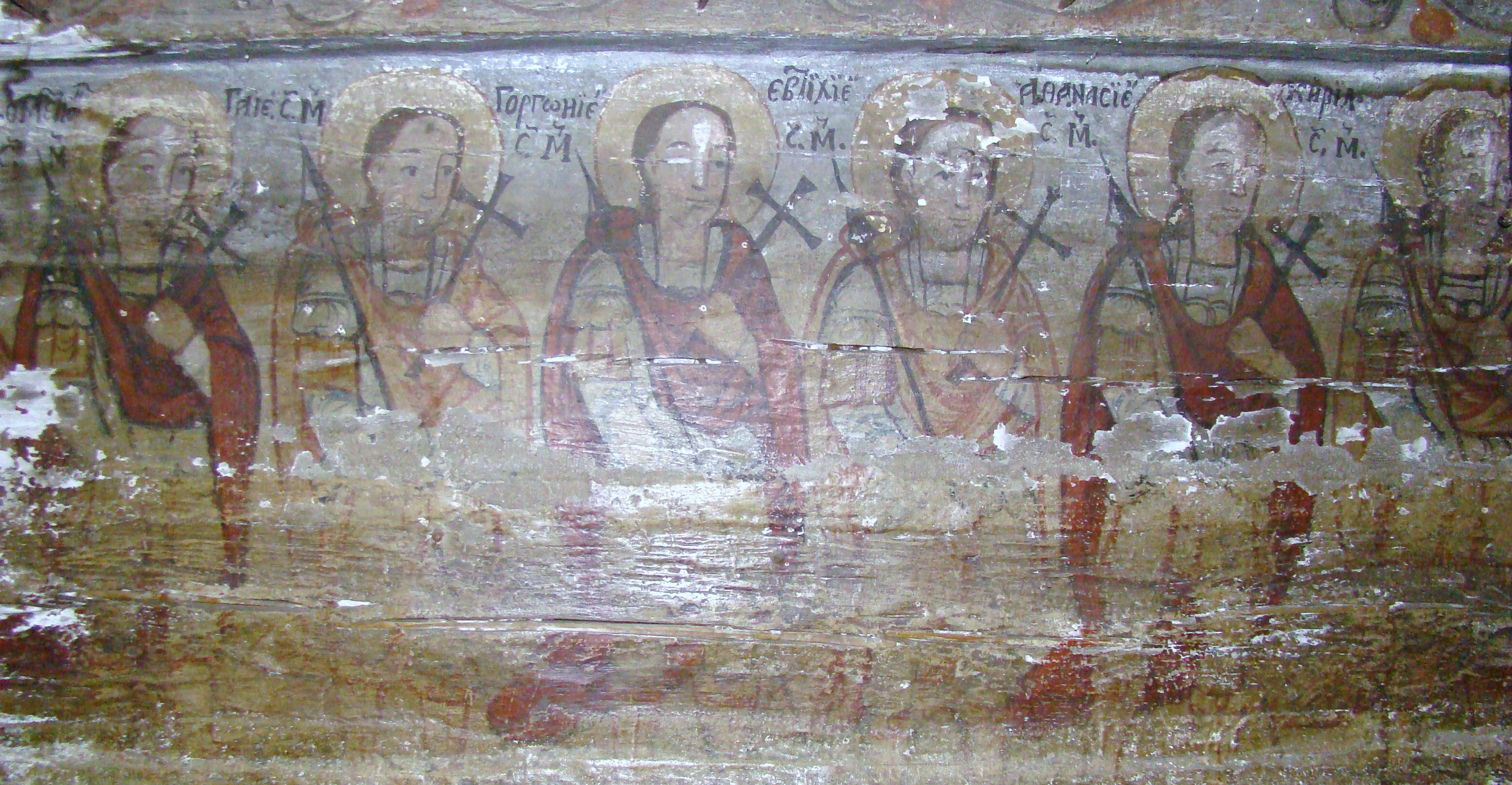
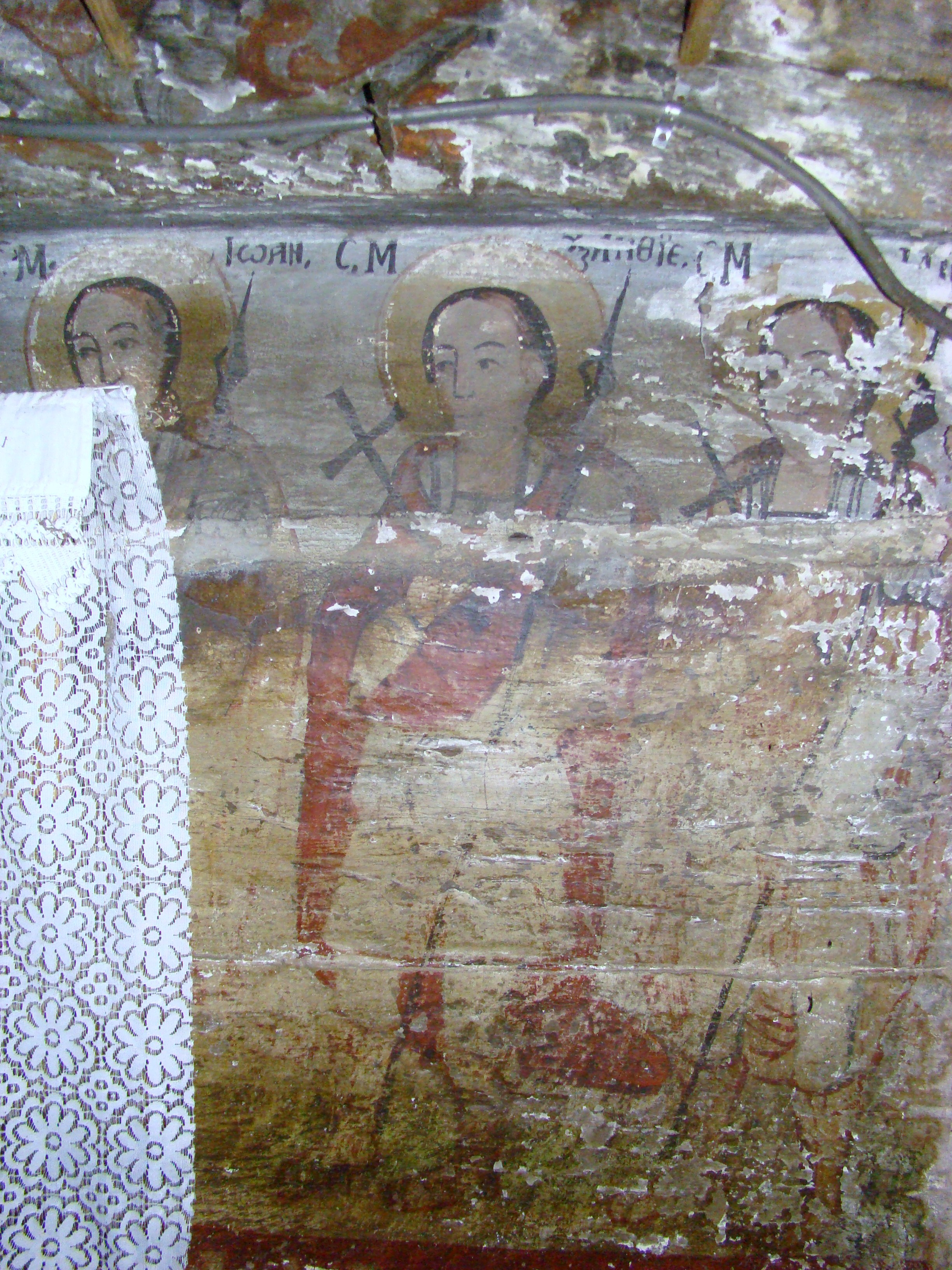
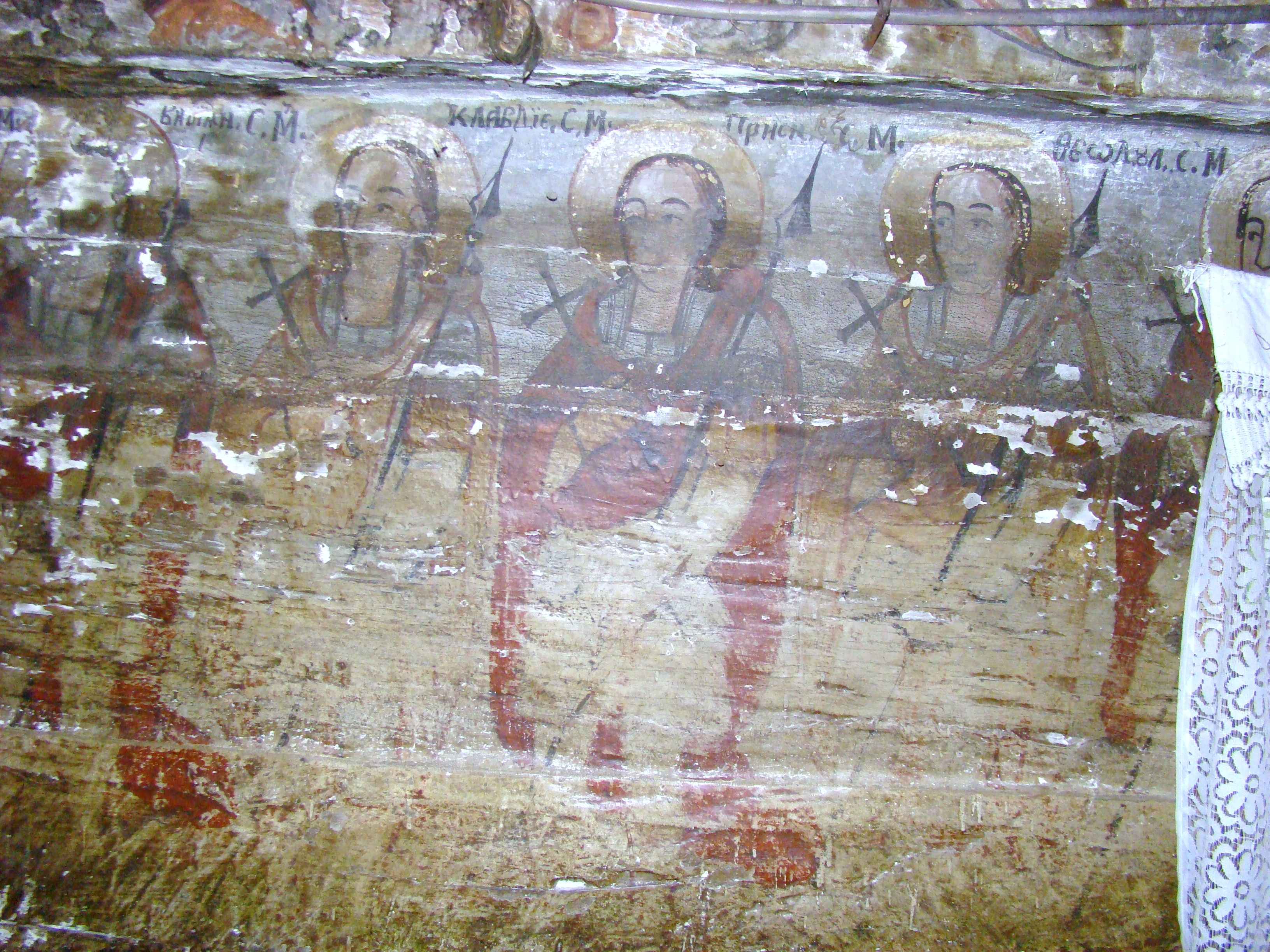
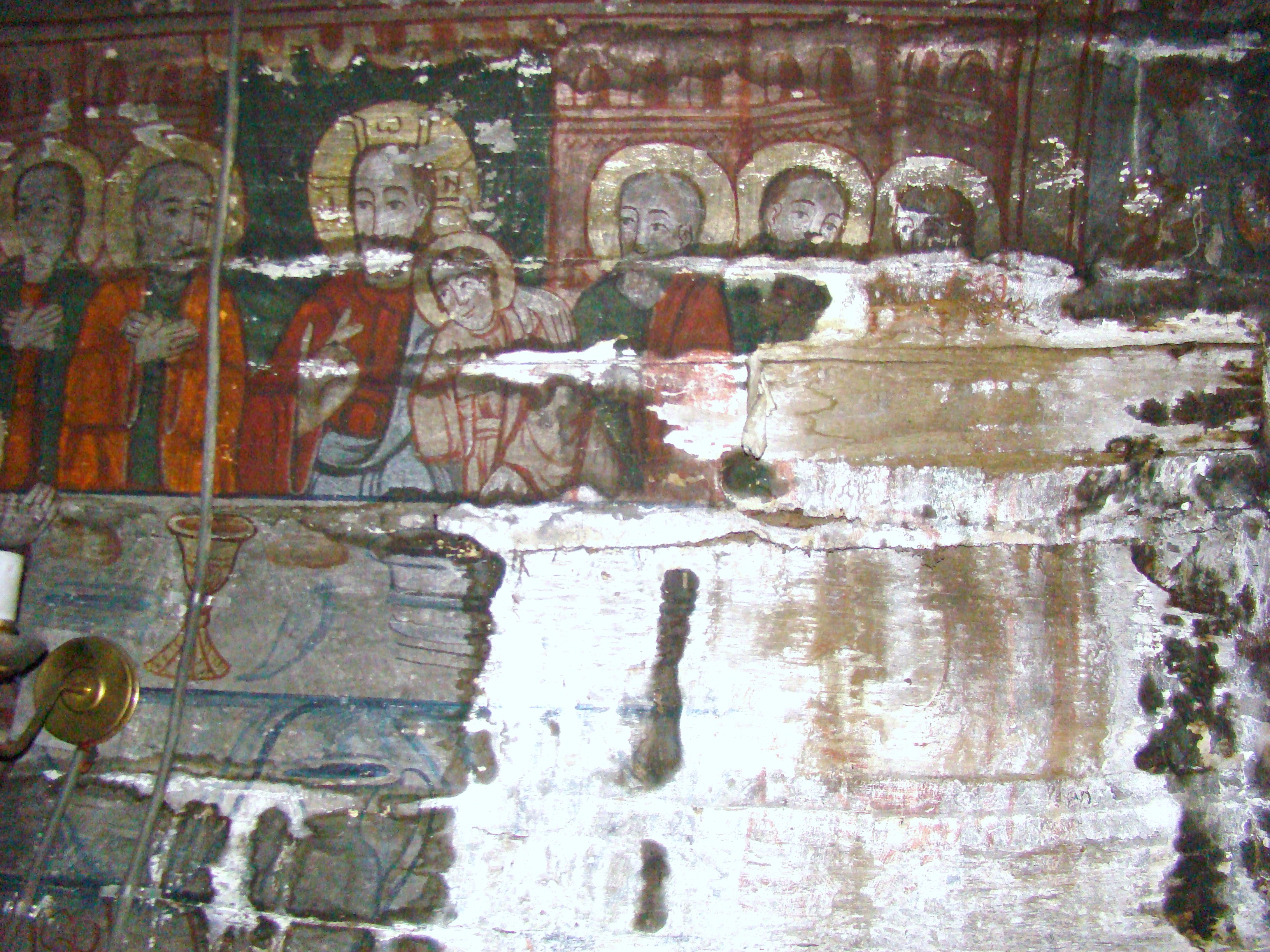
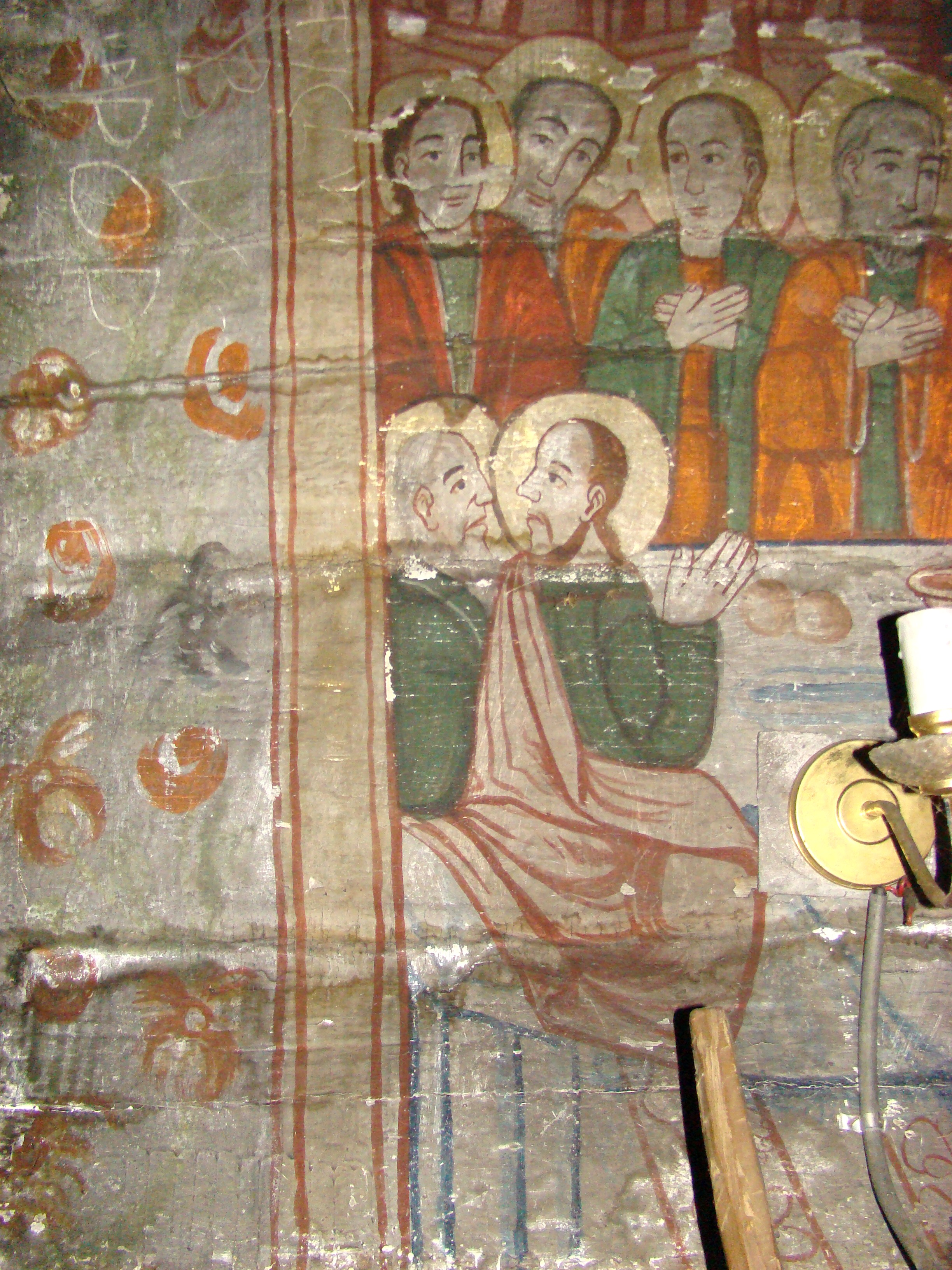
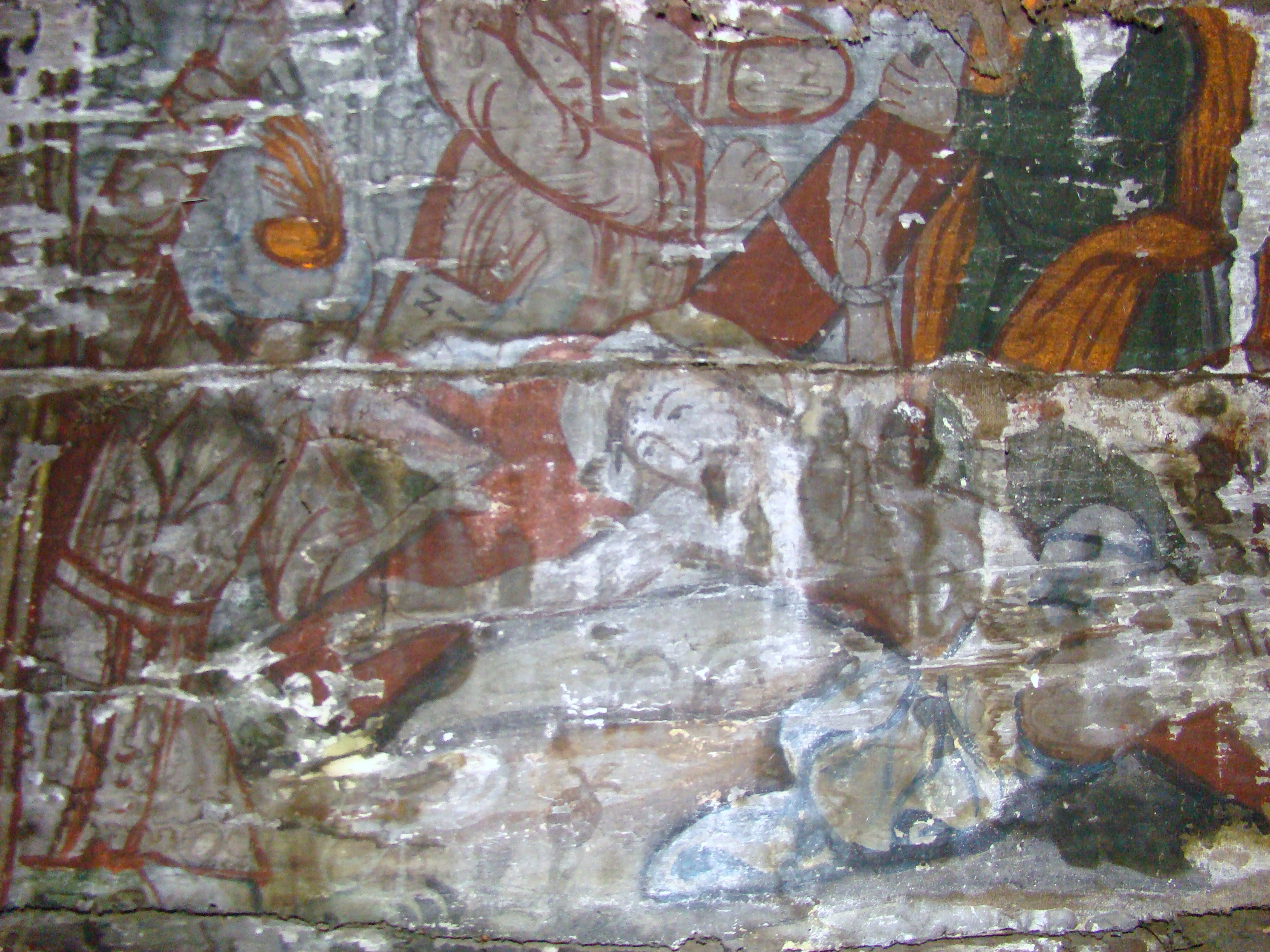
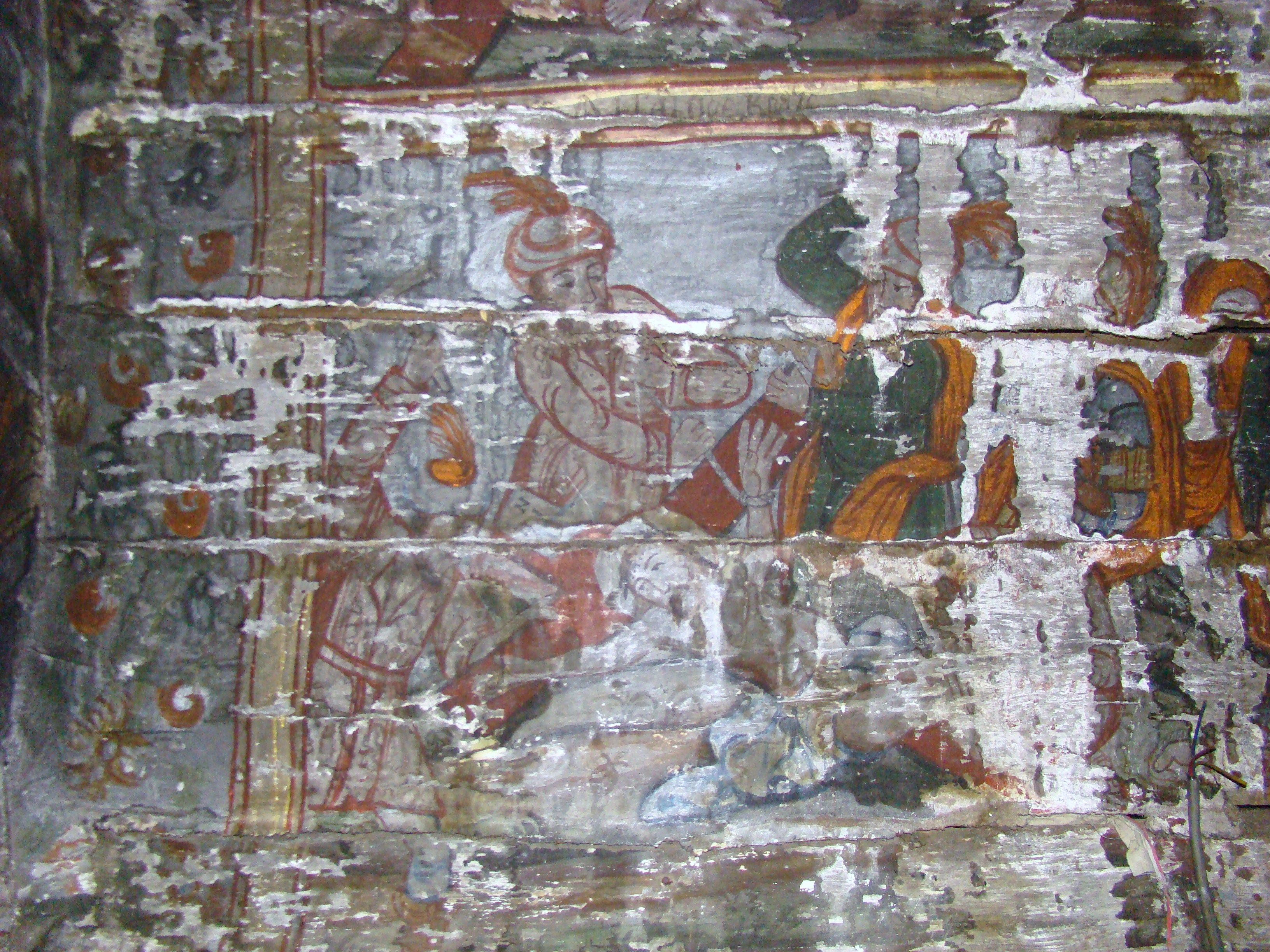
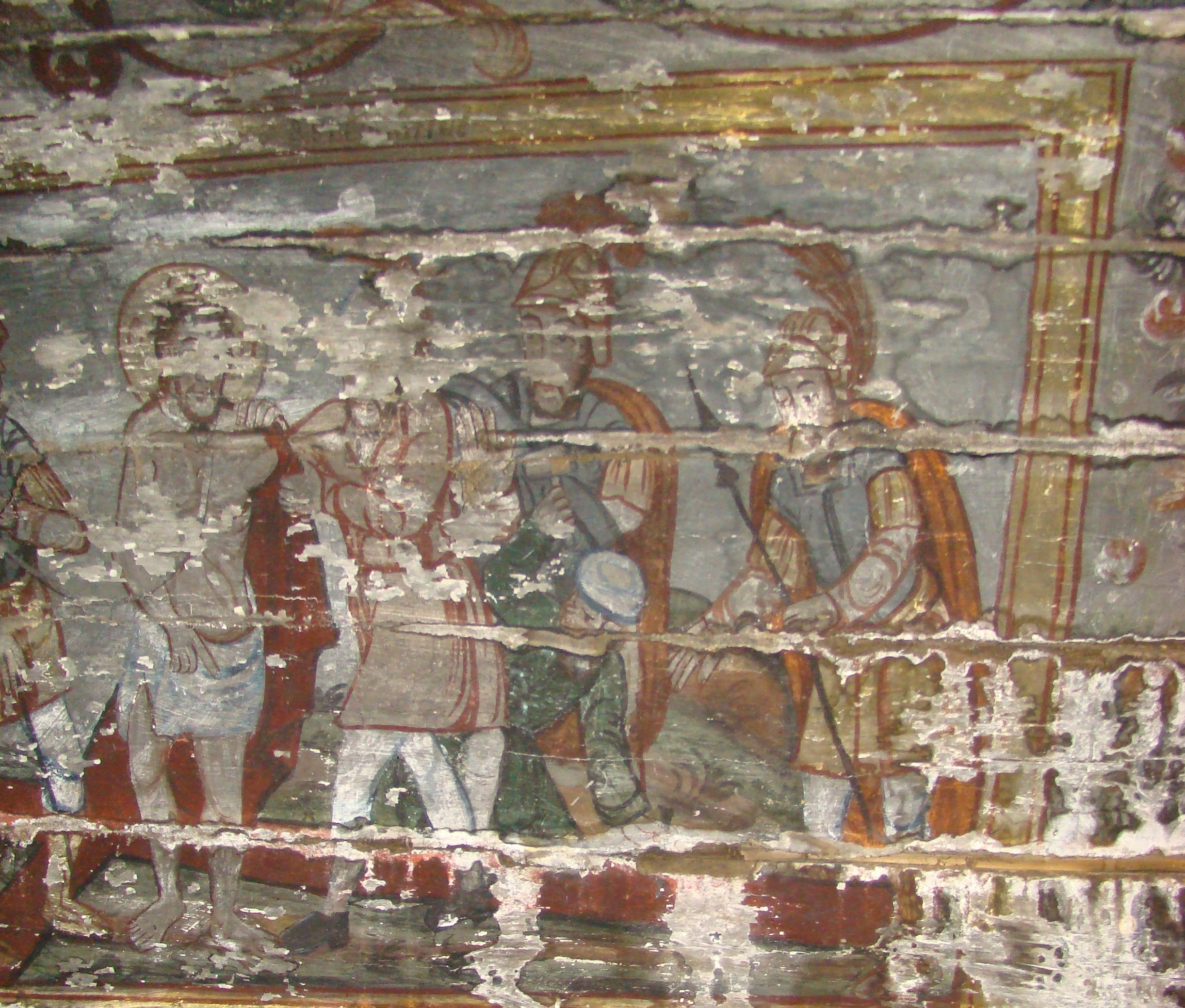
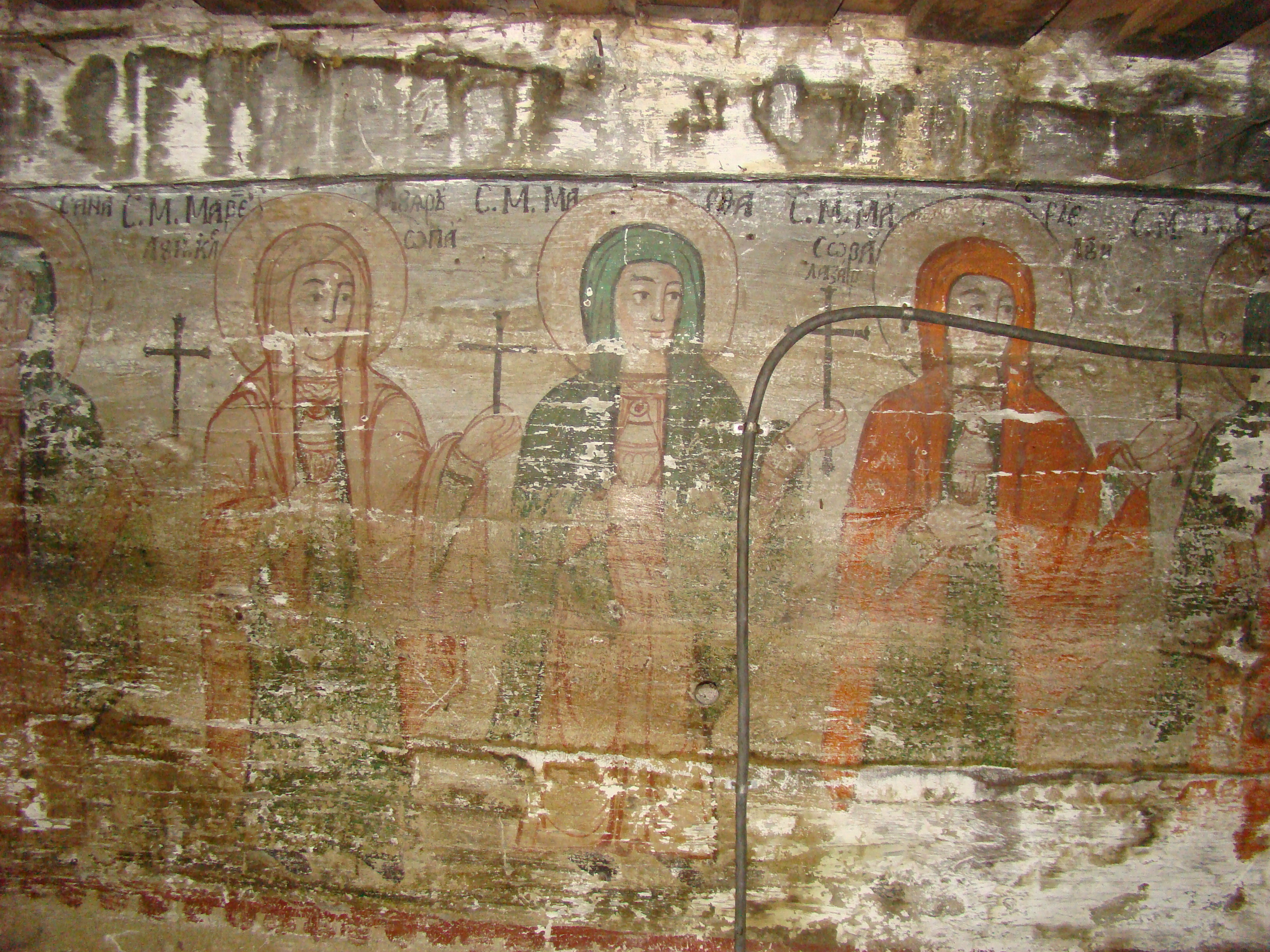
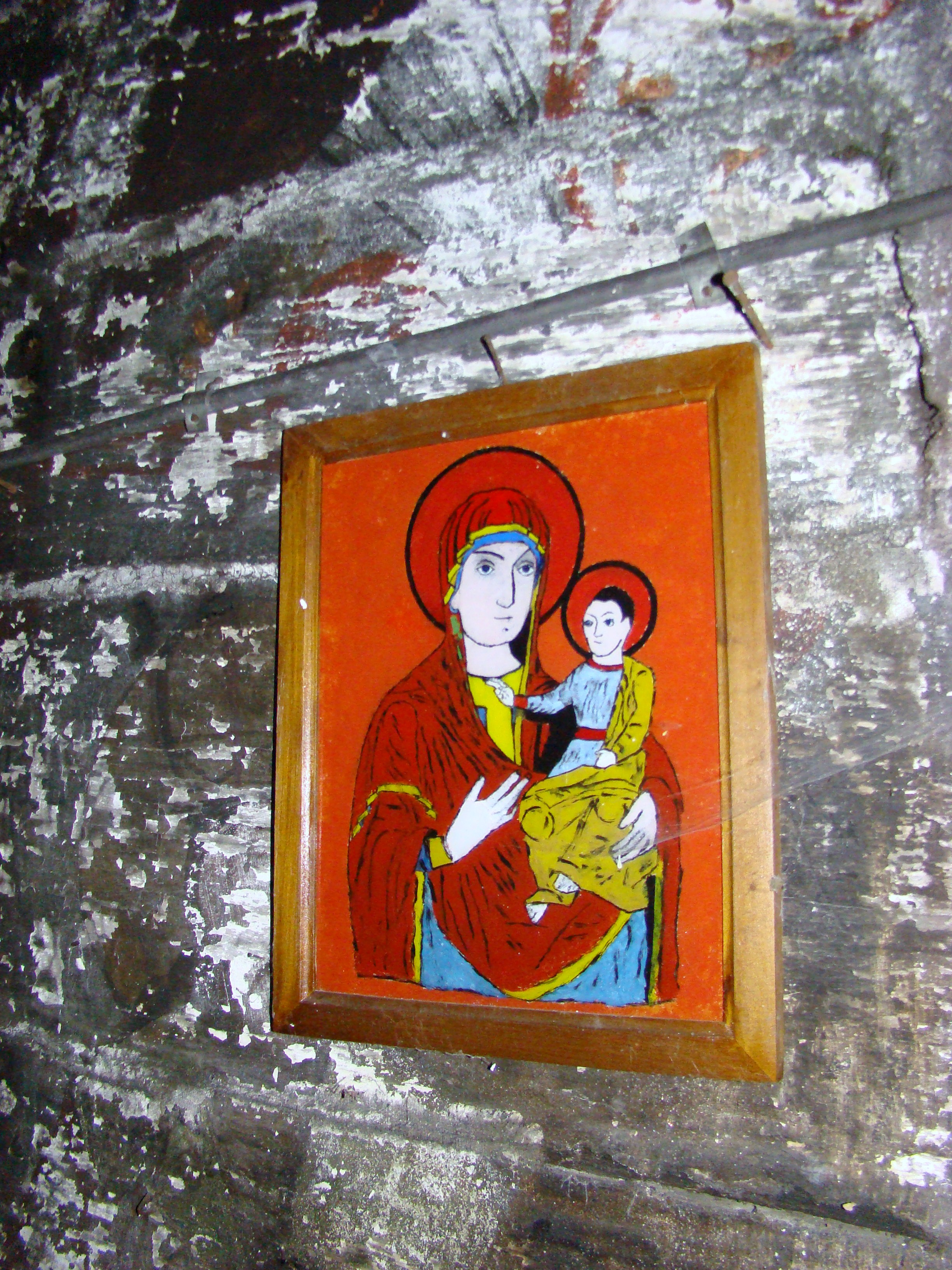
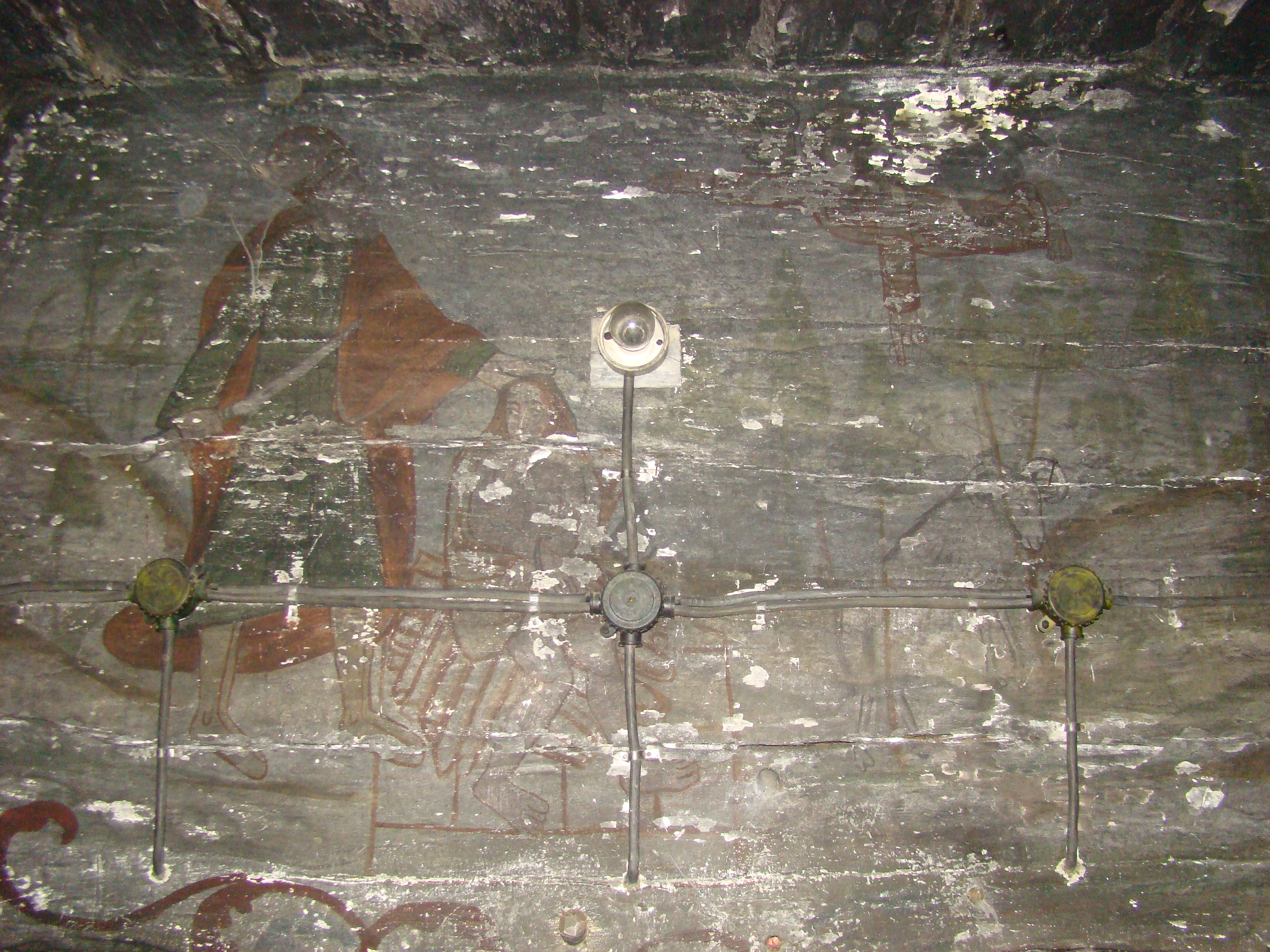
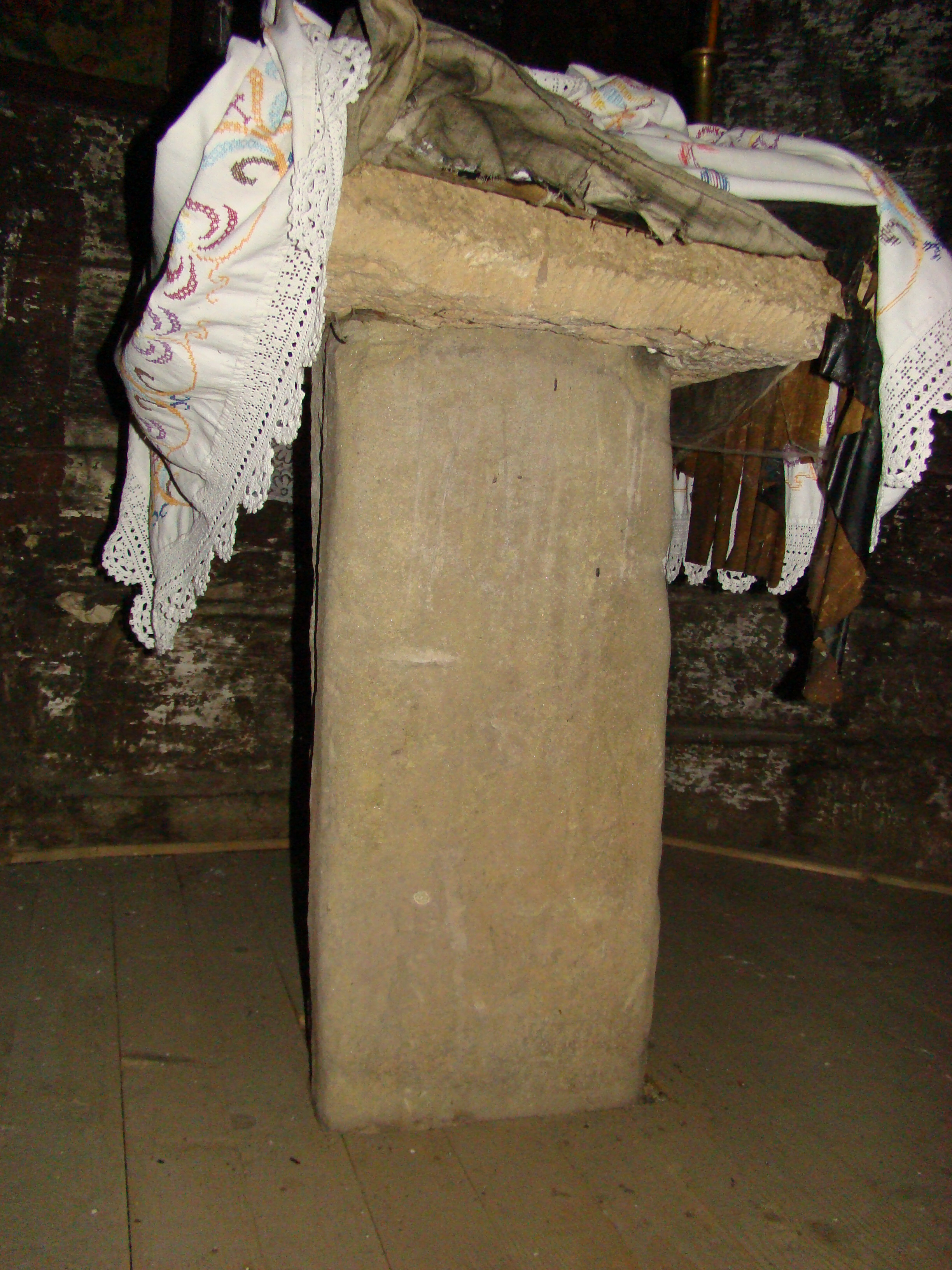